# カール・マルクス
カール・マルクス（ドイツ語: Karl Marx、英語: Karl Marx FRSA、1818年5月5日 - 1883年3月14日）は、プロイセン王国時代のドイツの哲学者、経済学者、革命家。社会主義および労働運動に強い影響を与えた。1845年にプロイセン国籍を離脱しており、以降は無国籍者であった。1849年（31歳）の渡英以降はイギリスを拠点として活動した。
フリードリヒ・エンゲルスの協力のもと、包括的な世界観および革命思想として科学的社会主義（マルクス主義）を打ちたて、資本主義の高度な発展により社会主義・共産主義社会が到来する必然性を説いた。ライフワークとしていた資本主義社会の研究は『資本論』に結実し、その理論に依拠した経済学体系はマルクス経済学と呼ばれ、20世紀以降の国際政治や思想に多大な影響を与えた。

## 概要
カール・マルクスは1818年、当時プロイセン王国領であったトリーアに生まれた。
1843年にイェニー・フォン・ヴェストファーレンと結婚した。ヴェストファーレン家はプロイセンの貴族であり、イェニーの兄フェルディナントはプロイセンの内務大臣を務めた。
マルクスはその政治的出版物のために亡命を余儀なくされ、何十年もの間ロンドンで暮らし、1883年に同地で没した。
主にロンドンでフリードリヒ・エンゲルスとともにその思想を発展させ、多くの著作を発表した。彼の最もよく知られている著作は、1848年の『共産党宣言』、および3巻から成る『資本論』である。マルクスの政治的および哲学的思想はその後の世界に多大な影響を与え、彼は様々な社会理論の学派の名前として用いられてきた。
マルクスの社会、経済、政治に関する批判的な理論（マルクス主義）では、有史以来の人間社会は階級対立を通じて発展するとされる。資本主義の下にあって階級対立は、生産手段を管理する支配階級（ブルジョワジー）と、賃金と引き換えに労働力を売る労働者階級（プロレタリア）の間に現れる。マルクスは、史的唯物論（唯物史観）として知られる批判的方法を以て、以前のどの階級社会とも同様に、資本主義が内部崩壊を引き起こし、新しいシステム（社会主義）へと変革されると予測した。
マルクスによれば、資本主義下の階級対立は、労働者階級の階級意識の発展をもたらし、労働者階級が政治的権力を獲得して最終的には階級のない自由な生産者の結社としての共産主義社会を確立する。マルクスは積極的にその実行を強く求め、労働者階級が資本主義を打倒し、社会経済的解放をもたらすために組織的な革命的行動をとるべきだと主張した。
マルクスは人類の歴史の中で最も影響力のある人物の一人であると説明されている。彼の著作は高く評価され、また批判されてきた。経済学における彼の研究は、労働と資本との関係、およびその後の経済思想に関する現在の理解の多くの基礎を築いた。世界中の多くの知識人、労働組合、芸術家、政党は、マルクスの仕事に影響を受けており、その多くは彼のアイデアを変更または適応している。マルクスは通常、現代社会科学の主要な創設者の一人として評価されている。

## 生涯

### 出生と出自

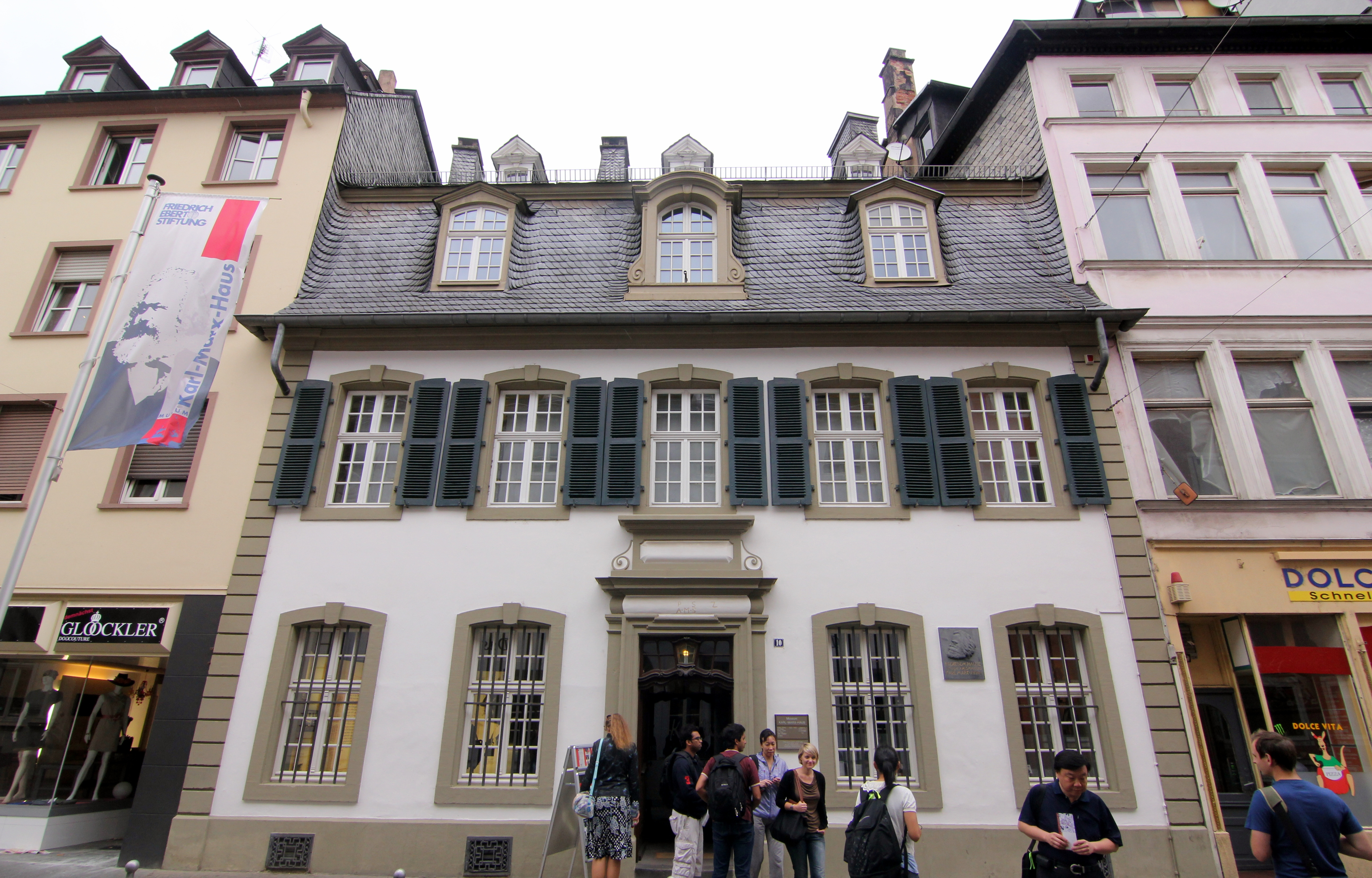
ブリュッケンシュトラーセ10番地（当時はブリュッカーガッセ664番地）にあるマルクスの生家。
この家は1928年にドイツ社会民主党（SPD）によって買い取られ、以降マルクス博物館として保存されている。国家社会主義ドイツ労働者党（ナチ党）政権下で社民党が解散していた時期にはナチ党機関紙の本部になっていた。戦後再興した社民党によってマルクス博物館に戻された。

1818年5月5日午前2時頃、プロイセン王国ニーダーライン大公国県に属するモーゼル川河畔の町トリーアのブリュッカーガッセ（Brückergasse）664番地に生まれる。
父はユダヤ教ラビだった弁護士ハインリヒ・マルクス。母はオランダ出身のユダヤ教徒ヘンリエッテ(Henriette)（旧姓プレスブルク(Presburg)）。マルクスは夫妻の第3子（次男）であり、兄にモーリッツ・ダーフィット(Mauritz David)、姉にゾフィア(Sophia)がいたが、兄は夭折したため、マルクスが実質的な長男だった。また後に妹が4人、弟が2人生まれているが、弟2人は夭折・若死にしている。
マルクスが生まれたトリーアは古代から続く歴史ある都市であり、長きにわたってトリーア大司教領の首都だったが、フランス革命戦争・ナポレオン戦争中には他のライン地方ともどもフランスに支配され、自由主義思想の影響下に置かれた。ナポレオン敗退後、同地はウィーン会議の決議に基づき封建主義的なプロイセン王国の領土となったが、プロイセン政府は統治が根付くまではライン地方に対して慎重に統治に臨み、ナポレオン法典の存続も認めた。そのため自由主義・資本主義・カトリックの気風は残された。
マルクス家は代々ユダヤ教のラビであり、1723年以降にはトリーアのラビ職を世襲していた。マルクスの祖父マイヤー・ハレヴィ・マルクスや伯父ザムエル・マルクスもその地位にあった。父ハインリヒも元はユダヤ教徒でユダヤ名をヒルシェルといったが、彼はヴォルテールやディドロの影響を受けた自由主義者であり、1812年からはフリーメイソンの会員にもなっている。そのため宗教にこだわりを持たず、トリーアがプロイセン領になったことでユダヤ教徒が公職から排除されるようになったことを懸念し、1816年秋（1817年春とも）にプロイセン国教であるプロテスタントに改宗して「ハインリヒ」の洗礼名を受けた。弁護士だった父ハインリヒの年収は1500ターラーで、これはトリーアの富裕層上位5%に入った。さらにハインリヒは妻の持参金、屋敷のほか、葡萄畑、商人や農民への貸付金、金利5%のロシア国債540ターラーの資産などを保有していた。
母方のプレスブルク家は数世紀前に中欧からオランダへ移民したユダヤ人家系であり、やはり代々ラビを務めていた。母自身もオランダに生まれ育ったので、ドイツ語会話や読み書きに不慣れだったという。彼女は夫が改宗した際には改宗せず、マルクスら生まれてきた子供たちもユダヤ教会に籍を入れさせた。
ロスチャイルド家とは遠戚であり、現在のロスチャイルド家の礎を築いたネイサン・メイアー・ロスチャイルドの妻ハンナ・コーエンと、マルクスの祖母ナネッテ・コーエンは従姉妹関係にあたる。コーエン家は当時イギリス綿製品を仕切っていたユダヤ系の大富豪であり、その親戚であるマルクス家も潤沢な資産を有していた。コーエン家のレヴィ・ベアレント・コーエンを通じて欧州最大の電機メーカー、フィリップスの創業者ジェラルド・フィリップスの父である銀行家のベンジャミン・フレデリック・フィリップスは母方の従兄に当たる。叔父のフィリップスの創業者の祖父リオン・フィリップスはマルクスの財政援助者でもあった。

### 幼年期

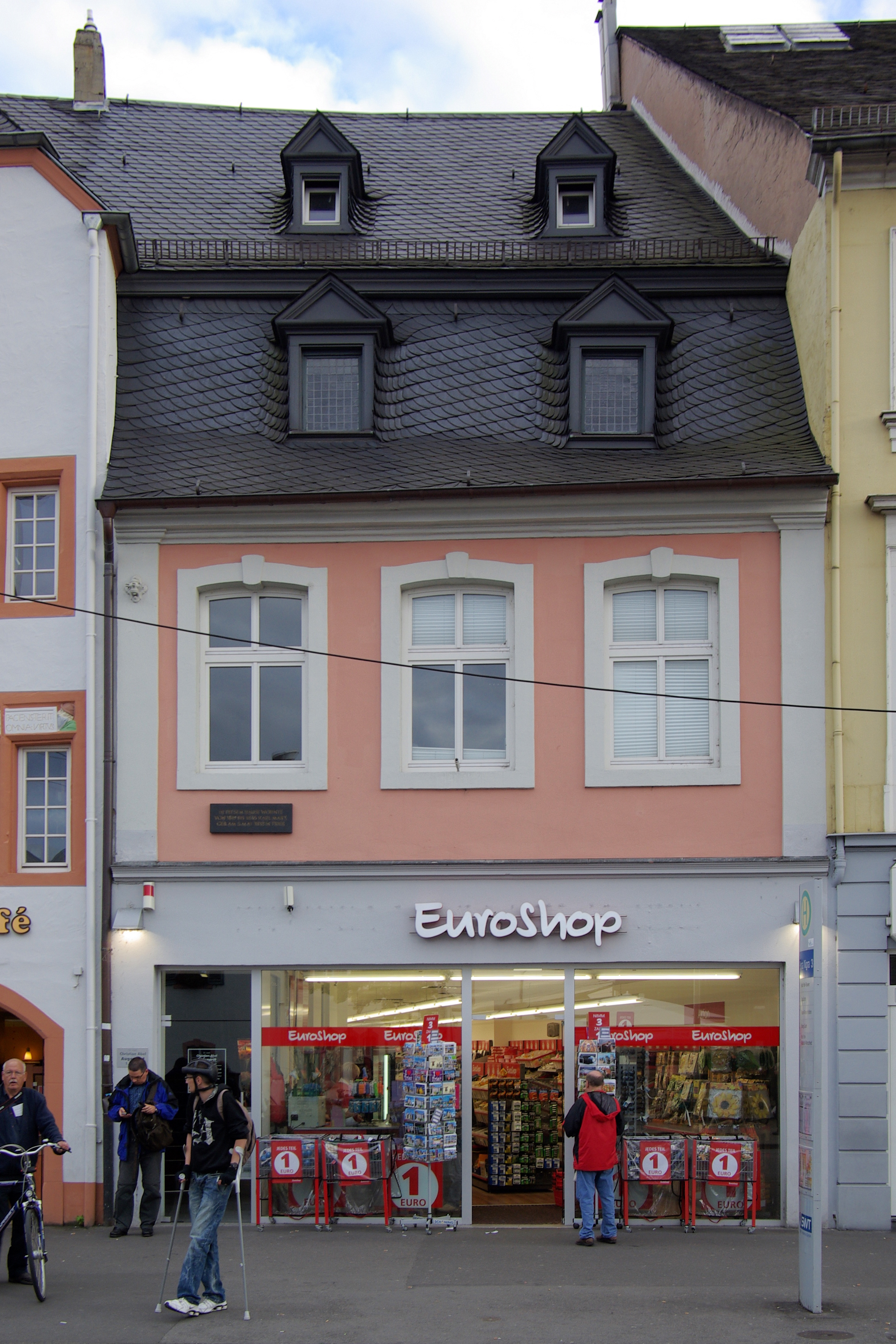
ジメオンガッセ（当時はジメオンシュトラーセ）にあるマルクスの育った家

一家は1820年にブリュッカーガッセ664番地の家を離れて同じトリーア市内のジメオンシュトラーセ（Simeonstraße）1070番地へ引っ越した。
マルクスが6歳の時の1824年8月、第8子のカロリーネが生まれたのを機にマルクス家兄弟はそろって父と同じプロテスタントに改宗している。母もその翌年の1825年に改宗した。この時に改宗した理由は資料がないため不明だが、封建主義的なプロイセンの統治や1820年代の農業恐慌でユダヤ人の土地投機が増えたことで反ユダヤ主義が強まりつつある時期だったからかもしれない。
マルクスが小学校教育を受けたという記録は今のところ発見されていない。父や父の法律事務所で働く修司生による家庭教育が初等教育の中心であったと見られる。マルクスの幼年時代についてもあまりよく分かっていない。

### トリーアのギムナジウム
1830年、12歳の時にトリーアのフリードリヒ・ヴィルヘルム・ギムナジウムに入学した。このギムナジウムは父ハインリヒも所属していたトリーアの進歩派の会合『カジノクラブ』のメンバーであるフーゴ・ヴィッテンバッハが校長を務めていたため、自由主義の空気があった。
1830年にフランスで7月革命があり、ドイツでも自由主義が活気づいた。トリーアに近いハンバッハでも1832年に自由とドイツ統一を求める反政府派集会が開催された。これを警戒したプロイセン政府は反政府勢力への監視を強化し、ヴィッテンバッハ校長やそのギムナジウムも監視対象となった。1833年にはギムナジウムに警察の強制捜査が入り、ハンバッハ集会の文書を持っていた学生が一人逮捕された。ついで1834年1月には父ハインリヒもライン県県議会議員の集まりの席上でのスピーチが原因で警察の監視対象となり、地元の新聞は彼のスピーチを掲載することを禁止され、「カジノクラブ」も警察監視下に置かれた。さらにギムナジウムの数学とヘブライ語の教師が革命的として処分され、ヴィッテンバッハ監視のため保守的な古典教師ロエルスが副校長として赴任してきた。
マルクスは15歳から17歳という多感な時期にこうした封建主義の弾圧の猛威を間近で目撃したのだった。しかしギムナジウム在学中のマルクスが政治活動を行っていた形跡はない。唯一それらしき行動は卒業の際の先生への挨拶回りで保守的なロエルス先生のところには挨拶にいかなかったことぐらいである（父の手紙によるとロエルス先生のところへ挨拶に来なかった学生はマルクス含めて二人だけで先生は大変怒っていたという）。
このギムナジウムでのマルクスの卒業免状や卒業試験が残っている。それによれば卒業試験の結果は、宗教、ギリシャ語、ラテン語、古典作家の解釈で優秀な成績を収め、数学、フランス語、自然科学は普通ぐらいの成績だったという。卒業免状の中の「才能及び熱意」の項目では「彼は良好な才能を有し、古代語、ドイツ語及び歴史においては非常に満足すべき、数学においては満足すべき、フランス語においては単に適度の熱意を示した」と書いてある。この成績を見ても分かる通り、この頃のマルクスは文学への関心が強かった。当時のドイツの若者はユダヤ人詩人ハインリヒ・ハイネの影響でみな詩を作るのに熱中しており、ユダヤ人家庭の出身者ならなおさらであった。マルクスも例外ではなく、ギムナジウム卒業前後の将来の夢は詩人だったという。
卒業論文は『職業選択に際しての一青年の考察』。「人間の職業は自由に決められる物ではなく、境遇が人間の思想を作り、そこから職業が決まってくる」という記述があり、ここにすでに唯物論の影響が見られるという指摘もある。「われわれが人類のために最もよく働きうるような生活上の地位を選んだ時には、重荷は我々を押しつぶすことはできない。何故なら、それは万人のための犠牲だからである」という箇所については、E.H.カーは「マルクスの信念の中のとは言えないが、少なくとも彼の性格の中の多くのものが、彼の育ったところの、規律、自己否定、および公共奉仕という厳しい伝統を反映している」としている。他方ヴィッテンバッハ校長は「思想の豊富さと材料の配置の巧みさは認めるが、作者（マルクス）はまた異常な隠喩的表現を誇張して無理に使用するという、いつもの誤りに陥っている。そのため、全体の作品は必要な明瞭さ、時として正確さに欠けている。これは個々の表現についても全体の構成についても言える」という評価を下し、マルクスの悪筆について「なんといやな文字だろう」と書いている。

### ボン大学

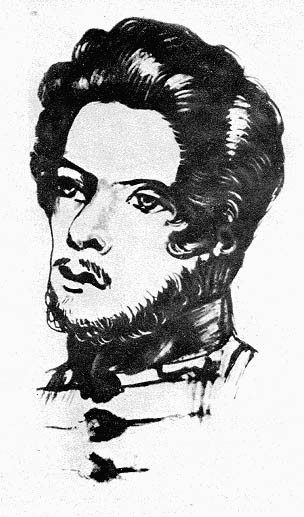
1836年ボン大学学生時代のマルクス

1835年10月にボン大学に入学した。大学では法学を中心としつつ、詩や文学、歴史の講義もとった。大学入学から三カ月にして文学同人誌へのデビューを計画したが、父ハインリヒが「お前が凡庸な詩人としてデビューすることは嘆かわしい」と説得して止めた。実際、マルクスの作った詩はそれほど出来のいい物ではなかったという。
また1835年に18歳になったマルクスはプロイセン陸軍に徴兵される予定だったが、「胸の疾患」で兵役不適格となった。マルクスの父はマルクスに書簡を出して、医師に証明書を書いて兵役を免除してもらうことは良心の痛むようなことではない、と諭している。
当時の大学では平民の学生は出身地ごとに同郷会を作っていた（貴族の学生は独自に学生会を作る）。マルクスも30人ほどのトリーア出身者から成る同郷会に所属したが、マルクスが入学したころ、政府による大学監視の目は厳しく、学生団体も政治的な話は避けるのが一般的で決闘ぐらいしかすることはなかったという。マルクスも新プロイセン会の貴族の学生と一度決闘して左目の上に傷を受けたことがあるという。しかも学生に一般的だったサーベルを使っての決闘ではなく、ピストルでもって決闘したようである。
全体的に素行不良な学生だったらしく、酔っぱらって狼藉を働いたとされて一日禁足処分を受けたり、上記の決闘の際にピストル不法所持で警察に一時勾留されたりもしている（警察からはピストルの出所について背後関係を調べられたが、特に政治的な背後関係はないとの調査結果が出ている）。こうした生活で浪費も激しく、父ハインリヒは「まとまりも締めくくりもないカール流勘定」を嘆いたという。
1836年夏にトリーアに帰郷した際にイェニー・フォン・ヴェストファーレンと婚約した。ヴェストファーレン家は貴族の家柄であり、彼女の父ルートヴィヒ・フォン・ヴェストファーレンは参事官としてトリーアに居住していた。ルートヴィヒは父ハインリヒの友人で、マルクスの文学好きは彼の影響によるところが大きい。イェニーはマルクスより4歳年上で姉ゾフィーの友人だったが、マルクスとも幼馴染の関係にあたり、幼い頃から「ひどい暴君」（イェニー）だった彼に惹かれていたという。
貴族の娘とユダヤ人弁護士の息子では身分違いであり、イェニーも家族から反対されることを心配してマルクスとの婚約を1年ほど隠していた。しかし彼女の父ルートヴィヒは自由主義的保守派の貴族であり（「カジノクラブ」にも加入していた）、貴族的偏見を持たない人だったため、婚約を許してくれた。
一方で、ルートヴィヒ・フォン・ヴェストファーレンは、1810年までに家族から得た財産の取り分を使い果たしており、その後は官僚としての俸給だけで生活し、1834年の退職後は年金で暮らしており、その額はカールの父ハインリヒの年収1500ターラーの4分の3程度であったため、イェニーは十分な持参金を持つことができず、人目をひくような結婚相手を見つけられるあてもなかったとも考証されている。

### ベルリン大学

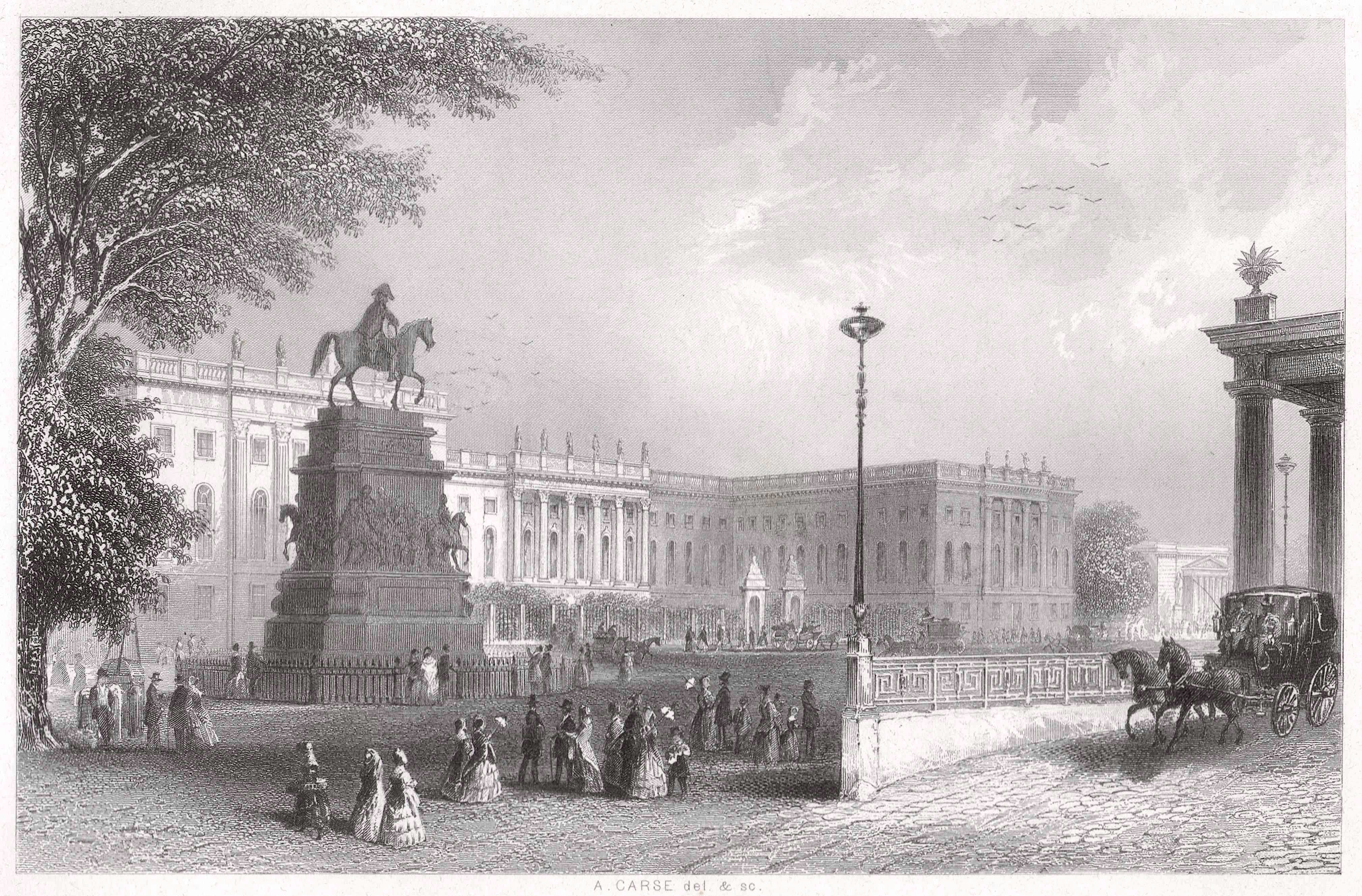
マルクス在学中から10年後の1850年のベルリン大学を描いた絵。

1836年10月にベルリン大学に転校した。ベルリン大学は厳格をもって知られており、ボン大学で遊び歩くマルクスにもっとしっかり法学を勉強してほしいと願う父の希望での転校だった。しかし、マルクス自身は、イェニーと疎遠になると考えて、この転校に乗り気でなかったという。
同大学で受講した講義は、法学がほとんどで、詩に関する講義はとっていない。だが、詩や美術史への関心は持ち続け、それにローマ法への関心が加わって、哲学に最も強い関心を持つようになった。1837年と1838年の冬に病気をしたが、その時に療養地シュトラローで、ヘーゲル哲学の最初の影響を受けた。
以降ヘーゲル中央派に分類されつつもヘーゲル左派寄りのエドゥアルト・ガンスの授業を熱心に聴くようになった。また、ブルーノ・バウアーやカール・フリードリヒ・ケッペン、ルートヴィヒ・アンドレアス・フォイエルバッハ、アーノルト・ルーゲ、アドルフ・フリードリヒ・ルーテンベルクらヘーゲル左派哲学者の酒場の集まり「ドクトル・クラブ（Doktorclub）」に頻繁に参加するようになり、その影響で一層ヘーゲル左派の思想に近づいた。とりわけバウアーとケッペンから強い影響を受けた。ちょうどこの時期は「ドクトル・クラブ」がキリスト教批判・無神論に傾き始めた時期だったが、マルクスはその中でも最左翼であったらしい。
ベルリン大学時代にも放埓な生活を送り、多額の借金を抱えることとなった。これについて、父ハインリヒは、手紙の中で「裕福な家庭の子弟でも年500ターレル以下でやっているというのに、我が息子殿ときたら700ターレルも使い、おまけに借金までつくりおって」と不満の小言を述べている。また、ハインリヒは、自分が病弱だったこともあり、息子には早く法学学位を取得して法律職で金を稼げるようになってほしかったのだが、哲学などという非実務的な分野にかぶれて法学を疎かにしていることが心配でならなかった。1837年12月9日付けの父からの手紙には、「おまえはおまえの両親に数々の不愉快な思いをさせ、喜ばせることはほとんどないか、全然なかった」と記されている。
1838年5月10日に父ハインリヒが病死した。父の死によって、法学で身を立てる意思はますます薄くなり、大学に残って哲学研究に没頭したいという気持ちが強まった。博士号を得て哲学者になることを望むようになり、古代ギリシャの哲学者エピクロスとデモクリトスの論文の執筆を開始した。だが、母ヘンリエッテは、一人で7人の子供を養う身の上になってしまったため、長兄マルクスには早く卒業して働いてほしがっていた。しかし、マルクスは、新たな仕送りを要求するばかりだったので、母や姉ゾフィーと金銭をめぐって争うようになり、家族仲は険悪になっていった。
1840年にキリスト教と正統主義思想の強い影響を受けるロマン主義者フリードリヒ・ヴィルヘルム4世がプロイセン王に即位し、保守的なヨハン・アルブレヒト・フォン・アイヒホルンが文部大臣に任命されたことで言論統制が強化された。ベルリン大学にも1841年に反ヘーゲル派のフリードリヒ・シェリング教授が「不健全な空気を一掃せよ」という国王直々の命を受けて赴任してきた。
マルクスはベルリン大学で学士号、修士号を取得後、博士号を取得するべく博士論文の執筆を始めていたが、そのようなこともあって、ベルリン大学に論文を提出することを避け、1841年4月6日に審査が迅速で知られるイェーナ大学に『デモクリトスの自然哲学とエピクロスの自然哲学の差異（Differenz der Demokritischen und Epikureischen Naturphilosophie）』と題した論文を提出し、9日後の4月15日に同大学から哲学博士号を授与された。この論文は文体と構造においてヘーゲル哲学に大きく影響されている一方、エピクロスの「アトムの偏差」論に「自己意識」の立場を認めるヘーゲル左派の思想を踏襲している。

### 大学教授への道が閉ざされる

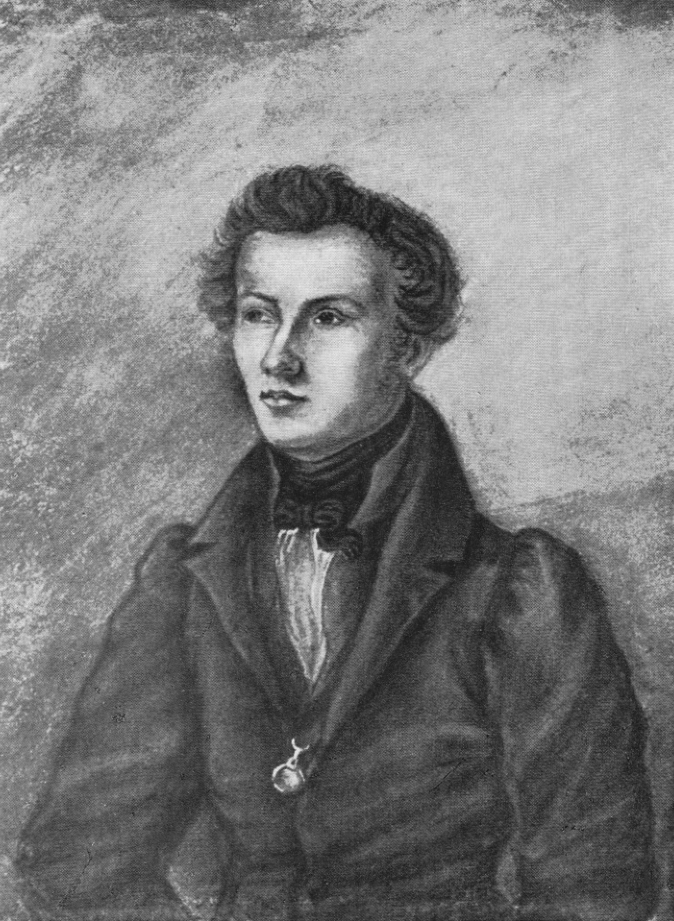
ブルーノ・バウアー。
若い頃のマルクスのヘーゲル左派・無神論仲間だったが、後にマルクスによって批判される。晩年は無神論や共産主義から離れた。

1841年4月に学位を取得した後、トリーアへ帰郷した。大学教授になる夢を実現すべく、同年7月にボンへ移り、ボン大学で教授をしていたバウアーのもとを訪れる。バウアーの紹介で知り合ったボン大学教授連と煩わしがりながらも付き合うようになった。しかしプロイセン政府による言論統制は強まっており、バウアーはすでに解任寸前の首の皮一枚だったため、マルクスとしてはバウアーの伝手は大して期待しておらず、いざという時には岳父ヴェスファーレンの伝手で大学教授になろうと思っていたようである（マルクスの学位論文の印刷用原稿にヴェストファーレンへの献辞がある）。
ボンでのマルクスとバウアーは『無神論文庫』という雑誌の発行を計画したが、この計画はうまくいかなかった。二人は夏の間、ボンで無頼漢のような生活を送った。飲んだくれ、教会で大声をだして笑い、ロバでボンの街中を走りまわった。そうした無頼漢生活の極めつけが匿名のパロディー本『ヘーゲル この無神論者にして反キリスト者に対する最後の審判のラッパ（Die Posaune des jüngsten Gerichts über Hegel, den Atheisten und Antichristen）』をザクセン王国ライプツィヒで出版したことだった。その内容は、敬虔なキリスト教徒が批判するというかたちでヘーゲルの無神論と革命性を明らかにするというもので、これは基本的にバウアーが書いた物であるが、マルクスも関係しているといわれる。
やがてこの本を書いたのは敬虔なキリスト教信徒ではなく無神論者バウアーと判明し、したがってその意図も明らかとなった。バウアーはすでに『共観福音書の歴史的批判』という反キリスト教著作のためにプロイセン政府からマークされていたが、そこへこのようなパロディー本を出版したことでいよいよ政府から危険視されるようになった。1842年3月にバウアーが大学で講義することは禁止された。これによってマルクスも厳しい立場に追い込まれた。
マルクスのもう一つの伝手であった岳父ヴェストファーレンも同じころに死去し、マルクスの進路は大学も官職も絶望的となった。

### 『ライン新聞』のジャーナリストとして

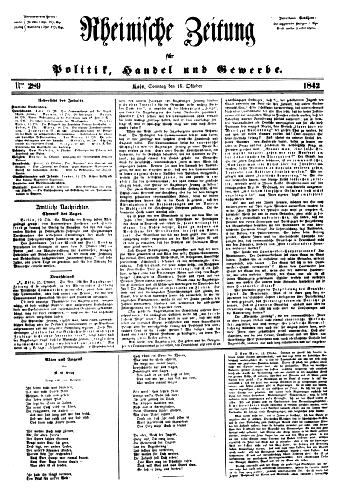
マルクスが編集長を務めていた『ライン新聞』

1841年夏にアーノルト・ルーゲは検閲が比較的緩やかなザクセン王国の王都ドレスデンへ移住し、そこで『ドイツ年誌（Deutsch Jahrbücher）』を出版した。マルクスはケッペンを通じてルーゲに接近し、この雑誌にプロイセンの検閲制度を批判する論文を寄稿したが、ザクセン政府の検閲で掲載されなかった。
ザクセンでも検閲が強化されはじめたことに絶望したマルクスは、『ドイツ年誌』への寄稿を断念し、彼の友人が何人か参加していたライン地方の『ライン新聞』に目を転じた。この新聞は1841年12月にフリードリヒ・ヴィルヘルム4世が新検閲令を発し、検閲を多少緩めたのを好機として1842年1月にダーゴベルト・オッペンハイムやルドルフ・カンプハウゼンらライン地方の急進派ブルジョワジーとバウアーやケッペンやルーテンベルクらヘーゲル左派が協力して創刊した新聞だった。
同紙を実質的に運営していたのは社会主義者のモーゼス・ヘスだったが、彼はヘーゲル左派の新人マルクスに注目していた。当時のマルクスは社会主義者ではなかったから「私は社会主義哲学には何の関心もなく、あなたの著作も読んではいません」とヘスに伝えていたものの、それでもヘスはマルクスを高く評価し、「マルクス博士は、まだ24歳なのに最も深い哲学の知恵を刺すような機知で包んでいる。ルソーとヴォルテールとホルバッハとレッシングとハイネとヘーゲルを溶かし合わせたような人材である」と絶賛していた。
マルクスは1842年5月にもボン（後にケルン）へ移住し、ヘスやバウアーの推薦で『ライン新聞』に参加し、論文を寄稿するようになった。6月にプロイセン王を支持する形式をとって無神論の記事を書いたが、検閲官の目は誤魔化せず、この記事は検閲で却下された。また8月にも結婚の教会儀式に反対する記事を書いたのが検閲官に却下された。当時の新聞記事は無署名であるからマルクスが直接目を付けられる事はなかったものの、新聞に対する目は厳しくなった。最初の1年は試用期間だったが、それも終わりに近づいてきた10月に当局は『ライン新聞』に対して反政府・無神論的傾向を大幅に減少させなければ翌年以降の認可は出せない旨を通達した。またルーテンベルクを編集長から解任することも併せて求めてきた。マルクスは新聞を守るために当局の命令に従うべきと主張し、その意見に賛同した出資者たちからルーテンベルクに代わる新しい編集長に任じられた。
このような経緯であったから新編集長マルクスとしては新聞を存続させるために穏健路線をとるしかなかった。まず検閲当局に対して「これまでの我々の言葉は、全てフリードリヒ大王の御言葉を引用することで正当化できるものですが、今後は必要に迫られた場合以外は宗教問題を取り扱わないとお約束いたします」という誓約書を提出した。実際にマルクスはその誓約を守り、バウアー派の急進的・無神論的な主張を抑え続けた（これによりバウアー派との関係が悪くなった）。プロイセン検閲当局も「マルクスが編集長になったことで『ライン新聞』は著しく穏健化した」と満足の意を示している。
また7月革命後の1830年代のフランスで台頭した社会主義・共産主義思想が1840年代以降にドイツに輸出されてきていたが、当時のマルクスは共産主義者ではなく、あくまで自由主義者・民主主義者だったため、編集長就任の際に書いた論説の中で「『ライン新聞』は既存の共産主義には実現性を認めず、批判を加えていく」という方針を示した。また「持たざる者と中産階級の衝突は平和的に解決し得ることを確信している」とも表明した。
一方で法律や節度の範囲内での反封建主義闘争は止めなかった。ライン県議会で制定された木材窃盗取締法を批判したり、ライン県知事エドゥアルト・フォン・シャーパーの方針に公然と反対するなどした。
だがこの態度が災いとなった。検閲を緩めたばかりに自由主義新聞が増えすぎたと後悔していたプロイセン政府は、1842年末から検閲を再強化したのである。これによりプロイセン国内の自由主義新聞はほとんどが取り潰しにあった。国内のみならず隣国のザクセン王国にも圧力をかけてルーゲの『ドイツ年誌』も廃刊させる徹底ぶりだった。マルクスの『ライン新聞』もプロイセンと神聖同盟を結ぶロシア帝国を「反動の支柱」と批判する記事を掲載したことでロシア政府から圧力がかかり、1843年3月をもって廃刊させられることとなった。
マルクス当人は政府におもねって筆を抑えることに辟易していたので、潰されてむしろすっきりしたようである。ルーゲへの手紙の中で「結局のところ政府が私に自由を返してくれたのだ」と政府に感謝さえしている。また『ライン新聞』編集長として様々な時事問題に携わったことで自分の知識（特に経済）の欠如を痛感し、再勉強に集中する必要性を感じていた。

### 結婚
年俸600ターレルの『ライン新聞』編集長職を失ったマルクスだったが、この後ルーゲから『独仏年誌』をフランスかベルギーで創刊する計画を打ち明けられ、年俸850ターレルでその共同編集長にならないかという誘いを受けた。次の職を探さねばならなかったマルクスはこれを承諾した。
ルーゲ達が『独仏年誌』創刊の準備をしている間の1843年6月12日、クロイツナハにおいて25歳のマルクスは29歳の婚約者イェニーと結婚した。
前ヴェストファーレン家当主ルートヴィヒは自由主義的な人物で二人の婚約に反対しなかったが、その子で当代当主となっているフェルディナント（イェニーの兄）は保守的な貴族主義者だったのでマルクスのことを「ユダヤのヘボ文士」「過激派の無神論者」と疎み、「そんなロクデナシと結婚して家名を汚すな」と結婚に反対した。他の親族も反対する者が多かった。だがイェニーの意思は変わらなかった。
これについてマルクスは「私の婚約者は、私のために最も苦しい闘い ―天上の主とベルリンの主を崇拝する信心深い貴族的な親類どもに対する闘い― を戦ってくれた。そのためにほとんど健康も害したほどである」と述べている。

### フォイエルバッハの人間主義へ

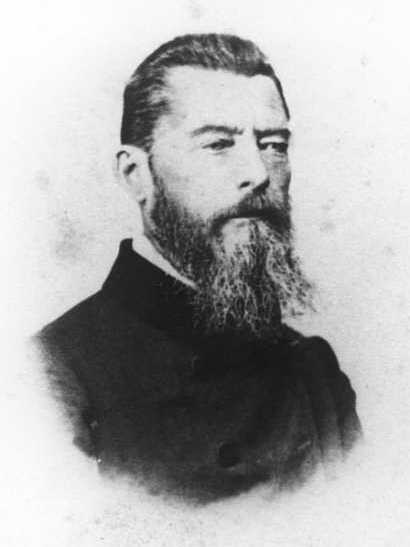
ルートヴィヒ・フォイエルバッハ
マルクスは彼から人間主義的唯物論の影響を受けつつ、その人間観が経済的基礎に裏付けられていないと批判した。

マルクスの再勉強はヘーゲル批判から始まった。その勉強の中で『キリスト教の本質』（1841年）を著したフォイエルバッハの人間主義的唯物論から強い影響を受けるようになった。フォイエルバッハ以前の無神論者たちはまだ聖書解釈学の範疇から出ていなかったが、フォイエルバッハはそれを更に進めて神学を人間学にしようとした。彼は「人間は個人としては有限で無力だが、類（彼は共同性を類的本質と考えていた）としては無限で万能である。神という概念は類としての人間を人間自らが人間の外へ置いた物に過ぎない」「つまり神とは人間である」「ヘーゲル哲学の言う精神あるいは絶対的な物という概念もキリスト教の言うところの神を難しく言い換えたに過ぎない」といった主張を行うことによって「絶対者」を「人間」に置き換えようとし、さらに「歴史の推進力は精神的なものではなく、物質的条件の総和であり、これがその中で生きている人間に思考し行動させる」として「人間」を「物質」と解釈した。
マルクスはこの人間主義的唯物論に深く共鳴し、後に『聖家族』の中で「フォイエルバッハは、ヘーゲル哲学の秘密を暴露し、精神の弁証法を絶滅させた。つまらん『無限の自己意識』に代わり、『人間』を据え置いたのだ」と評価した。マルクスはこの1843年に弁証法と市民社会階級の対立などの社会科学的概念のみ引き継いでヘーゲル哲学の観念的立場から離れ、フォイエルバッハの人間主義の立場に立つようになったといえる。
マルクスは1843年3月から8月にかけて書斎に引きこもって『ヘーゲル国法論批判（Kritik des Hegelschen Staatsrechts）』の執筆にあたった。これはフォイエルバッハの人間主義の立場からヘーゲルの国家観を批判したものである。ヘーゲルは「近代においては政治的国家と市民社会が分離しているが、市民社会は自分のみの欲求を満たそうとする欲望の体系であるため、そのままでは様々な矛盾が生じる。これを調整するのが国家であり、それを支えるのが優れた国家意識をもつ中間身分の官僚制度である。また市民社会は身分(シュタント)という特殊体系をもっており、これにより利己的な個人は他人と結び付き、国会(シュテンデ)を通じて国家の普遍的意志と結合する」と説くが、これに対してマルクスは国家と市民社会が分離しているという議論には賛同しつつ、官僚政治や身分や国会が両者の媒介役を務めるという説には反対した。国家を主体化するヘーゲルに反対し、人間こそが具体物であり、国は抽象物に過ぎないとして「人間を体制の原理」とする「民主制」が帰結と論じ、「民主制のもとでは類（共同性）が実在としてあらわれる」と主張する。この段階では「民主制」という概念で語ったが、後にマルクスはこれを共産主義に置き換えて理解していくことになる。

### パリ在住時代
『独仏年誌』の発刊場所についてマルクスはフランス王国領ストラスブールを希望していたが、ルーゲやヘスたちは検閲がフランスよりも緩めなベルギー王国王都ブリュッセルを希望した。しかし最終的には印刷環境がよく、かつドイツ人亡命者が多いフランス王都パリに定められた。
こうしてマルクスは1843年10月から新妻とともにパリへ移住し、ルーゲが用意したフォーブール・サンジェルマンの共同住宅でルーゲとともに暮らすようになった。

#### 「人間解放」

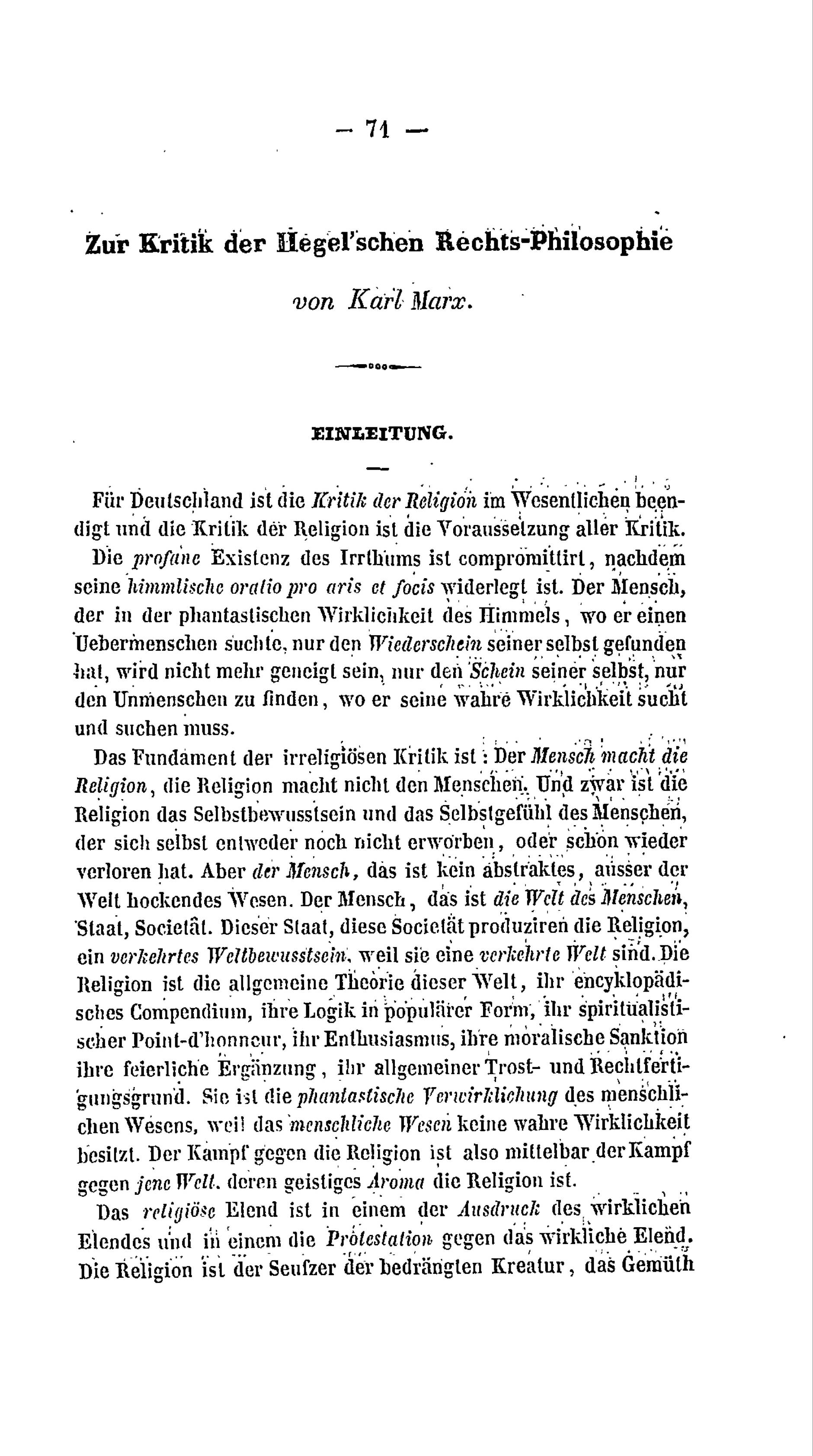
『独仏年誌』に掲載された『ヘーゲル法哲学批判序説』
この著作からマルクスは「非人間」のプロレタリアート階級を中心にした「人間解放」を訴えるようになった。

1844年2月に『独仏年誌』1号2号の合併号が出版された。マルクスとルーゲのほか、ヘスやハイネ、エンゲルスが寄稿した。このうち著名人といえる者はハイネのみだった。ハイネはパリ在住時代にマルクスが親しく付き合っていたユダヤ人の亡命詩人であり、その縁で一篇の詩を寄せてもらったのだった。エンゲルスは父が共同所有するイギリスの会社で働いていたブルジョワの息子だった。マルクスが『ライン新聞』編集長をしていた1842年11月に二人は初めて知り合い、以降エンゲルスはイギリスの社会状況についての論文を『ライン新聞』に寄稿するようになっていた。エンゲルスは当時全くの無名の人物だったが、誌面を埋めるために論文を寄せてもらった。マルクスは尊敬するフォイエルバッハにも執筆を依頼していたが、断られている。
マルクス自身はこの創刊号にルーゲへの手紙3通と『ユダヤ人問題によせて』と『ヘーゲル法哲学批判序説』という2つの論文を載せている。この中でマルクスは「ユダヤ人はもはや宗教的人種的存在ではなく、隣人から被った扱いによって貸金業その他職業を余儀なくされている純然たる経済的階級である。だから彼らは他の階級が解放されて初めて解放される。大事なことは政治的解放（国家が政治的権利や自由を与える）ではなく、市民社会からの人間的解放だ。」、「哲学が批判すべきは宗教ではなく、人々が宗教という阿片に頼らざるを得ない人間疎外の状況を作っている国家、市民社会、そしてそれを是認するヘーゲル哲学である」、「今や先進国では近代（市民社会）からの人間解放が問題となっているが、ドイツはいまだ前近代の封建主義である。ドイツを近代の水準に引き上げたうえ、人間解放を行うためにはどうすればいいのか。それは市民社会の階級でありながら市民から疎外されているプロレタリアート階級が鍵となる。この階級は市民社会の他の階級から自己を解放し、さらに他の階級も解放しなければ人間解放されることがないという徹底的な非人間状態に置かれているからだ。この階級はドイツでも出現し始めている。この階級を心臓とした人間解放を行え」といった趣旨のことを訴えた。こうしていよいよプロレタリアートに注目するようになったマルクスだが、一方で既存の共産主義にはいまだ否定的な見解を示しており、この段階では人間解放を共産革命と想定していたわけではないようである。もっともローレンツ・フォン・シュタインが紹介した共産主義者の特徴「プロレタリアートを担い手とする社会革命」と今やほとんど類似していた。
しかし結局『独仏年誌』はハイネの詩が載っているということ以外、人々の関心をひかなかった。当時パリには10万人のドイツ人がいたが、そのうち隅から隅まで読んでくれたのは一人だけだった。まずいことにそれは駐フランス・プロイセン大使だった。大使は直ちにこの危険分子たちのことをベルリン本国に報告した。この報告を受けてプロイセン政府は国境で待ち伏せて、プロイセンに送られてきた『独仏年誌』を全て没収した（したがってこれらの分は丸赤字）。さらに「マルクス、ルーゲ、ハイネの三名はプロイセンに入国次第、逮捕する」という声明まで出された。
スイスにあった出版社は赤字で倒産し、『独仏年誌』は創刊号だけで廃刊せざるをえなくなった。マルクスはルーゲが金の出し惜しみをしたせいで廃刊になったと考え、ルーゲを批判した。そのため二人の関係は急速に悪化し、ルーゲはマルクスを「恥知らずのユダヤ人」、マルクスはルーゲを「山師」と侮辱しあうようになった。二人はこれをもって絶縁した。後にマルクスもルーゲもロンドンで30年暮らすことになるが、その間も完全に没交渉だった。

#### そして共産主義へ

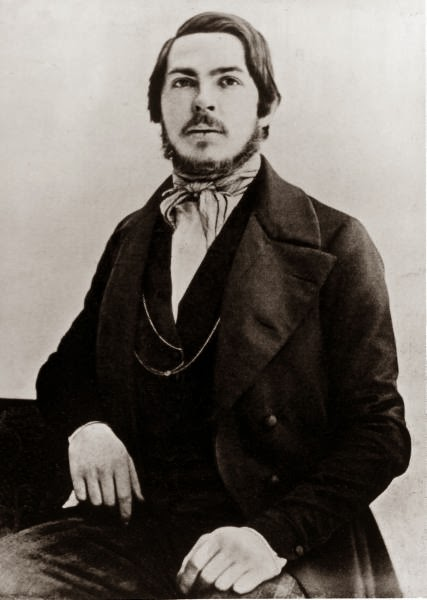
フリードリヒ・エンゲルス（1840年頃）。
1844年に『聖家族』を共著してから親しくなり、以降生涯を通じて最も近しいパートナーとなった。

マルクスは『独仏年誌』に寄稿された論文のうち、エンゲルスの『国民経済学批判大綱（Umrisse zu einer Kritik der Nationalökonomie）』に強い感銘を受けた。エンゲルスはこの中でイギリス産業に触れた経験から私有財産制やそれを正当化するアダム・スミス、リカード、セイなどの国民経済学（古典派経済学）を批判した。
これに感化されたマルクスは経済学や社会主義、フランス革命についての研究を本格的に行うようになった。アダム・スミス、リカード、セイ、ジェームズ・ミル等の国民経済学者の本、またサン＝シモン、フーリエ、プルードン等の社会主義者の本を読み漁った。この時の勉強のノートや草稿の一部をソ連のマルクス・エンゲルス・レーニン研究所が1932年に編纂して出版したのが『経済学・哲学草稿』である。その中でマルクスは「国民経済学者は私有財産制の運動法則を説明するのに労働を生産の中枢と捉えても、労働者を人間としては認めず、労働する機能としか見ていない」点を指摘する。またこれまでマルクスは「類としての人間」の本質をフォイエルバッハの用法そのままに「共同性・普遍性」という意味で使ってきたが、経済学的見地から「労働する人間」と明確に規定するようになった。「生産的労働を行って、人間の類的本質を達成することが人間の本来的あり方」「しかし市民社会では生産物は労働者の物にはならず、労働をしない資本家によって私有・独占されるため、労働者は自己実現できず、疎外されている」と述べている。またこの中でマルクスはいよいよ自分の立場を共産主義と定義するようになった。
1844年8月から9月にかけての10日間エンゲルスがマルクス宅に滞在し、2人で最初の共著『聖家族』を執筆を約束する。これ以降2人は親しい関係となった。この著作はバウアー派を批判したもので、「完全なる非人間のプロレタリアートにこそ人間解放という世界史的使命が与えられている」「しかしバウアー派はプロレタリアートを侮蔑して自分たちの哲学的批判だけが進歩の道だと思っている。まことにおめでたい聖家族どもである」「ヘーゲルの弁証法は素晴らしいが、一切の本質を人間ではなく精神に持ってきたのは誤りである。神と人間が逆さまになっていたように精神と人間が逆さまになっている。だからこれをひっくり返した新しい弁証法を確立せねばならない」と訴えた。
また1844年7月にルーゲが『フォールヴェルツ』誌にシュレージエンで発生した織り工の一揆について「政治意識が欠如している」と批判する匿名論文を掲載したが、これに憤慨したマルクスはただちに同誌に反論文を送り、「革命の肥やしは政治意識ではなく階級意識」としてルーゲを批判し、シュレージエンの一揆を支持した。マルクスはこれ以外にも23もの論文を同誌に寄稿した。
しかしこの『フォールヴェルツ』誌は常日頃プロイセン王フリードリヒ・ヴィルヘルム4世を批判していたため、プロイセン政府から目を付けられていた。プロイセン政府はフランス政府に対して同誌を取り締まるよう何度も圧力をかけており、ついに1845年1月、フランス外務大臣フランソワ・ギゾーは、内務省を通じてマルクスはじめ『フォールヴェルツ』に寄稿している外国人を国外追放処分とした。
こうしてマルクスはパリを去らねばならなくなった。パリ滞在は14か月程度であったが、マルクスにとってこの時期は共産主義思想を確立する重大な変化の時期となった。

### ブリュッセル在住時代
マルクス一家は1845年2月にパリを離れ、ベルギー王都ブリュッセルに移住した。ベルギー王レオポルド1世は政治的亡命者に割と寛大だったが、それでもプロイセン政府に目を付けられているマルクスがやって来ることには警戒した。マルクスはベルギー警察の求めに応じて「ベルギーに在住する許可を得るため、私は現代の政治に関するいかなる著作もベルギーにおいては出版しないことを誓います。」という念書を提出した。しかし、マルクスはこの確約は政治に参加しないことを意味するものではないと解釈し、以後も政治的な活動を続けた。またプロイセン政府はベルギー政府にも強い圧力をかけてきたため、マルクスは「北アメリカ移住のため」という名目でプロイセン国籍を正式に離脱した。以降マルクスは死ぬまで無国籍者であった。
ブリュッセルにはマルクス以外にもドイツからの亡命社会主義者が多く滞在しており、ヘス、詩人フェルディナント・フライリヒラート、元プロイセン軍将校のジャーナリストであるヨーゼフ・ヴァイデマイヤー、学校教師のヴィルヘルム・ヴォルフ、マルクスの義弟エドガー・フォン・ヴェストファーレンなどがブリュッセルを往来した。1845年4月にはエンゲルスもブリュッセルへ移住してきた。この頃からエンゲルスに金銭援助してもらうようになる。

#### 唯物史観と剰余価値理論の確立
1845年夏からエンゲルスとともに『ドイツ・イデオロギー』を共著したが、出版社を見つけられず、この作品は二人の存命中には出版されることはなかった。この著作の中でマルクスとエンゲルスは「西欧の革新的な哲学も封建主義的なドイツに入ると頭の中だけの哲学的空論になってしまう。大事なのは実践であり革命」と訴え、バウアーやフォイエルバッハらヘーゲル後の哲学者、またヘスやカール・グリューンら「真正社会主義者」に批判を加えている。マルクスは同じころに書いたメモ『フォイエルバッハに関するテーゼ』の中でもフォイエルバッハ批判を行っており、その中で「生産と関連する人間関係が歴史の基礎であり、宗教も哲学も道徳も全てその基礎から生まれた」と主張し、マルクスの最大の特徴ともいうべき唯物史観を萌芽させた。
さらに1847年には『哲学の貧困』を著した。これはプルードンの著作『貧困の哲学（仏：Système des contradictions économiques ou Philosophie de la misère）』を階級闘争の革命を目指さず、漸進主義ですませようとしている物として批判したものである。この中でマルクスは「プルードンは労働者の賃金とその賃金による労働で生産された生産物の価値が同じだと思っているようだが、実際には賃金の方が価値が低い。低いから労働者は生産物と同じ価値の物を手に入れられない。したがって労働者は働いて賃金を得れば得るほど貧乏になっていく。つまり賃金こそが労働者を奴隷にしている」と主張し、剰余価値理論を萌芽させた。また「生産力が増大すると人間の生産様式は変わる。生産様式が変わると社会生活の様式も変わる。思想や社会関係もそれに合わせて変化していく。古い経済学はブルジョワ市民社会のために生まれた思想だった。そして今、共産主義が労働者階級の思想となり、市民社会を打ち倒すことになる」と唯物史観を展開して階級闘争の必然性を力説する。そして「プルードンは、古い経済学と共産主義を両方批判し、貧困な弁証法哲学で統合しようとする小ブルジョアに過ぎない」と結論している。
1847年末にはドイツ労働者協会の席上で労働者向けの講演を行ったが、これが1849年に『新ライン新聞』上で『賃金労働と資本』としてまとめられるものである。その中で剰余価値理論（この段階ではまだ剰余価値という言葉を使用していないが）をより後の『資本論』に近い状態に発展させた。「賃金とは労働力という商品の価格である。本来労働は、人間自身の生命の活動であり、自己実現なのだが、労働者は他に売るものがないので生きるためにその力を売ってしまった。したがって彼の生命力の発現の労働も、その成果である生産物も彼の物ではなくなっている（労働・生産物からの疎外）。」、「商品の価格は、その生産費、つまり労働時間によってきまる。労働力という商品の価格（賃金）も同様である。労働力の生産費、つまり生活費で決まる」、「資本家は労働力を購入して、そしてその購入費以上に労働をさせて労働力を搾取することで資本を増やす。資本が増大すればブルジョワの労働者への支配力も増す。賃金労働者は永久に資本に隷従することになる。」といった主旨のことを述べている。

#### 共産主義者同盟の結成と『共産党宣言』

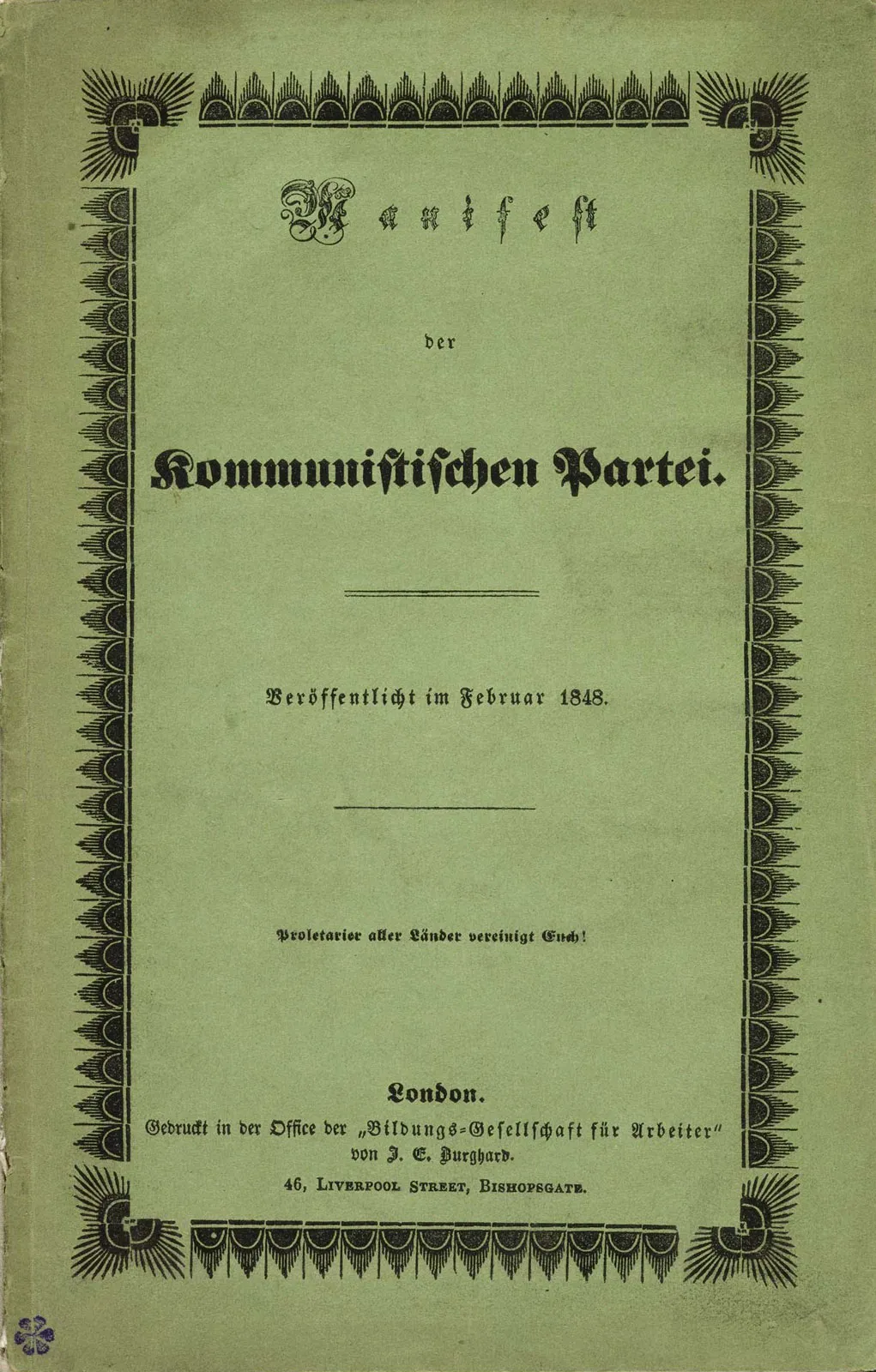
共産主義者同盟の綱領として書かれた革命実践の小冊子『共産党宣言』

パリ時代のマルクスは革命活動への参加に慎重姿勢を崩さなかったが、唯物史観から「プロレタリア革命の必然性」を確信するようになった今、マルクスに革命を恐れる理由はなかった。「現在の問題は実践、つまり革命である」と語るようになった。
1846年2月にはエンゲルス、ヘス、義弟エドガー・フォン・ヴェストファーレン、フェルディナント・フライリヒラート、ヨーゼフ・ヴァイデマイヤー、ヴィルヘルム・ヴァイトリング、ヘルマン・クリーゲ、エルンスト・ドロンケらとともにロンドンのドイツ人共産主義者の秘密結社「正義者同盟」との連絡組織として「共産主義通信委員会」をブリュッセルに創設している。しかしマルクスの組織運営は独裁的と批判される。創設してすぐにヴァイトリングとクリーゲを批判して除名する。そのあとすぐモーゼス・ヘスが除名される前に辞任した。マルクスは瞬く間に「民主的な独裁者」の悪名をとるようになる。その一方、マルクスはフランスのプルードンに参加を要請したが、「運動の最前線にいるからといって、新たな不寛容の指導者になるのはやめましょう」と断られている。この数カ月後にマルクスは上記の『哲学の貧困』でプルードン批判を開始する。
新たな参加者が現れず、停滞気味の中の1847年1月、ロンドン正義者同盟のマクシミリアン・ヨーゼフ・モルがマルクスのもとを訪れ、マルクスの定めた綱領の下で両組織を合同させることを提案した。マルクスはこれを許可し、6月のロンドンでの大会で共産主義通信委員会は正義者同盟と合同し、国際秘密結社「共産主義者同盟 (1847年)」を結成することを正式に決議した。またマルクスの希望でプルードン、ヴァイトリング、クリーゲの三名を「共産主義の敵」とする決議も出された。
合同によりマルクスは共産主義者同盟ブリュッセル支部長という立場になった。11月にロンドンで開催された第二回大会に出席し、同大会から綱領作成を一任されたマルクスは1848年の2月革命直前までに小冊子『共産党宣言』を完成させた。一応エンゲルスとの共著となっているが、ほとんどマルクスが一人で書いたものだった。
この『共産党宣言』は「一匹の妖怪がヨーロッパを徘徊している。共産主義という名の妖怪が」という有名な序文で始まる。ついで第一章冒頭で「これまでに存在したすべての社会の歴史は階級闘争の歴史である」と定義し、第一章と第二章でプロレタリアが共産主義革命でブルジョワを打倒することは歴史的必然であると説く。さらに第三章では「似非社会主義・共産主義」を批判する。そして最終章の第四章で具体的な革命の行動指針を定めているが、その中でマルクスは、封建主義的なドイツにおいては、ブルジョワが封建主義を打倒するブルジョワ革命を目指す限りはブルジョワに協力するが、その場合もブルジョワへの対立意識を失わず、封建主義体制を転覆させることに成功したら、ただちにブルジョワを打倒するプロレタリア革命を開始するとしている。そして最後は以下の有名な言葉で締めくくった。

### 1848年革命をめぐって

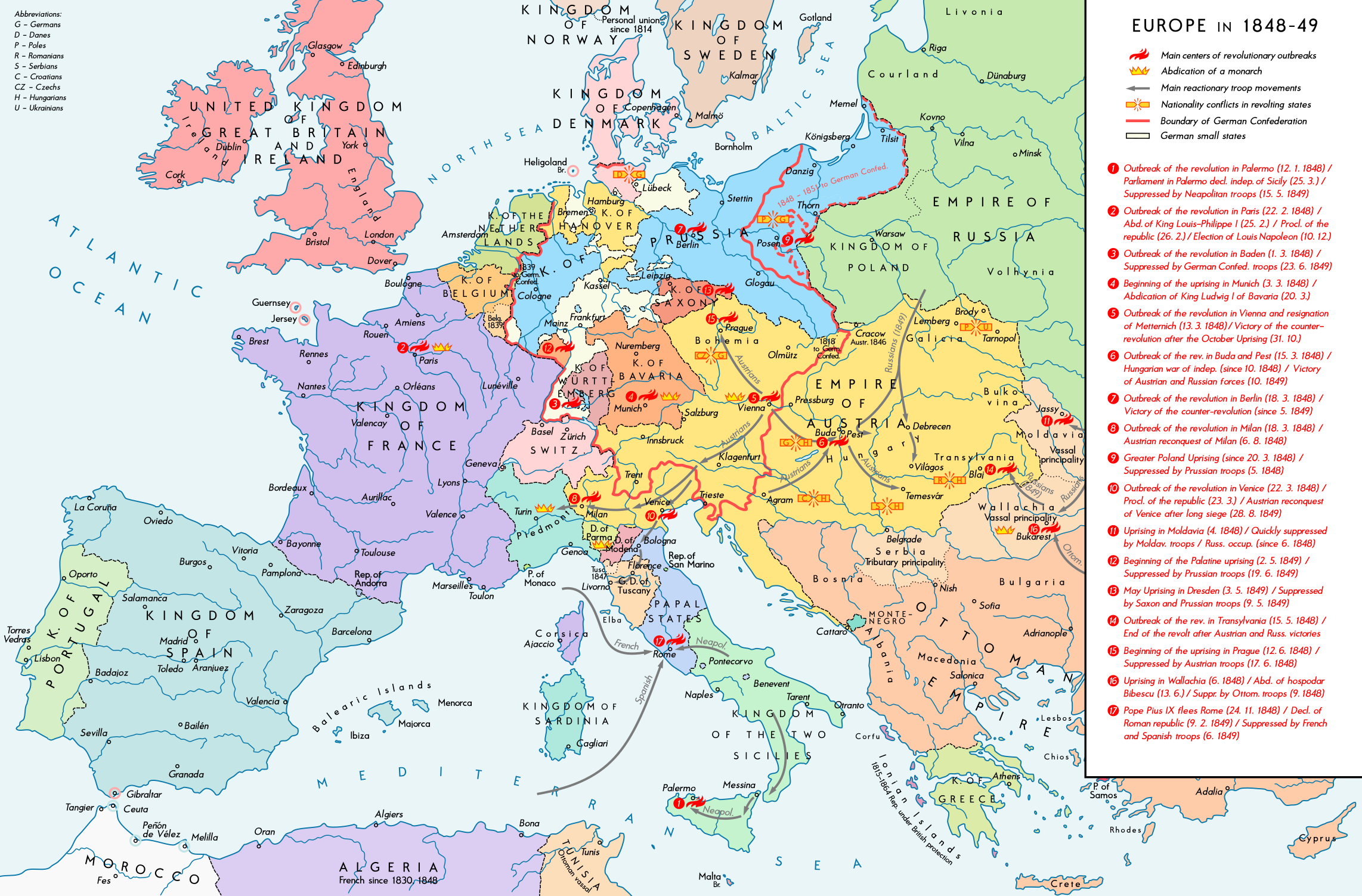
1848年革命のヨーロッパ。

1847年の恐慌による失業者の増大でかねてから不穏な空気が漂っていたフランス王都パリで1848年2月22日に暴動が発生し、24日にフランス王ルイ・フィリップが王位を追われて共和政政府が樹立される事件が発生した（2月革命）。この2月革命の影響は他のヨーロッパ諸国にも急速に波及し、近代ヨーロッパの転換点となった。
ドイツ連邦議会議長国であるオーストリア帝国の帝都ウィーンでは3月13日に学生や市民らの運動により宰相クレメンス・フォン・メッテルニヒが辞職してイギリスに亡命することを余儀なくされ、皇帝フェルディナント1世も一時ウィーンを離れる事態となった。オーストリア支配下のハンガリーやボヘミア、北イタリアでは民族運動が激化。イタリア諸国のイタリア統一運動も刺激された。プロイセン王都ベルリンでも3月18日に市民が蜂起し、翌19日には国王フリードリヒ・ヴィルヘルム4世が国王軍をベルリン市内から退去させ、自ら市民軍の管理下に入り、自由主義内閣の組閣、憲法の制定、プロイセン国民議会の創設、ドイツ統一運動に承諾を与えた。他のドイツ諸邦でも次々と同じような蜂起が発生した。そして自由都市フランクフルト・アム・マインにドイツ統一憲法を制定するためのドイツ国民議会（フランクフルト国民議会）が設置されるに至った。

#### ベルギー警察に逮捕される
マルクスは、2月革命後にフランス臨時政府のメンバーとなっていたフェルディナン・フロコンから「ギゾーの命令は無効になったからパリに戻ってこい」という誘いを受けた。マルクスはこれ幸いと早速パリに向かう準備を開始した。
その準備中の3月3日、革命の波及を恐れていたベルギー王レオポルド1世からの「24時間以内にベルギー国内から退去し、二度とベルギーに戻るな」という勅命がマルクスのもとに届けられた。いわれるまでもなくベルギーを退去する予定のマルクスだったが、3月4日に入った午前1時、ベルギー警察が寝所にやってきて逮捕された。町役場の留置場に入れられたが、「訳の分からないことを口走る狂人」と同じ監房に入れられ、一晩中その「狂人」の暴力に怯えながら過ごす羽目になったという。同日早朝、マルクスとの面会に訪れた妻イェニーも身分証を所持していないとの理由で「放浪罪」容疑で逮捕された。
マルクス夫妻の逮捕についてベルギー警察を批判する意見もあるが、妻イェニーは「ブリュッセルのドイツ人労働者は武装することを決めていました。そのため短剣やピストルをかき集めていました。カールはちょうど遺産を受け取った頃だったので、喜んでその金を武器購入費として提供しました。（ベルギー）政府はそれを謀議・犯罪計画と見たのでしょう。マルクスは逮捕されなければならなかったのです。」と証言している。
3月4日午後3時にマルクスとイェニーは釈放され、警察官の監視のもとで慌ただしくフランスへ向けて出国することになった。その道中の列車内は革命伝染阻止のために出動したベルギー軍人で溢れかえっていたという。列車はフランス北部の町ヴァランシエンヌで停まり、マルクス一家はそこから乗合馬車でパリに向かった。

#### 共産主義者同盟をパリに移す

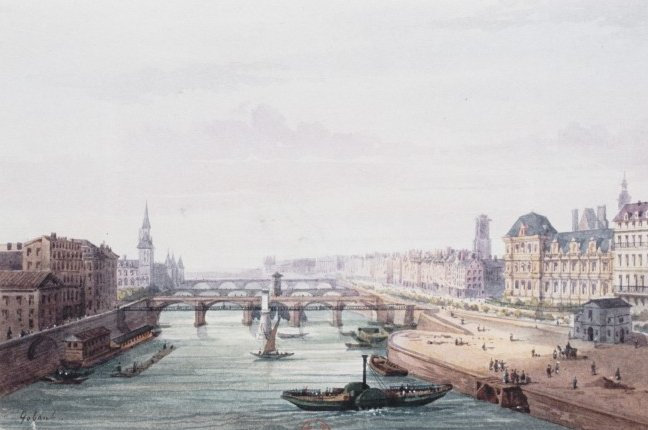
1848年のパリ

3月5日にパリに到着したマルクスは翌6日にも共産主義者同盟の中央委員会をパリに創設した。議長にはマルクスが就任し、エンゲルス、カール・シャッパー、モル、ヴォルフ、ドロンケらが書記・委員を務めた。議長マルクスはメンバーに赤いリボンを付けることを決議して組織の団結力を高めたが、共産主義者同盟は秘密結社であるから、この名前で活動するわけにもいかず、表向きの組織として「ドイツ労働者クラブ」も結成した。
3月21日にはエンゲルスとともに17カ条から成る『ドイツにおける共産党の要求』を発表した。ブルジョワとの連携を意識して『共産党宣言』よりも若干マイルドな内容になっている。
マルクスは革命のために必要なのは詩人や教授の部隊ではなく、プロパガンダと扇動だと考えていた。しかし在パリ・ドイツ人労働者には即時行動したがる者が多く、ゲオルク・ヘルヴェークとアデルベルト・フォン・ボルンシュテットの「パリでドイツ人労働者軍団を組織してドイツへ進軍する」という夢想的計画が人気を集めていた。フランス臨時政府も物騒な外国人労働者たちをまとめて追い出すチャンスと見てこの計画を積極的に支援した。一方マルクスは「馬鹿げた計画はかえってドイツ革命を阻害する。在パリ・ドイツ人労働者をみすみす反動政府に引き渡しに行くようなものだ」としてこの計画に強く反対した。ヘルヴェークとボルンシュテットが「黒赤金同盟」を結成すると、マルクスはこれを自分の共産主義者同盟に対抗するものと看做し、ボルンシュテットを共産主義者同盟から除名した（ヘルヴェークはもともと共産主義者同盟のメンバーではなかった）。結局この二人は4月1日から数百人のドイツ人労働者軍団を率いてドイツ国境を越えて進軍するも、バーデン軍の反撃を受けてあっというまに武装解除されてしまう。
マルクスはこういう国外で労働者軍団を編成してドイツへ攻め込むというような冒険的計画には反対だったが、革命扇動工作員を個別にドイツ各地に送り込み、その地の革命を煽動させることには熱心だった。マルクスの指示のもと、3月下旬から4月上旬にかけて共産主義者同盟のメンバーが次々とドイツ各地に工作員として送りこまれた。フロコンの協力も得て最終的には300人から400人を送りこむことに成功した。エンゲルスは父や父の友人の資本家から革命資金を募ろうとヴッパータールに向かった。

#### ケルン移住と『新ライン新聞』発行

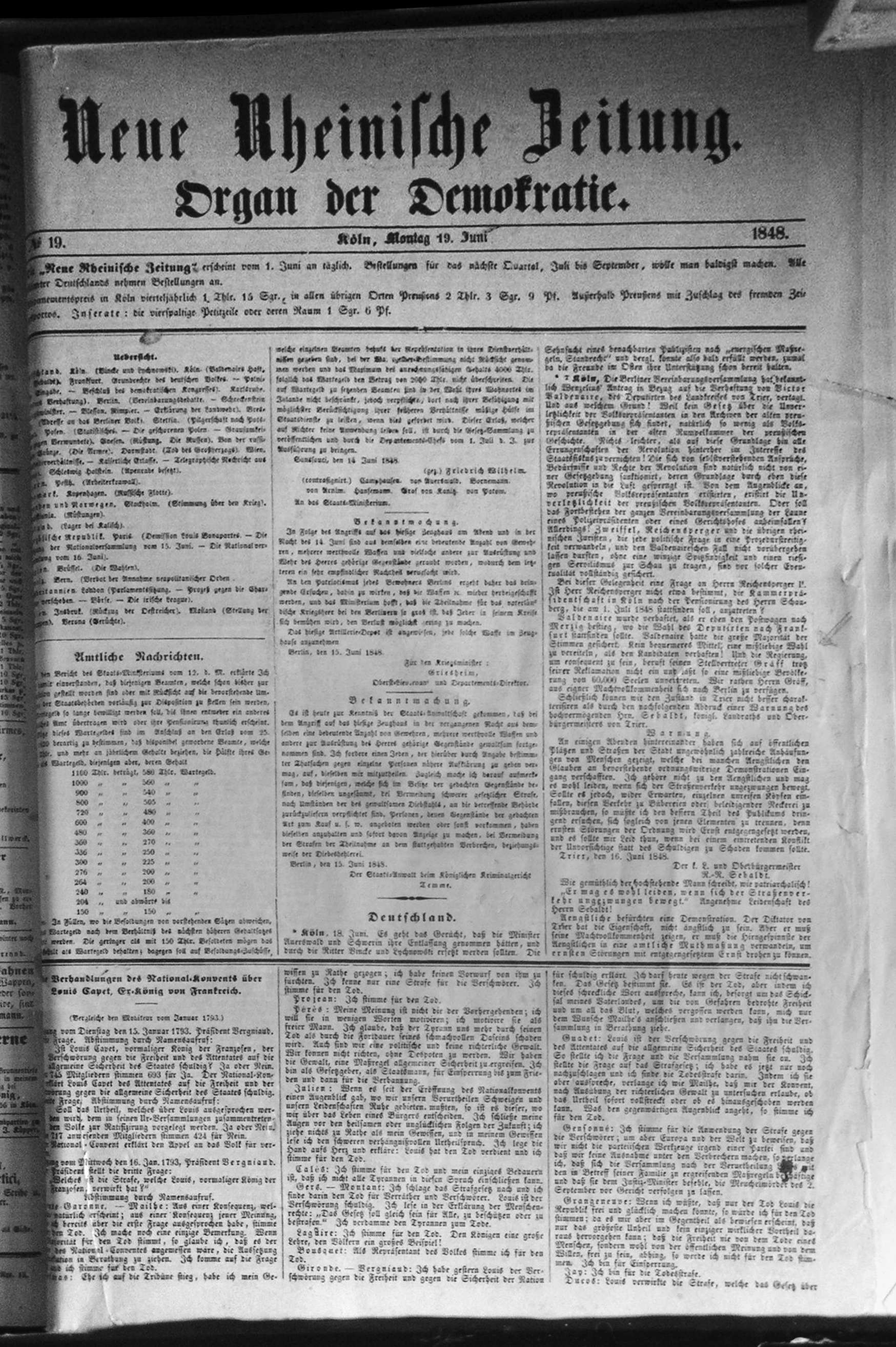
『新ライン新聞』1848年6月19日号

マルクスとその家族は4月上旬にプロイセン領ライン地方ケルンに入った。革命扇動を行うための新たな新聞の発行準備を開始したが、苦労したのは出資者を募ることだった。ヴッパータールへ資金集めにいったエンゲルスはほとんど成果を上げられずに戻ってきた。結局マルクス自らが駆け回って4月中旬までには自由主義ブルジョワの出資者を複数見つけることができた。ケルンの小規模実業家や専門職からの資金提供や、マルクスも相続金の一部を差し出し、13000ターラー集まった。
新たな新聞の名前は『新ライン新聞』と決まった。創刊予定日は当初7月1日に定められていたが、封建勢力の反転攻勢を阻止するためには一刻の猶予も許されないと焦っていたマルクスは、創刊日を6月1日に早めさせた。同紙はマルクスを編集長として、エンゲルスやシャッパー、ドロンケ、フライリヒラート、ヴォルフなどが編集員として参加した。マルクスの年俸は1500ターラーで、今までで最も恵まれた環境になった。
しかしマルクスは同紙の運営も独裁的に行い、ステファン・ボルンからは「どんなに暴君に忠実に仕える臣下であってもマルクスの無秩序な専制にはついていかれないだろう」と評された。マルクスの独裁ぶりは親友のエンゲルスからさえも指摘された。
同紙は「共産主義の機関紙」ではなく「民主主義の機関紙」と銘打っていたが、これは出資者への配慮、また封建主義打倒まではブルジョワ自由主義と連携しなければいけないという『共産党宣言』で示した方針に基づく戦術だった。
プロレタリア革命の「前段階」たるブルジョワ革命を叱咤激励しながら、「大問題・大事件が発生して全住民を闘争に駆り立てられる状況になった時のみ蜂起は成功する」として時を得ないで即時蜂起を訴える意見は退けた。またドイツ統一運動も支援し、フランクフルト国民議会にも参加していく方針を示した。マルクスは国境・民族を越える人であり、民族主義者ではないが、ドイツの「政治的後進性」は小国家分裂状態によってもたらされていると見ていたのである。外交面ではポーランド人やイタリア人、ハンガリー人の民族運動を支持した。また「革命と民族主義を蹂躙する反動の本拠地ロシアと戦争することが（革命や民族主義を蹂躙してきた）ドイツの贖罪であり、ドイツの専制君主どもを倒す道でもある」としてロシアとの戦争を盛んに煽った。

#### 革命の衰退

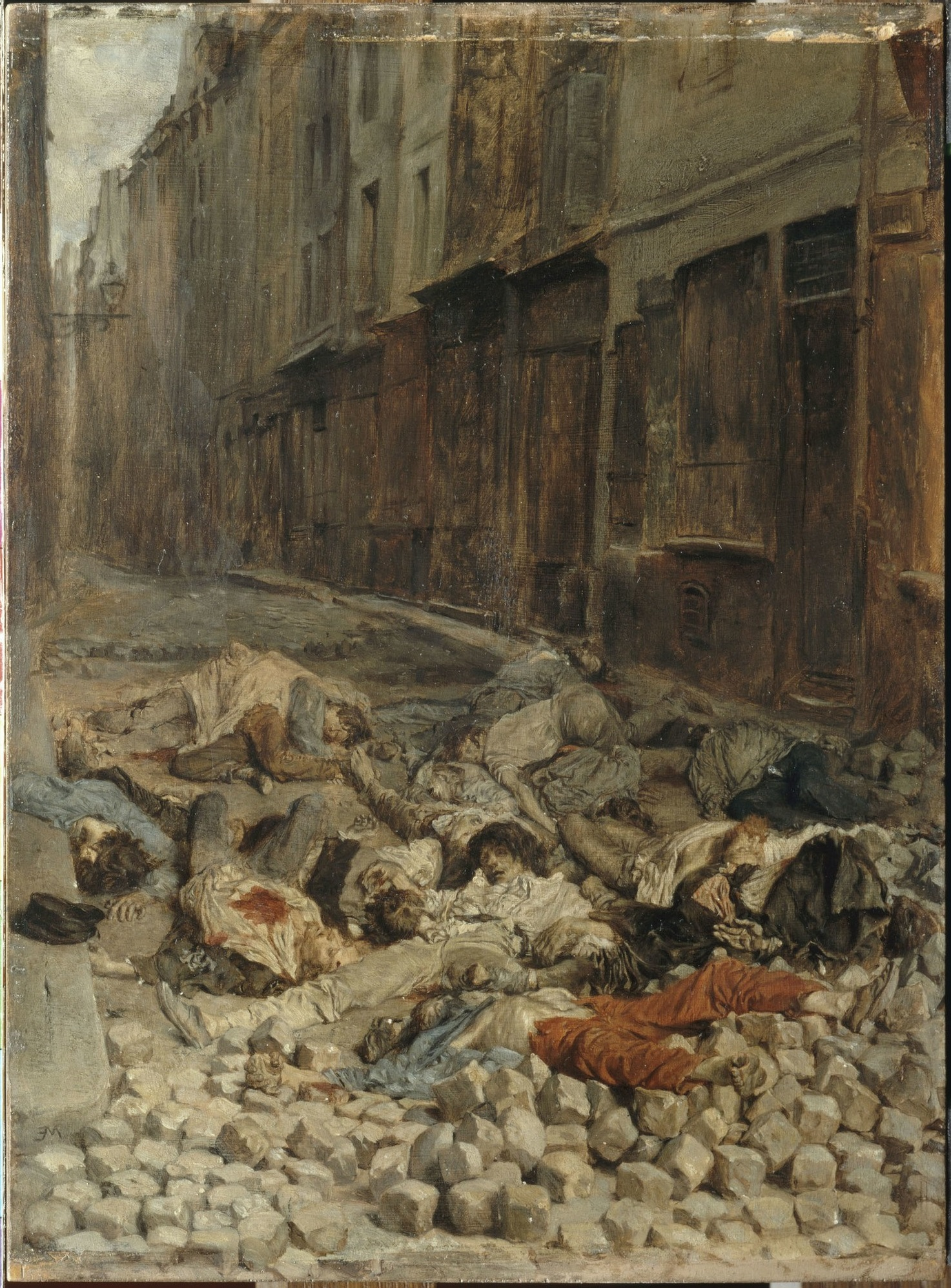
パリの6月蜂起でフランス軍に殲滅された蜂起労働者たちの死体を描いた絵画

しかし、革命の機運は衰えていく一方だった。「反動の本拠地」ロシアにはついに革命が波及せず、4月10日にはイギリスでチャーティスト運動が抑え込まれた。6月23日にはフランス・パリで労働者の蜂起が発生するも（6月蜂起）、ルイ＝ウジェーヌ・カヴェニャック将軍率いるフランス軍によって徹底的に鎮圧された。この事件はヨーロッパ各国の保守派を勇気づけ、保守派の本格的な反転攻勢の狼煙となった。ヨーゼフ・フォン・ラデツキー元帥率いるオーストリア軍がロンバルディア（北イタリア）に出動してイタリア民族運動を鎮圧することに成功し、オーストリアはヨーロッパ保守大国の地位を取り戻した。プロイセンでは革命以来ルドルフ・カンプハウゼンやダーヴィト・ハンゼマンの自由主義内閣が発足していたが、彼らもどんどん封建主義勢力と妥協的になっていた。5月から開催されていたフランクフルト国民議会も夏の間、不和と空回りした議論を続け、ドイツ統一のための有効な手を打てなかった。
革命の破局の時が迫っていることに危機感を抱いたマルクスは、『新ライン新聞』で「ハンゼマンの内閣は曖昧な矛盾した任務を果たしていく中で、今ようやく打ち立てられようとしているブルジョワ支配と内閣が反動封建分子に出し抜かれつつあることに気づいているはずだ。このままでは遠からず内閣は反動によって潰されるだろう。ブルジョワはもっと民主主義的に行動し、全人民を同盟者にするのでなければ自分たちの支配を勝ち取ることなどできないということを自覚せよ」「ベルリン国民議会は泣き言を並べ、利口ぶってるだけで、なんの決断力もない」「ブルジョワは、最も自然な同盟者である農民を平気で裏切っている。農民の協力がなければブルジョワなど貴族の前では無力だということを知れ」とブルジョワの革命不徹底を批判した。
マルクスの『新ライン新聞』に対する風当たりは強まっていき、7月7日には検察官侮辱の容疑でマルクスの事務所に強制捜査が入り、起訴された。だがマルクスは立場を変えようとしなかったので、9月25日にケルンに戒厳令が発せられた際に軍司令官から新聞発行停止命令を受けた。シャッパーやベッカーが逮捕され、エンゲルスにも逮捕状が出たが、彼は行方をくらました。新聞の出資者だったブルジョワ自由主義者もこの頃までにほとんどが逃げ出していた。
10月12日に戒厳令が解除されるとマルクスはただちに『新ライン新聞』を再発行した。ブルジョワが逃げてしまったので、マルクスは将来の遺産相続分まで含めた自分の全財産を投げ打って同紙を個人所有し、何とか維持させた。
しかし革命派の戦況はまずます絶望的になりつつあった。10月16日にオーストリア帝都ウィーンで発生した市民暴動は同月末までにヴィンディシュ＝グレーツ伯爵率いるオーストリア軍によって蹴散らされた。またこの際ウィーンに滞在中だったフランクフルト国民議会の民主派議員ローベルト・ブルムが見せしめの即決裁判で処刑された。プロイセンでも11月1日に保守派のフリードリヒ・ヴィルヘルム・フォン・ブランデンブルク伯爵が宰相に就任し、11月10日にはフリードリヒ・フォン・ヴランゲル元帥率いるプロイセン軍がベルリンを占領して市民軍を解散させ、プロイセン国民議会も停会させた。

#### 武装闘争とプロイセンからの追放

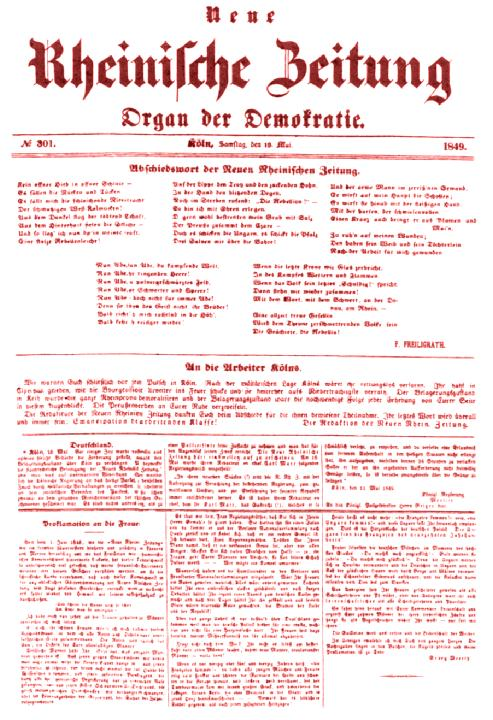
1849年5月18日に赤刷りで出した『新ライン新聞』最終号

プロイセン国民議会は停会する直前に納税拒否を決議した。マルクスはこの納税拒否の決議をあくまで推進しようと、11月18日に「民主主義派ライン委員会」の決議として「強制的徴税はいかなる手段を用いてでも阻止せねばならず、（徴税に来る）敵を撃退するために武装組織を編成せよ」という宣言を出した。
フェルディナント・ラッサールがデュッセルドルフでこれに呼応するも、彼は11月22日に反逆容疑で逮捕された。マルクスも反逆を煽動した容疑で起訴され、1849年2月8日に陪審制の裁判にかけられた。マルクスは「暴動を示唆」したことを認めていたが、陪審員には反政府派が多かったため、「国民議会の決議を守るために武装組織の編成を呼び掛けただけであり、合憲である」として全員一致でマルクスを無罪とした。
この無罪判決のおかげで『新ライン新聞』はその後もしばらく活動できたが、軍からの警戒は強まった。3月2日には軍人がマルクスの事務所にやってきてサーベルを抜いて脅迫してきたが、マルクスは拳銃を見せて追い払った。エンゲルスは後年に「8000人のプロイセン軍が駐屯するケルンで『新ライン新聞』を発行できたことをよく驚かれたものだが、これは『新ライン新聞』の事務所に8丁の銃剣と250発の弾丸、ジャコバン派の赤い帽子があったためだ。強襲するのが困難な要塞と思われていたのだ」と語っている。
5月にフランクフルト国民議会の決議したドイツ帝国憲法とドイツ帝冠をプロイセン王フリードリヒ・ヴィルヘルム4世が拒否したことで、ドイツ中の革命派が再び蜂起した。とりわけバーデン大公国とバイエルン王国領プファルツ地方で発生した武装蜂起は拡大した。亡命を余儀なくされたバーデン大公はプロイセン軍に鎮圧を要請し、これを受けてプロイセン皇太弟ヴィルヘルム（後のプロイセン王・ドイツ皇帝ヴィルヘルム1世）率いるプロイセン軍が出動した。
革命の機運が戻ってきたと見たマルクスは『新ライン新聞』で各地の武装蜂起を嬉々として報じた。これがきっかけで5月16日にプロイセン当局より『新ライン新聞』のメンバーに対して国外追放処分が下され、同紙は廃刊を余儀なくされた。マルクスは5月18日の『新ライン新聞』最終号を赤刷りで出版し、「我々の最後の言葉はどこでも常に労働者階級の解放である！」と締めくくった。マルクスは全ての印刷機や家具を売り払って『新ライン新聞』の負債の清算を行ったが、それによって一文無しとなった。
パリ亡命を決意したマルクスは、エンゲルスとともにバーデン・プファルツ蜂起の中心地であるカイザースラウテルンに向かい、そこに作られていた臨時政府からパリで「ドイツ革命党」代表を名乗る委任状をもらった。そこからの帰途、二人はヘッセン大公国軍に逮捕されるも、まもなくフランクフルト・アム・マインで釈放された。マルクスはそのままパリへ亡命したが、エンゲルスは逃亡を嫌がり、バーデンの革命軍に入隊し、武装闘争に身を投じた。

#### フランスを経てイギリスへ
6月初旬に「プファルツ革命政府の外交官」と称して偽造パスポートでフランスに入国。パリのリール通りに居住し、「ランボス」という偽名で文無しの潜伏生活を開始した。ラッサールやフライリヒラートから金の無心をして生計を立てた。
この頃のフランスはナポレオンの甥にあたるルイ・ナポレオン・ボナパルト（後のフランス皇帝ナポレオン3世）が大統領を務めていた。ルイ・ボナパルトはカトリック保守の秩序党の支持を得て、教皇のローマ帰還を支援すべく、対ローマ共和国戦争を遂行していたが、左翼勢力がこれに反発し、6月13日に蜂起が発生した。しかしこの蜂起はフランス軍によって徹底的に鎮圧され、フランスの左翼勢力は壊滅的な打撃を受けた（6月事件）。
この事件の影響でフランス警察の外国人監視が強まり、偽名で生活していたマルクスも8月16日にパリ行政長官からモルビアン県へ退去するよう命令を受けた。マルクス一家は命令通りにモルビアンへ移住したが、ここはポンティノ湿地の影響でマラリアが流行していた。このままでは自分も家族も病死すると確信したマルクスは、「フランス政府による陰険な暗殺計画」から逃れるため、フランスからも出国する覚悟を固めた。
ドイツ諸国やベルギーには戻れないし、スイスからも入国を拒否されていたマルクスを受け入れてくれる国はイギリス以外にはなかった。

### ロンドン在住時代

#### ディーン通りで赤貧生活

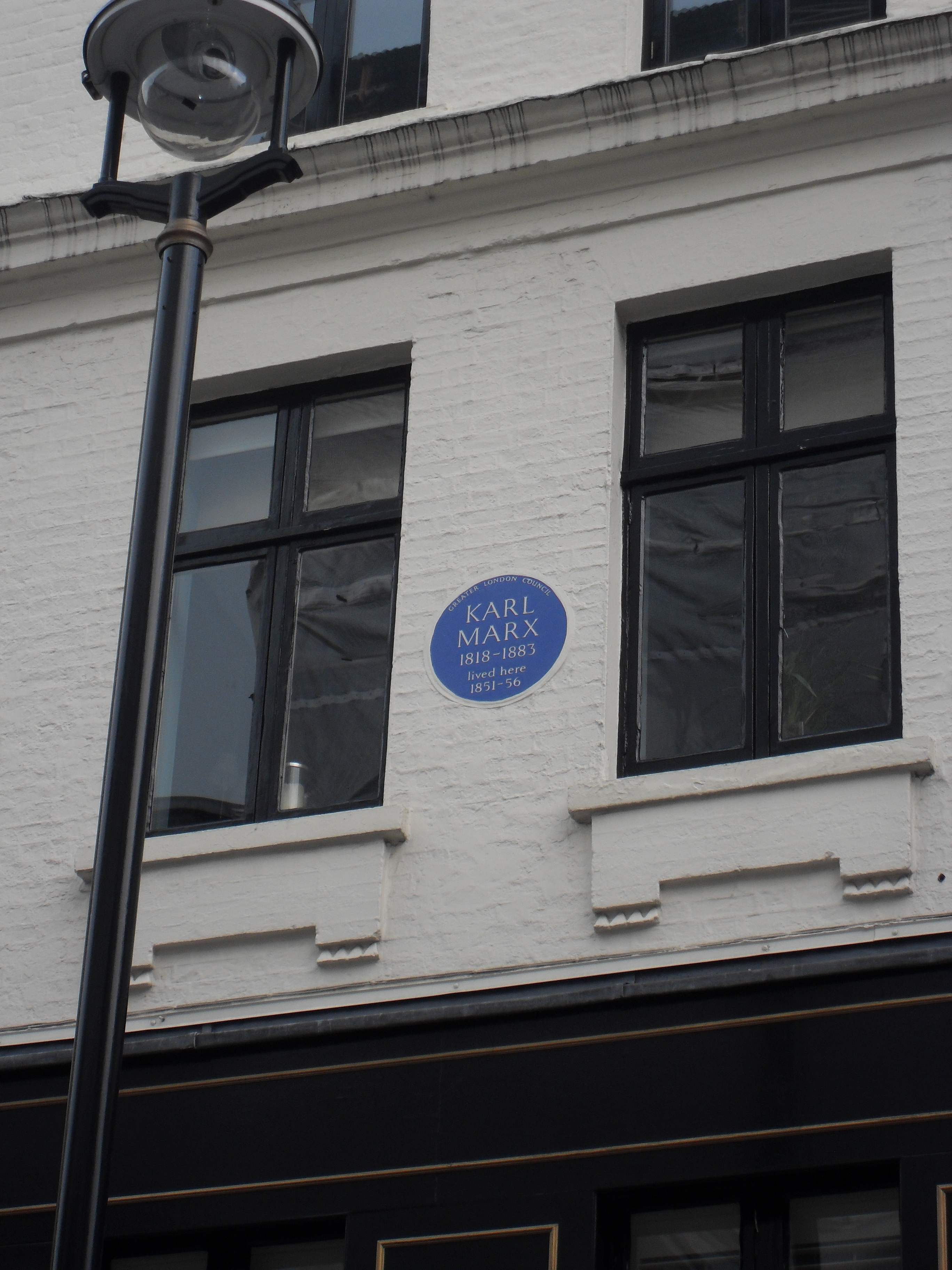
マルクスが暮らしていたディーン通り28番地の住居。マルクスのブルー・プラークが入っている。

ラッサールら友人からの資金援助でイギリスへの路銀を手に入れると、1849年8月27日に船に乗り、イギリスに入国した。この国がマルクスの終生の地となるが、入国した時には一時的な避難場所のつもりだったという。
イギリスに到着したマルクスは早速ロンドンでキャンバーウェルにある家具付きの立派な家を借りたが、家賃を払えるあてもなく、1850年4月にも家は差し押さえられてしまった。
これによりマルクス一家は貧困外国人居住区だったソーホー・ディーン通り28番地の二部屋を賃借りしての生活を余儀なくされた。
プロイセン警察がロンドンに放っていたスパイの報告書によれば「（マルクスは）ロンドンの最も安い、最も環境の悪い界隈で暮らしている。部屋は二部屋しかなく、家具はどれも壊れていてボロボロ。上品な物は何もない。部屋の中は散らかっている。居間の真ん中に油布で覆われた大きな机があるが、その上には彼の原稿やら書物やらと一緒に子供の玩具や細君の裁縫道具、割れたコップ、汚れたスプーン、ナイフ、フォーク、ランプ、インク壺、パイプ、煙草の灰などが所狭しと並んでいる。部屋の中に初めて入ると煙草の煙で涙がこぼれ、何も見えない。目が慣れてくるまで洞穴の中に潜ったかのような印象である。全ての物が汚く、埃だらけなので腰をかけるだけでも危険だ。椅子の一つは脚が3つしかないし、もう一個の満足な脚の椅子は子供たちが遊び場にしていた。その椅子が客に出される椅子なのだが、うっかりそれに座れば確実にズボンを汚してしまう」という有様だったという。また当時ソーホー周辺は不衛生で病が流行していたので、マルクス家の子供たちもこの時期に三人が落命した。その葬儀費用さえマルクスには捻出することができなかった。
それでもマルクスは毎日のように大英博物館図書館に行き、そこで朝9時から夜7時までひたすら勉強していた。のみならず秘書としてヴィルヘルム・ピーパーという文献学者を雇い続けた。妻イェニーはこのピーパーを嫌っており、お金の節約のためにも秘書は自分がやるとマルクスに訴えていたのだが、マルクスは聞き入れなかった。また、レイ・ランケスターといった博物館関係者とも親交を得た。
生計はフリードリヒ・エンゲルスからの定期的な仕送り、また他の友人（ラッサールやフライリヒラート、リープクネヒトなど）への不定期な金の無心、金融業者から借金、質屋通い、後述するアメリカ合衆国の新聞への寄稿でなんとか保った。没交渉の母親にさえ金を無心している（母とはずっと疎遠にしていたので励ましの手紙以外には何も送ってもらえなかったようだが）。
しかし1850年代の大半を通じてマルクス一家はまともな食事ができなかった。着る物もほとんど質に入れてしまったマルクスはよくベッドに潜り込んで寒さを紛らわせていたという。借金取りや家主が集金に来るとマルクスの娘たちが近所の子供のふりをして「マルクスさんは不在です」と答えて追い返すのが習慣になっていたという。

#### 自分の雑誌とアメリカの新聞で文芸活動

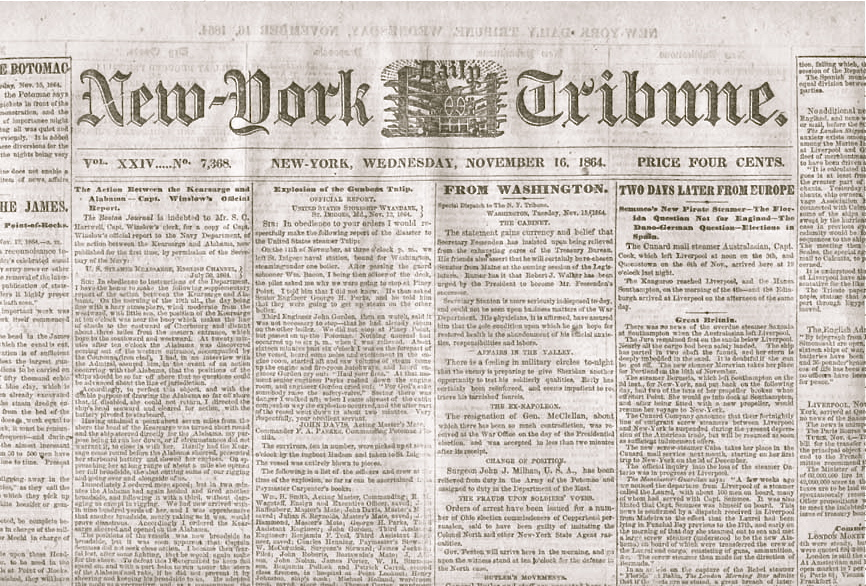
1864年の『ニューヨーク・トリビューン』

エンゲルスが参加していたバーデン・プファルツの武装闘争はプロイセン軍によって完全に鎮圧された。エンゲルスはスイスに亡命し、女と酒に溺れる日々を送るようになった。マルクスは彼に手紙を送り、「スイスなどにいてはいけない。ロンドンでやるべきことをやろうではないか」とロンドン移住を薦めた。これに応じてエンゲルスも11月12日にはロンドンへやってきた。
エンゲルスやコンラート・シュラムの協力を得て新しい雑誌の創刊準備を進め、1850年1月からドイツ連邦自由都市ハンブルクで月刊誌『新ライン新聞 政治経済評論』を出版した。同誌の執筆者はマルクスとエンゲルスだけだった。マルクスは『1848年6月の敗北』と題した論文を数回にわたって掲載したが、これが後に『フランスにおける階級闘争（Die Klassenkämpfe in Frankreich 1848 bis 1850）』として発刊されるものである。この中でマルクスはフランス2月革命の経緯を唯物史観に基づいて解説し、1848年革命のそもそもの背景は1847年の不況にあったこと、そして1848年中頃から恐慌が収まり始めたことで反動勢力の反転攻勢がはじまったことを指摘した。結局この『新ライン新聞 政治経済評論』はほとんど売れなかったため、資金難に陥って、最初の四カ月間に順次出した4号と11月の5号6号合併号のみで廃刊した。
ついで1851年秋からアメリカ合衆国ニューヨークで発行されていた当時20万部の発行部数を持っていた急進派新聞『ニューヨーク・トリビューン』のロンドン通信員となった。マルクスはこの新聞社の編集者チャールズ・オーガスタス・デーナと1849年にケルンで知り合っており、その伝手で手に入れた仕事だった。原稿料ははじめ1記事1ポンドだった。1854年以降に減らされるものの、借金に追われるマルクスにとっては重要な収入源だった。マルクスは英語が不自由だったので記事の執筆にあたってもエンゲルスの力を随分と借りたようである。
マルクスが寄稿した記事はアメリカへの愛がこもっており、アメリカ人からの評判も良かったという。アメリカの黒人奴隷制を批判したサザーランド公爵夫人に対して「サザーランド公爵家もスコットランドの領地で住民から土地を奪い取って窮乏状態に追いやっている癖に何を抜かしているか」と批判を加えたこともある。マルクスと『ニューヨーク・トリビューン』の関係は10年続いたが、1861年にアメリカで南北戦争が勃発したことで解雇された（マルクスに限らず同紙のヨーロッパ通信員全員がこの時に解雇されている。内乱中にヨーロッパのことなど論じている場合ではないからである）。

#### 共産主義者同盟の再建と挫折
1849年秋以来、共産主義者同盟のメンバーが次々とロンドンに亡命してきていた。モルは革命で戦死したが、シャッパーやヴォルフは無事ロンドンに到着した。また大学を出たばかりのヴィルヘルム・リープクネヒト、バーデン・プファルツ革命軍でエンゲルスの上官だったアウグスト・ヴィリヒなどもロンドンへやってきてマルクスの新たな同志となった。彼らを糾合して1850年3月に共産主義同盟を再結成した。
再結成当初は、近いうちにまた革命が起こるという希望的観測に基づく革命方針を立てた。ドイツでは小ブルジョワ民主主義組織が増える一方、労働者組織はほとんどなく、あっても小ブルジョワ組織の指揮下におさめられてしまっているのが一般的だったので、まず独立した労働者組織を作ることが急務とした。またこれまで通り、封建主義打倒までは急進的ブルジョワとも連携するが、彼らが自身の利益固めに走った時はただちにこれと敵対するとし、ブルジョワが抑制したがる官公庁占拠など暴力革命も積極的に仕掛けていくことを宣言した。ハインリヒ・バウアー（Heinrich Bauer）がこの宣言をドイツへ持っていき、共産主義者同盟をドイツ内部に秘密裏に再建する工作を開始した（バウアーはその後オーストリアで行方不明となる）。
しかし1850年夏には革命の火はほとんど消えてしまった。フランスでは左翼勢力はすっかり蚊帳の外で、ルイ・ボナパルトの帝政復古か、秩序党の王政復古かという情勢になっていた。ドイツ各国でもブルジョワが革命を放棄して封建主義勢力にすり寄っていた。革命精神が幾らかでも残ったのはプロイセンがドイツ中小邦国と組んで起こそうとした小ドイツ主義統一の動きだったが、それもオーストリアとロシアによって叩き潰された（オルミュッツの屈辱）。
こうした状況の中、マルクスは今の好景気が続く限り、革命は起こり得ないと結論するようになり、共産主義者同盟のメンバーに対し、即時行動は諦めるよう訴えた。だが共産主義者同盟のメンバーには即時行動を求める者が多かった。マルクスの独裁的な組織運営への反発もあって、とりわけヴィリヒが反マルクス派の中心人物となっていった。シャッパーもヴィリヒを支持し、共産主義者同盟内に大きな亀裂が生じた。
1850年9月15日の執行部採決ではマルクス派が辛くも勝利を収めたものの、一般会員にはヴィリヒ支持者が多く、両派の溝は深まっていく一方だった。そこでマルクスは共産主義者同盟の本部をプロイセン王国領ケルンに移す事を決定した。そこには潜伏中の秘密会員しかいないが、それ故にヴィリヒ派を抑えられると踏んだのである。だがこの決定に反発したヴィリヒ達は共産主義者同盟から脱退し、ルイ・ブランとともに「国際委員会」という新組織を結成した。マルクスはこれに激怒し、この頃彼がエンゲルスに宛てて送った手紙もこの組織への批判・罵倒で一色になっている。
共産主義者同盟の本部をケルンに移したことは完全に失敗だった。1851年5月から6月にかけて共産主義者同盟の著名なメンバー11人が大逆罪の容疑でプロイセン警察によって摘発されてしまったのである。しかもこの摘発を命じたのはマルクスの義兄（イェニーの兄）にあたるフェルディナント・フォン・ヴェストファーレン（当時プロイセン内務大臣）だった。フェルディナントは今回の陰謀事件がどれほど悪質であったか、その陰謀の背後にいるマルクスがいかに恐ろしいことを企んでいるかをとうとうと宣伝した。これに対抗してマルクスは11人が無罪になるよう駆け回ったものの、ロンドンで証拠収集してプロイセンの法廷に送るというのは難しかった。そもそも暴動を教唆する文書を出したのは事実だったから、それを無害なものと立証するのは不可能に近かった。結局1852年10月に開かれた法廷で被告人11人のうち7人が有罪となり、共産主義者同盟は壊滅的打撃を受けるに至った（ケルン共産党事件）。
これを受けてさすがのマルクスも共産主義者同盟の存続を諦め、1852年11月17日に正式に解散を決議した。以降マルクスは10年以上もの間、組織活動から遠ざかることになる。1853年10月にマルクスはエンゲルスに「どんな党とも関係をもたない」と宣言し、以降、マルクスは政治活動との共闘を放棄した。

#### ナポレオン3世との闘争

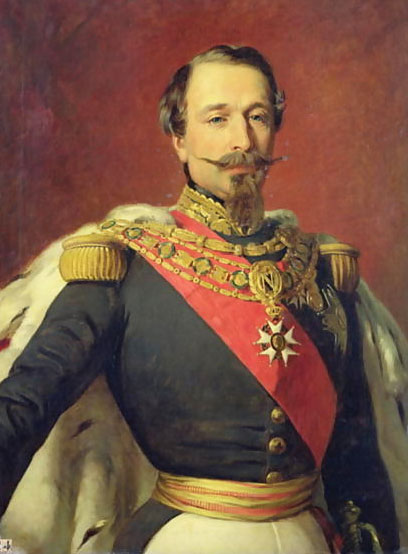
マルクスが厳しく批判したフランス皇帝ナポレオン3世

一方フランスでは1851年12月に大統領ルイ・ボナパルトが議会に対するクーデタを起こし、1852年1月に大統領に権力を集中させる新憲法を制定して独裁体制を樹立した。さらに同年12月には皇帝に即位し、ナポレオン3世と称するようになった。
マルクスは彼のクーデタを考察した『ルイ・ボナパルトのブリュメール18日』を執筆し、これをアメリカの週刊新聞『レヴォルツィオーン』に寄稿した。この論文は「ヘーゲルはどこかで言った。歴史上のあらゆる偉大な事実と人物は二度現れると。彼はこう付け加えるのを忘れた。最初は悲劇として、二度目は茶番として」という有名な冒頭で始まり、ナポレオン3世に激しい弾劾を加えつつ、このクーデタの原因を個人の冒険的行動や抽象的な歴史的発展に求める考えを退けて、フランスの階級闘争が何故こうした凡庸な人物を権力の座に就けるに至ったかを分析する。
ナポレオン3世は東方問題をめぐってロシア帝国と対立を深め、イギリス首相パーマストン子爵と連携して1854年からクリミア戦争を開始した。マルクスはロシアのツァーリズムに対するこの戦争を歓迎した。ところが、自分が特派員になっている『ニューヨーク・トリビューン』は反英・親露的立場をとり、マルクスを困惑させた。マルクスとしては家計的にここと手を切るわけにはいかないのだが、エンゲルスへの手紙の中では「同紙が汎スラブ主義反対の声明を出すことが是非とも必要だ。でなければ僕らはこの新聞と決別するしかなくなるかもしれない」とまで書いている。
一方でマルクスは英仏にも疑惑の目を向けていた。「偽ボナパルトとパーマストン卿がやっている以上この戦争は偽善であり、ロシアを本気で倒すつもりなどないことは明らか」というのがマルクスの考えだった。マルクスはナポレオン3世もパーマストン子爵もツァーリ（ロシア皇帝）と秘密協定を結んでいると思いこんでいたそれは極端な意見だったが、実際クリミア戦争はクリミア半島セヴァストポリ要塞を陥落させたところで中途半端に終わった。
ナポレオン3世は1859年にサルデーニャ王国宰相カミッロ・カヴールと連携して北イタリアを支配するオーストリア帝国に対する戦争を開始した（イタリア統一戦争）。この戦争は思想の左右を問わずドイツ人を困惑させた。言ってみれば「フランス国内で自由を圧殺する専制君主ナポレオン3世がイタリア国民の自由を圧殺する専制君主国オーストリアに闘いを挑んだ」状態だからである。結局大ドイツ主義者（オーストリア中心のドイツ統一志向）がオーストリアと連携してポー川（北イタリア）を守るべしと主張し、小ドイツ主義者（オーストリアをドイツから排除してプロイセン中心のドイツ統一志向）はオーストリアの敗北を望むようになった。
この戦争をめぐってエンゲルスは小冊子『ポー川とライン川』を執筆し、ラッサールの斡旋でプロイセンのドゥンカー書店から出版した。この著作の中でエンゲルスは「確かにイタリア統一は正しいし、オーストリアがポー川（北イタリア）を支配しているのは不当だが、今度の戦争はナポレオン3世が自己の利益、あるいは反独的利益のために介入してきてるのが問題である。ナポレオン3世の最終目標はライン川（西ドイツ）であり、したがってドイツ人はライン川を守るために軍事上重要なポー川も守らねばならない」といった趣旨の主張を行い、オーストリアの戦争遂行を支持した。マルクスもこの見解を支持した。
マルクスが警戒したのはナポレオン3世の帝政がこの戦争を利用して延命することとフランスとロシアの連携がドイツ統一に脅威を及ぼしてくることだった。そのためマルクスはプロイセンがオーストリア側で参戦しようとしないことに憤り、「中立を主張するプロイセンの政治家どもは、ライン川左岸のフランスへの割譲を許したバーゼルの和約に歓声を送り、またウルムの戦いやアウステルリッツの戦いでオーストリアが敗れた時に両手をこすり合わせていた連中である」と批判した。また「オーストリアは全ドイツの敵であり、プロイセンは中立の立場を取るべき」と主張するカール・フォークトを「ナポレオン3世から金をもらっている」と批判した。
しかしナポレオン3世を批判するあまり、イタリア統一運動を妨害し、ハプスブルク家による民族主義蹂躙を支持しているかのように見えるマルクスたちの態度にはラッサールも疑問を感じた。彼は独自に『イタリア戦争とプロイセンの義務（Der italienische Krieg und die Aufgabe Preussens）』という小冊子を執筆し、プロイセンは今度の戦争に参戦すべきではなく、ナポレオン3世が民族自決に基づいて南方の地図を塗り替えるならプロイセンは北方のシュレースヴィヒとホルシュタインに対して同じことをすればよいと訴えた。マルクスはこれに激怒し、ラッサールに不信感を抱くようになった。

#### グラフトン・テラスへ引っ越し

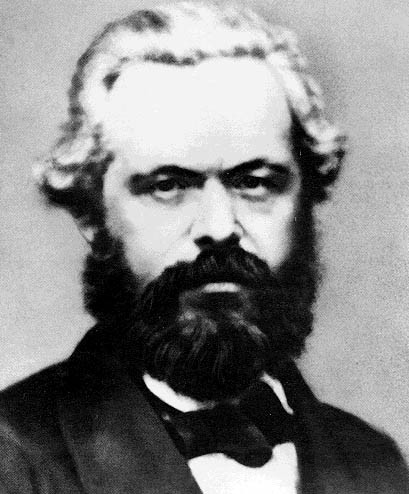
1861年のマルクス

1855年春と1856年夏に、妻イェニーの伯父と母が相次いで死去した。とくに母の死はイェニーを悲しませたが、イェニーがその遺産の一部を相続したため、マルクス家の家計は楽になった。
マルクス家は悲惨なディーン街を脱出し、ロンドン北部ベルサイズ・パークグラフトン・テラス（Grafton Terrace）9番地へ移住した。当時この周辺は開発されていなかったため、不動産業界の評価が低く、安い賃料で借りることができた。イェニーはこの家について「これまでの穴倉と比べれば、私たちの素敵な小さな家はまるで王侯のお城のようでしたが、足の便の悪い所でした。ちゃんとした道路がなく、辺りには次々と家が建設されてガラクタの山を越えていかないといけないのです。ですから雨が降った日にはブーツが泥だらけになりました」と語っている。
引っ越してもマルクス家の金銭的危機は続いた。最大の原因は1857年にはじまった恐慌だった。これによって最大の援助者であるエンゲルスの給料が下がったうえ、『ニューヨーク・トリビューン』に採用してもらえる原稿数も減り、収入が半減したのである。結局金融業者と質屋を回る生活が続いた。マルクスは1857年1月のエンゲルス宛の手紙の中で「何の希望もなく借金だけが増えていく。なけなしの金を注ぎ込んだ家の中で二進も三進もいかなくなってしまった。ディーン通りにいた頃と同様、日々暮らしていくことさえ難しくなっている。どうしていいのか皆目分からず、5年前より絶望的な状況だ。私は既に自分が世の中の辛酸を舐めつくしたと思っていたが、そうではなかった。」と窮状を訴えている。エンゲルスは驚き、毎月5ポンドの仕送りと、必要なときにはいつでも余分に送ることを約束する。「（エンゲルスはそのとき猟馬を買ったばかりだったが、）きみときみの家族がロンドンで困っているというのに、馬なんか飼っている自分が腹立たしい」。
終わる気配のない困窮状態にマルクスとイェニーの夫婦喧嘩も増えたようである。この頃のエンゲルスへの手紙の中でマルクスは「妻は一晩中泣いているが、それが私には腹立たしくてならぬ。妻は確かに可哀そうだ。この上もない重荷が彼女に圧し掛かっているし、それに根本的に彼女が正しいのだから。だが君も知っての通り、私は気が短いし、おまけに多少無情なところもある」と告白している。
特に1861年に『ニューヨーク・トリビューン』から解雇されると困窮が深刻化、マルクスも鉄道の出札係に応募したがひどい悪筆のため断られ生活苦は続いた。

#### 『経済学批判』と『資本論』

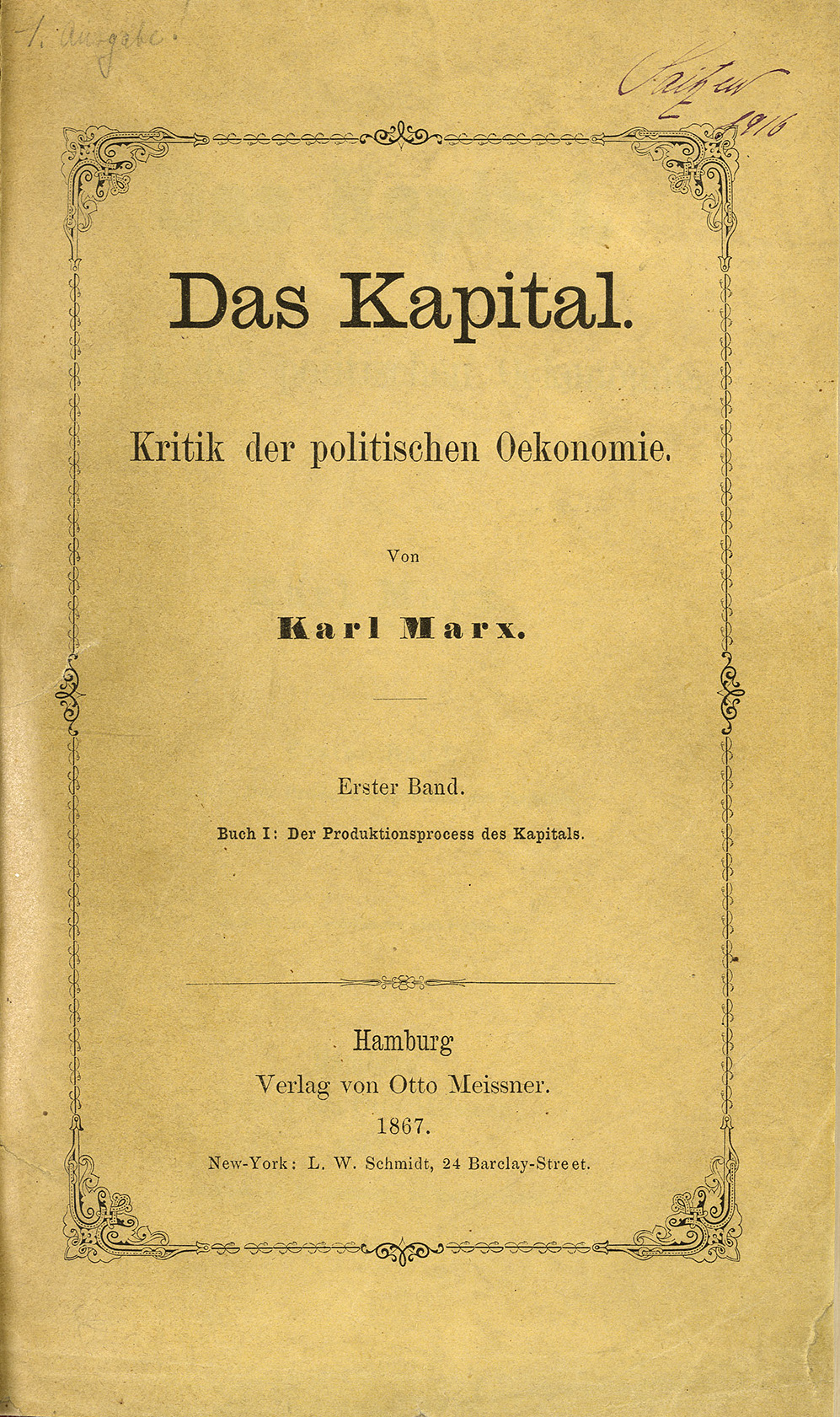
『資本論』初版のタイトルページ

マルクスの最初の本格的な経済学書である『経済学批判』は、1850年9月頃から大英博物館で勉強しながら少しずつ執筆を進め、1857年から1858年にかけて一気に書きあげたものである。1859年1月にこの原稿を完成させたマルクスはラッサールの仲介でドゥンカー書店からこれを出版した。『経済学批判』は本格的な経済学研究書の最初の1巻として書かれた物であり、その本格的な研究書というのが1866年11月にハンブルクのオットー・マイスネル書店から出版した『資本論』第1巻だった。そのため経済学批判の主要なテーゼは全て資本論の第1巻に内包されている。よってこの二つはまとめて解説する。マルクスは『資本論』の中で次の主旨のことを主張した。
「人間が生きていくためには生産する必要があり、それは昔から行われてきた。ある場所で生産された物が別の場所で生産された物と交換される。それが成り立つのは生産物双方の使用価値（用途）が異なり、またその価値（生産にかかっている人間の労働量）が同じだからだ。だが資本主義社会では生産物は商品にされ、特に貨幣によって仲介されることが多い。たとえ商品化されようと貨幣によって仲介されようと使用価値の異なる生産物が交換されている以上、人間の労働の交換が行われているという本質は変わらないが、その意識は希薄になってしまう。商品と化した生産物は物として見る人がほとんどであり、商品の取引は物と物の取引と見られるからである。人間の創造物である神が人間の外に追いやられて人間を支配したように、人間の創造物である商品や貨幣が人間の外に追いやられて人間を支配したのである。商品や貨幣が神となれば、それを生産した者ではなく、所有する者が神の力で支配するようになる」
「ブルジョワ市民社会の発展は労働者を生み出した。この労働者というのは労働力（自分の頭脳や肉体）の他には売れる物を何も所有していない人々のことである。労働者は自らの労働力を商品化し、資本家にそれを売って生活している。資本家は利益を上げるために購入した労働力という商品を、価値以上に使用して剰余価値を生み出させ、それを搾取しようとする（賃金額に相当する生産物以上の物を生産することを労働者に要求し、それを無償で手に入れようとする）。資本家が剰余価値を全部消費するなら単純再生産が行われるし、剰余価値の一部が資本に転換されれば、拡大再生産が行われる。拡大再生産が進むと機械化・オートメーション化により労働者人口が過剰になってくる。産業予備軍（失業者）が増え、産業予備軍は現役労働者に取って代わるべく現役労働者より悪い条件でも働こうとしだすので、現役労働者をも危機に陥れる。こうして労働者階級は働けば働くほど窮乏が進んでいく。」
「商品は、不変資本（機械や原料など生産手段に投下される資本）、可変資本（労働力購入のために投下される資本）、剰余価値からなる。不変資本は新しい価値を生まないが、可変資本は自らの価値以上の剰余価値を生むことができる。この剰余価値が資本家の利潤を生みだす。ところが拡大再生産が進んで機械化・オートメーション化してくると不変資本がどんどん巨大化し、可変資本がどんどん下がる状態になるから、資本家にとっても剰余価値が減って利潤率が下がるという事態に直面する。投下資本を大きくすれば利潤の絶対量を上げ続けることはできる。だが利潤率の低下は生産力の更なる発展には妨げとなるため、資本主義生産様式の歴史的限界がここに生じる」。
そして「労働者の貧困と隷従と退廃が強まれば強まるほど彼らの反逆も増大する。ブルジョワはプロレタリア階級という自らの墓掘り人を作り続けている。収奪者が収奪される運命の時は近づいている。共産主義への移行は歴史的必然である」と結論する。

#### プロイセン帰国騒動
1861年1月、祖国プロイセンで国王フリードリヒ・ヴィルヘルム4世が崩御し、皇太弟ヴィルヘルムがヴィルヘルム1世として新たな国王に即位した。即位にあたってヴィルヘルム1世は政治的亡命者に大赦を発した。これを受けてベルリン在住の友人ラッサールはマルクスに手紙を送り、プロイセンに帰国して市民権を回復し、『新ライン新聞』を再建してはどうかと勧めた。マルクスは「ドイツの革命の波は我々の船を持ち上げるほど高まっていない」と思っていたものの、プロイセン市民権は回復したいと思っていたし、『ニューヨーク・トリビューン』の仕事を失ったばかりだったのでラッサールとラッサールの友人ハッツフェルト伯爵夫人ゾフィーが『新ライン新聞』再建のため資金援助をしてくれるという話には魅力を感じた。
マルクスはラッサールと伯爵夫人の援助で4月1日にもプロイセンに帰国し、ベルリンのラッサール宅に滞在した。ところがラッサールと伯爵夫人は貴族の集まる社交界や国王臨席のオペラにマルクスを連れ回す貴族的歓待をしたため、贅沢や虚飾を嫌うマルクスは不快に感じた。マルクスがこういう生活に耐えていたのはプロイセン市民権を回復するためだったが、4月10日にはマルクスの市民権回復申請は警察長官から正式に却下され、マルクスは単なる外国人に過ぎないことが改めて宣告された。
マルクスが帰国の準備を始めると、伯爵夫人は「仕事の都合が付き次第、ベルリンを離れるというのが私が貴方に示した友情に対するお答えなのでしょうか」とマルクスをたしなめた。だがマルクスの方はラッサールやベルリンの人間の「虚栄的生活」にうんざりし、プロイセンに帰国する意思も『新ライン新聞』を再建する意思もすっかりなくしたようだった。とくにラッサールと数週間暮らしたことはマルクスとラッサールの関係に変化を与えた。マルクスはこれまでラッサールの政治的立場を支持してきたが、このプロイセン帰国でドイツの同志たちの「ラッサールは信用ならない」という評価を受け入れるようになった。

#### ラッサールとの亀裂

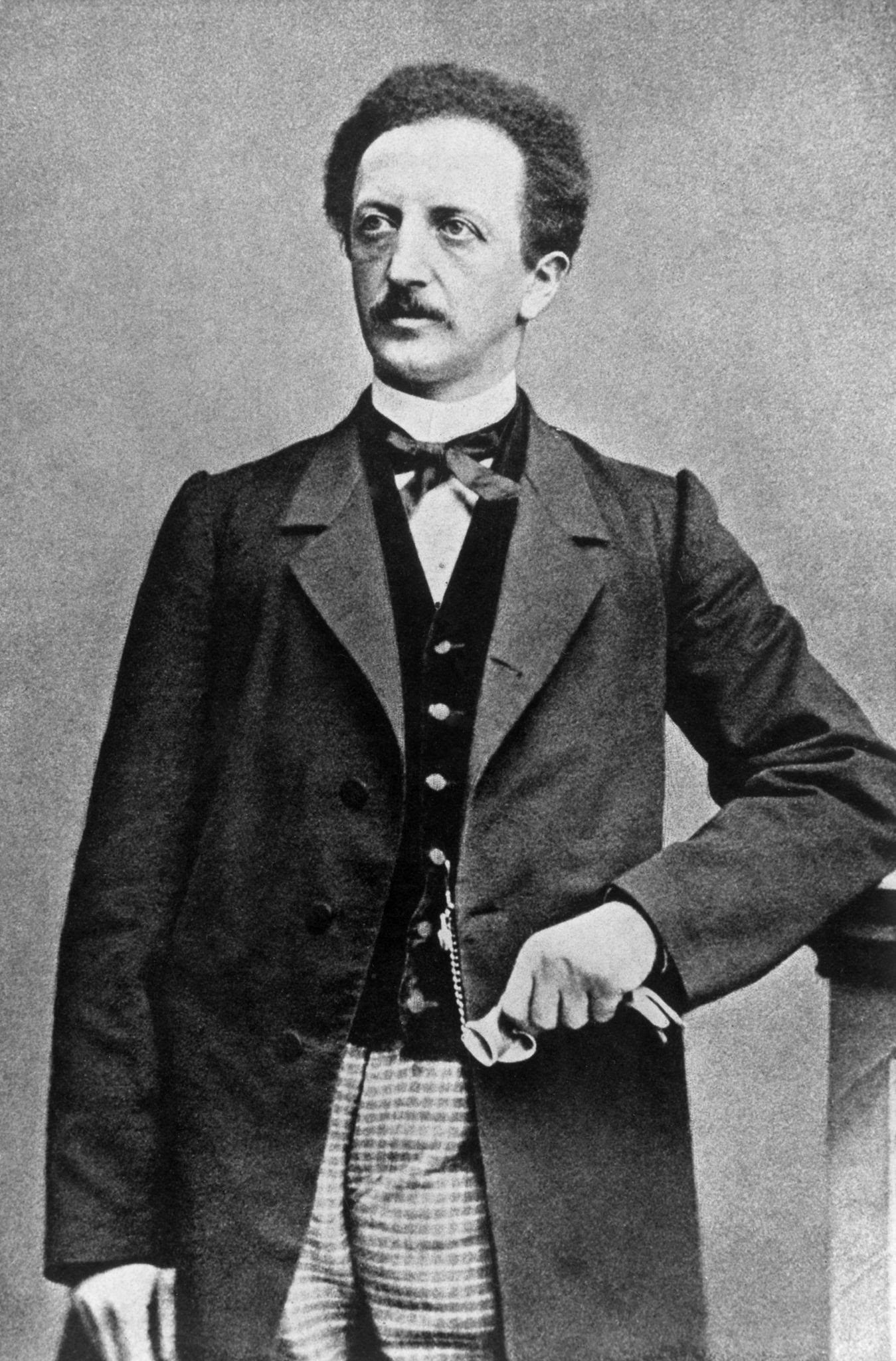
フェルディナント・ラッサール
マルクスの友人の社会主義者だが、マルクスと違いヘーゲル左派の影響を残していたので国家に依存した。対資本家で封建主義者と共闘することも厭わなかった。

1862年の夏、ラッサールがロンドン万博で訪英するのをマルクスが歓迎することになった。先のベルリンで受けた饗応の返礼であったが、マルクス家には金銭的余裕はないから、このために色々と質に入れなければならなかった。しかしラッサールは、マルクス家の窮状に鈍感で浪費が激しかった。また彼は自慢話が多く、その中には誇大妄想的なものもあった。たとえばイタリアのマッツィーニやガリバルディもプロイセン政府と同じく自分の動かしている「歩」に過ぎないと言いだして、マルクスやイェニーに笑われた。しかしラッサールの方は、マルクスは抽象的になりすぎて政治の現実が分からなくなっているのだとなおも食い下がった。イェニーはラッサールの訪問を面白がっていたようだが、マルクスの方はうんざりし、エンゲルスへの手紙の中でラッサールについて「去年あって以来、あの男は完全に狂ってしまった」「あの裏声で絶えまないおしゃべり、わざとらしく芝居がかった所作、あの教条的な口調！」と評した。帰国直前になってようやくマルクス家の窮状に気付いたラッサールはエンゲルスを保証人にして金を貸すが、数か月後、返済期限をめぐってエンゲルスから「署名入りの借用書」を求めてマルクスともめる。マルクスは謝罪の手紙をだしたが、ラッサールは返事をださず、二人の関係は絶えた。
プロイセンでは、1861年12月とつづく1862年4月の総選挙で保守派が壊滅的打撃を被り、ブルジョワ自由主義政党ドイツ進歩党が大議席を獲得していた。軍制改革問題をめぐって国王ヴィルヘルム1世は自由主義勢力に追い詰められ、いよいよブルジョワ革命かという情勢になった。
ところがラッサールは進歩党の「夜警国家」観や「エセ立憲主義」にしがみ付く態度を嫌い、1863年に進歩党と決別して全ドイツ労働者同盟を結成しはじめた。そしてヴィルヘルム1世が対自由主義者の最終兵器として宰相に登用したユンカーの保守主義者オットー・フォン・ビスマルクと親しくするようになりはじめた。これはマルクスが『共産党宣言』以来言い続けてきた、封建制打倒まではプロレタリアはブルジョワ革命を支援しなければならないという路線への重大な逸脱だった。
不信感を持ったマルクスはラッサールの労働運動監視のためヴィルヘルム・リープクネヒトをベルリンに派遣した。リープクネヒトは全ドイツ労働者同盟に加入し、ユリウス・ファールタイヒら同盟内部の反ラッサール派と連絡を取り合い、彼らを「マルクス党」に取り込もうと図った。また、マルクスはラッサールとともにビスマルクから国営新聞の編集に誘われた時もその反ビスマルク的姿勢から拒否してる。
ところがラッサールは1864年8月末に恋愛問題に絡む決闘で命を落とした。ラッサールの死を聞いたエンゲルスは冷淡な反応を示したが、マルクスの方はラッサール不信にも関わらず、「古い仲間が次々と死に、新しい仲間は増えない」と語って随分と意気消沈した。そして伯爵夫人やラッサールの後継者ヨハン・バプティスト・フォン・シュヴァイツァーに彼の死を惜しむ弔辞を書いた。
ラッサールの死で最も有名な社会主義者はマルクスになった。

#### メイトランド・パークへの引っ越し
1863年11月に母ヘンリエッテが死去した。マルクスは母の死には冷淡で「私自身棺桶に足を入れている。この状況下では私には母以上の物が必要だろう」と述べた。遺産は前仮分が多額だったのでそれほど多くは出なかった。しかしともかくもその遺産を使って1864年3月にメイトランドパーク・モデナ・ヴィラズ1番地（1 Modena Villas, Maitland Park）の一戸建ての住居を借りた。家賃と税金はこれまでの住居の倍だったが、妻イェニーはこの家を「新しいし、日当たりもいいし、風通しも良い住み心地のいい家」と絶賛している。
さらに1864年5月9日には同志のヴィルヘルム・ヴォルフが死去した。ヴォルフは常にマルクスとエンゲルスに忠実に行動を共にしていた人物であり、彼は遺産のほとんどをマルクスに捧げる遺言書を書き残していた。マルクスは彼の葬儀で何度も泣き崩れた。ヴォルフは単なる外国語講師に過ぎなかったが、倹約家でかなりの財産を貯めていた。これによってマルクスは一気に820ポンドも得ることができた。この額はマルクスがこれまで執筆で得た金の総額よりも多かった。マルクスがこの数年後に出した資本論の第一巻をエンゲルスにではなくヴォルフに捧げているのはこれに感謝したからのようである。
急に金回りが良くなったマルクス一家は浪費生活を始めた。パーティーを開いたり、旅行に出かけたり、子供たちのペットを大量購入したり、アメリカやイギリスの株を購入したりするようになったのである。しかしこのような生活を続けたため、すぐにまた借金が膨らんでしまった。再びエンゲルスに援助を求めるようになり、結局1869年までにエンゲルスがその借金を肩代わりすることになった（この4年間にエンゲルスが出した金額は1862ポンドに及ぶという）。この借金返済以降、ようやくマルクス家の金銭事情は落ち着いた。
1875年春には近くのメイトランド・パーク・ロード41番地に最後の引っ越しをしている。以降マルクスは死去するまでここを自宅とすることになる。

#### 第一インターナショナルの結成

第一インターナショナル（国際労働者協会）のロゴ

1857年からの不況、さらにアメリカ南北戦争に伴う綿花危機でヨーロッパの綿花関連の企業が次々と倒産して失業者が増大したことで1860年代には労働運動が盛んになった。イギリスでは1860年にロンドン労働評議会がロンドンに創設された。フランスでは1860年代以降ナポレオン3世が「自由帝政」と呼ばれる自由主義化改革を行うようになり、皇帝を支持するサン・シモン主義者や労働者の団体『パレ・ロワイヤル・グループ（groupe du Palais-Royal）』の結成が許可された。プルードン派やブランキ派の活動も盛んになった。前述したようにドイツでも1863年にラッサールが全ドイツ労働者同盟を結成した。
こうした中、労働者の国際連帯の機運も高まった。1862年8月5日にはロンドンのフリーメーソン会館でイギリス労働者代表団とフランス労働者代表団による初めての労働者国際集会が開催された。労働者の国際組織を作ろうという話になり、1864年9月28日にロンドンのセント・マーチン会館でイギリス、フランス、ドイツ、イタリア、スイス、ポーランドの労働者代表が出席する集会が開催され、ロンドン労働評議会のジョージ・オッジャーを議長とする第一インターナショナル（国際労働者協会）の発足が決議されるに至った。
マルクスはこの集会に「ドイツの労働者代表」として参加するよう要請を受け、共産主義者同盟の頃から友人であるヨハン・ゲオルク・エカリウスとともに出席した。マルクスは総務評議会（執行部）と起草委員会（規約を作るための委員会）の委員に選出された。
マルクスは早速に起草委員として規約作りにとりかかった。委員はマルクスの他にもいたものの、彼らの多くは経験のない素人の労働者だったので（労働者の中ではインテリであったが）、長年の策略家マルクスにとっては簡単な議事妨害と批評だけで左右できる相手だった。マルクスもエンゲルスへの手紙の中で「難しいことではなかった。相手は『労働者』ばかりだったから」と語っている。イタリア人の委員がジュゼッペ・マッツィーニの主張を入れようとしたり、イギリス人の委員がオーエン主義を取り入れようとしたりもしたが、いずれもマルクスによって退けられている。唯一マルクスが譲歩を迫られたのは、前文に「権利・義務」、協会の指導原理に「真理・道義・正義」といった表現が加えたことだったが、マルクスはエンゲルスの手紙の中でこれらの表現を「何ら害を及ぼせない位置に配置した」と語っている。
こうして作成された規約は全会一致で採択された。後述するイギリス人の労働組合主義、フランス人のプルードン主義、ドイツ人のラッサール派などをまとめて取り込むことを視野に入れて、かつての『共産党宣言』よりは包括的な規約にしてある（結局ラッサール派は取り込めなかったが）。それでも最後には「労働者は政治権力の獲得を第一の義務とし、もって労働者階級を解放し、階級支配を絶滅するという究極目標を自らの手で勝ち取らねばならない。そのために万国のプロレタリアよ、団結せよ！」という『共産党宣言』と同じ結び方をしている。

#### プルードン主義・労働組合主義・議会主義との闘争

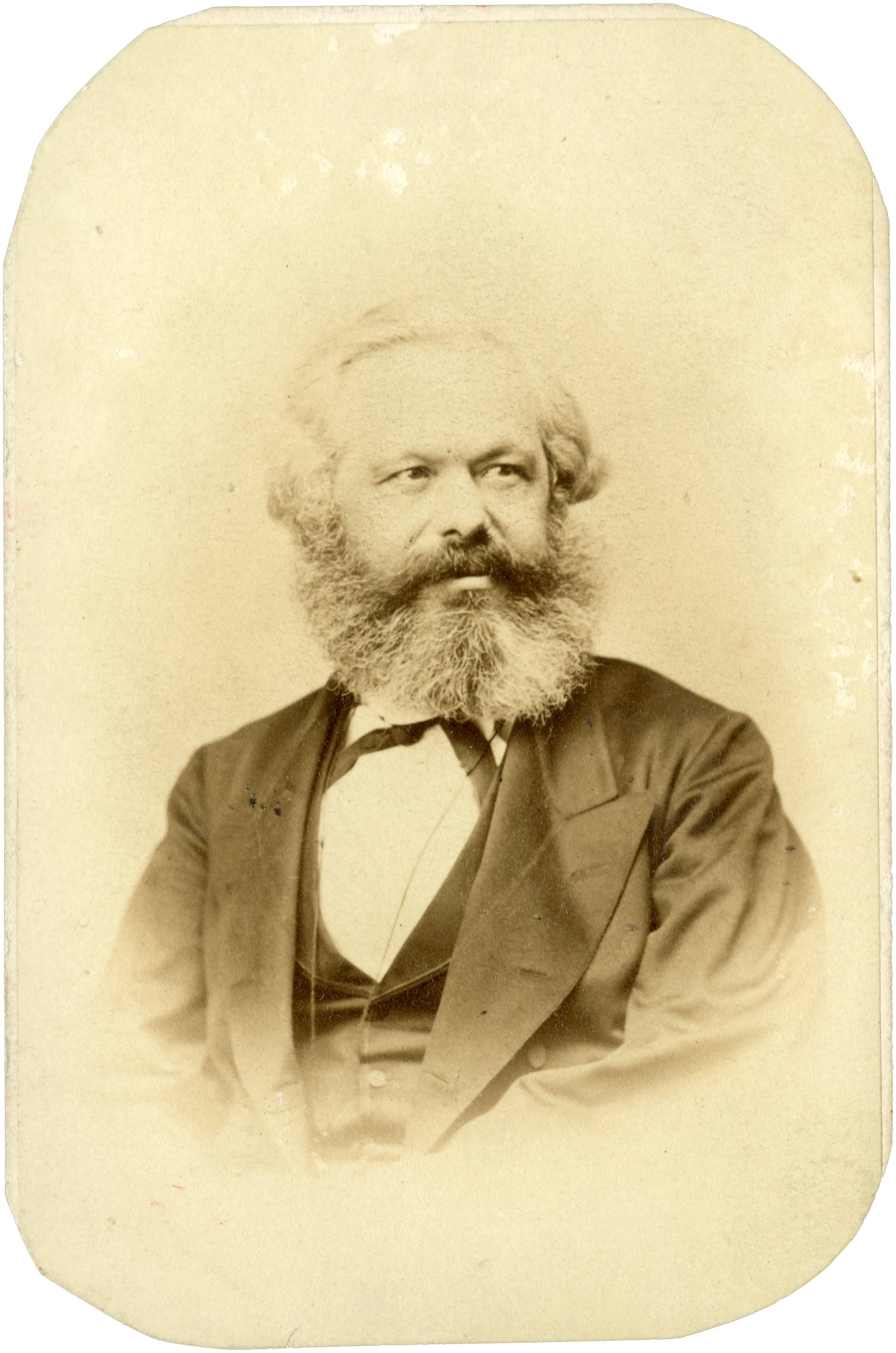
1867年のマルクス

インターナショナルの日常的な指導はマルクスとインターナショナル内の他の勢力との権力闘争の上に決定されていた。他の勢力とは主に「プルードン主義」、労働組合主義、バクーニン派であった（バクーニンについては後述）。
フランス人メンバーはフランス革命に強く影響されていたため、マルクスがいうところの「プルードン主義」「小ブルジョワ社会主義」に走りやすかった。そのためマルクスが主張する私有財産制の廃止に賛成せず、小財産制を擁護する者が多かった。また概してフランス人は直接行動的であり、ナポレオン3世暗殺計画を立案しだすこともあった。彼らは「ドイツ人」的な小難しい科学分析も、「イギリス人」的な議会主義も嫌う傾向があった。ただフランス人はインターナショナルの中でそれほど数は多くなかったから、マルクスにとって大きな脅威というわけでもなかった。
むしろマルクスにとって厄介だったのはイギリス人メンバーの方だった。インターナショナル創設の原動力はイギリス労働者団体であったし、インターナショナルの本部がロンドンにあるため彼らの影響力は大きかった。イギリス人メンバーは労働組合主義や議会主義に強く影響されているので、労働条件改善や選挙権拡大といった社会改良だけで満足することが多く、また何かにつけて「ブルジョワ議会」を通じて行動する傾向があった。インターナショナルはイギリスの男子選挙権拡大を目指す改革連盟に書記を送っていたものの、その指導者である弁護士エドモンド・ビールズがインターナショナルの総評議会に入ってくることをマルクスは歓迎しなかった。マルクスはイギリスの「ブルジョワ政治家」たちが参加してくるのを警戒していた。ビールズが次の総選挙に出馬を決意したことを理由に「インターナショナルがイギリスの政党政治に巻き込まれることは許されない」としてビールズ加入を阻止した。

#### リンカーンの奴隷解放政策を支持
1861年にアメリカ南北戦争が勃発して以来、イギリス世論はアメリカ北部（アメリカ合衆国）を支持するかアメリカ南部（アメリカ連合国）を支持するかで二分されていた。イギリス貴族や資本家は「連合国の奴隷制に問題があるとしても合衆国が財産権を侵害しようとしているのは許しがたい」と主張する親連合国派が多かった。対してイギリス労働者・急進派は奴隷制廃止を掲げる合衆国を支持した。この問題をめぐる貴族・資本家VS労働者・急進派の対立はかなり激しいものとなっていった。
これは様々な勢力がいるインターナショナルが一致させることができる問題だった。ちょうど1864年11月には合衆国大統領選挙があり、奴隷制廃止を掲げるエイブラハム・リンカーンが再選を果たした。マルクスはインターナショナルを代表してリンカーンに再選祝賀の手紙を書き、アメリカ大使アダムズに提出した。マルクスはエンゲルスへの手紙の中で「奴隷制を資本主義に固有な本質的諸害悪と位置付けたことで、通俗的な民主的な言葉遣いとは明確に区別できる手紙になった」と語っている。
この手紙に対してリンカーンから返事があった。マルクスは手紙の中でリンカーンにインターナショナル加入を勧誘していたが、リンカーンは返事の中で「宣伝に引き入れられたくない」と断っている。だがマルクスは「アメリカの自由の戦士」から返事をもらったとしてインターナショナル宣伝にリンカーンを大いに利用した。実際そのことが『タイムズ』に報道されたおかげで、インターナショナルはわずかながら宣伝効果を得られたのだった。

#### ラッサール派の親ビスマルク路線との闘争

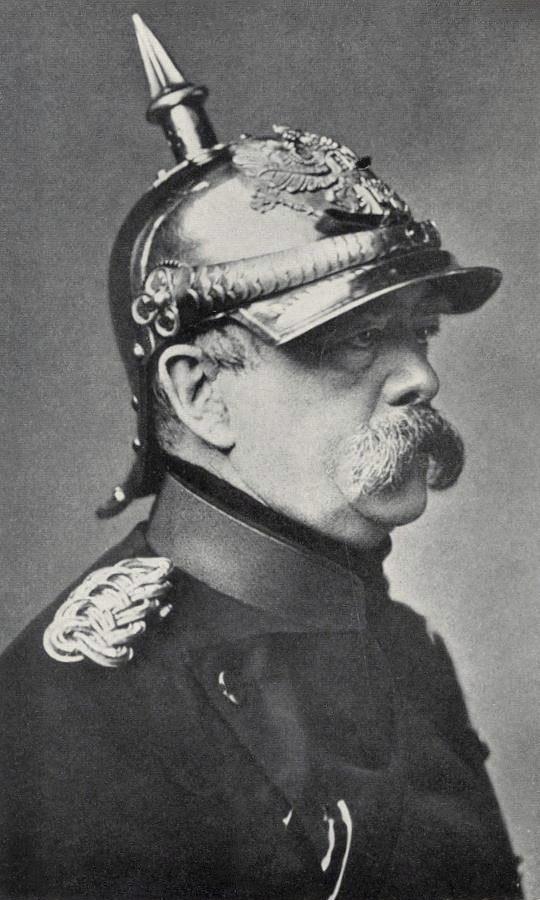
プロイセン王国宰相オットー・フォン・ビスマルク

ラッサールの死後、全ドイツ労働者同盟（ラッサール派）はラッサールから後継者に指名されたベルンハルト・ベッケルとハッツフェルト伯爵夫人を中心とするラッサールの路線に忠実な勢力とヨハン・バプティスト・フォン・シュヴァイツァーを中心とする創設者ラッサールに敬意を払いつつも独自の発展が認められるべきと主張する勢力に分裂した。
そうした情勢の中でシュヴァイツァーがマルクスに接近を図るようになり、同盟の新聞『ゾチアール・デモクラート（社会民主主義）』に寄稿するよう要請を受けた。マルクスとしてはこの新聞に不満がないわけでもなかったが、インターナショナルや（当時来年出ると思っていた）『資本論』の販売のためにベルリンに足場を持っておきたい時期だったので当初は協力した。しかしまもなく同紙のラッサール路線の影響の強さにマルクスは反発するようになった。結局1865年2月23日にエンゲルスとともに同紙との絶縁の宣言を出すに至った。その中で「我々は同紙が進歩党に対して行っているのと同様に内閣と封建的・貴族的政党に対しても大胆な方針を取るべきことを再三要求したが、『社会民主主義』紙が取った戦術（マルクスはこれを「王党的プロイセン政府社会主義」と呼んだ）は我々との連携を不可能にするものだった」と書いている。
このマルクスとラッサール派の最終的決裂を受けて、1865年秋にプロイセンから国外追放されたリープクネヒトは、ラッサール派に対抗するため、アウグスト・ベーベルとともに「ザクセン人民党」を結成しオーストリアも加えた大ドイツ主義的統一・反プロイセン的な主張をするようになった。ラッサール派の小ドイツ主義統一（オーストリアをドイツから追放し、プロイセン中心のドイツ統一を行う）路線に抵抗するものだった。
もっともビスマルクにとっては労働運動勢力が何を主張し合おうが関係なかった。彼は小ドイツ主義統一を推し進め、1866年に普墺戦争でオーストリアを下し、ドイツ連邦を解体してオーストリアをドイツから追放するとともにプロイセンを盟主とする北ドイツ連邦を樹立することに成功した。マルクスはビスマルクが王朝的に小ドイツ主義的に統一を推し進めていくことに不満もあったものの、諸邦分立状態のドイツ連邦が続くよりはプロイセンを中心に強固に固まっている北ドイツ連邦の方がプロレタリア闘争に有利な展望が開けていると一定の評価をした。リープクネヒトとベーベルも1867年に北ドイツ連邦の帝国議会選挙に出馬して当選を果たした。
マルクスはリープクネヒトはあまり当てにしていなかったが、ベーベルの方は高く評価していた。ベーベルは1868年初頭にシュヴァイツァーの『社会民主主義』紙に対抗して『民主主義週報』紙を立ち上げ、これを起点にラッサール派に参加していない労働組合を次々と取り込むことに成功し、マルクス派をラッサール派に並ぶ勢力に育て上げることに成功したのである。そしてその成功を盾にベーベルとリープクネヒトは1869年8月初めにアイゼナハにおいて社会民主労働党（アイゼナハ派）を結成した。
マルクスもこの状況を満足げに眺め、フランス労働運動よりドイツ労働運動の方が先進的になってきたと評価するようになった。

#### 普仏戦争をめぐって

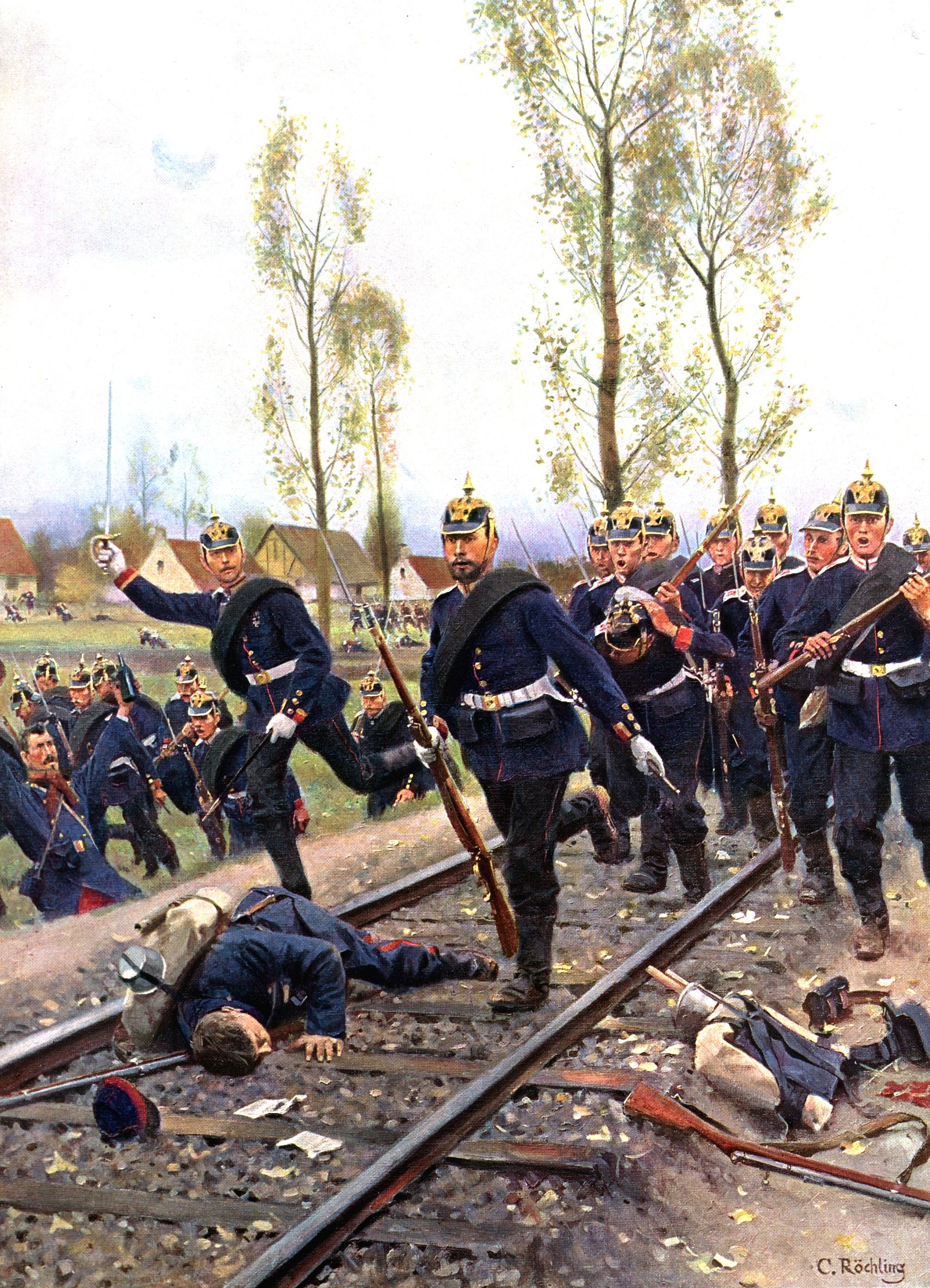
普仏戦争で進軍するプロイセン軍。

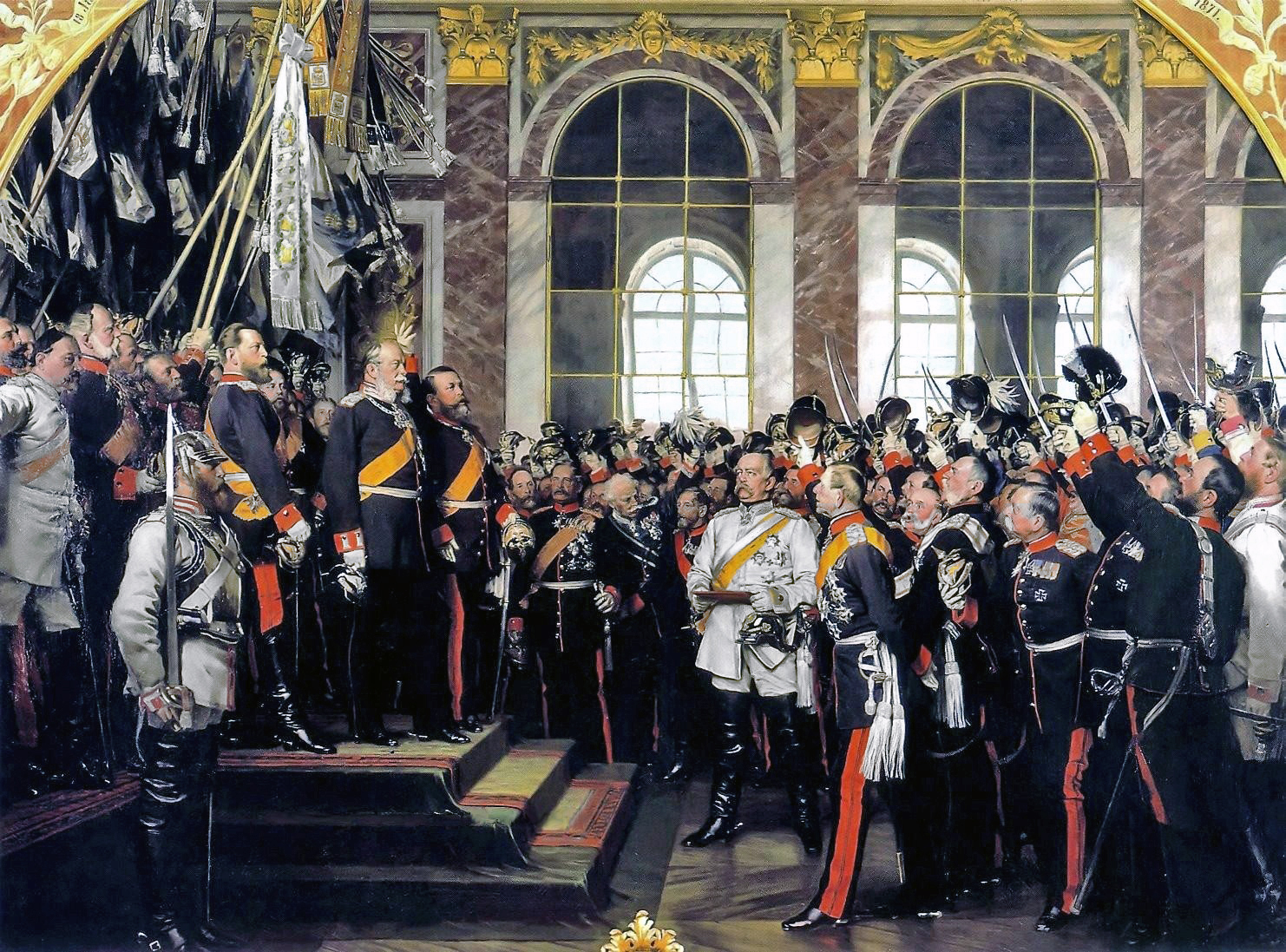
1871年1月18日にヴェルサイユ宮殿で行われたプロイセン王ヴィルヘルム1世のドイツ皇帝即位式。白い軍服がビスマルク。

1870年夏に勃発した普仏戦争はビスマルクの謀略で始まったものだが、ナポレオン3世を宣戦布告者に仕立てあげる工作が功を奏し、北ドイツ連邦も南ドイツ諸国もなく全ドイツ国民のナショナリズムが爆発した国民戦争となった。亡命者とはいえ、やはりドイツ人であるマルクスやエンゲルスもその熱狂からは逃れられなかった。
開戦に際してマルクスは「フランス人はぶん殴ってやる必要がある。もしもプロイセンが勝てば国家権力の集中化はドイツ労働者階級の集中化を助けるだろう。ドイツの優勢は西ヨーロッパの労働運動の重心をフランスからドイツへ移すことになるだろう。そして1866年以来の両国の運動を比較すれば、ドイツの労働者階級が理論においても組織においてもフランスのそれに勝っている事は容易にわかるのだ。世界的舞台において彼らがフランスの労働者階級より優位に立つことは、すなわち我々の理論がプルードンの理論より優位に立つことを意味している」と述べた。エンゲルスに至っては「今度の戦争は明らかにドイツの守護天使がナポレオン的フランスのペテンをこれ限りにしてやろうと決心して起こしたものだ」と嬉々として語っている。
もっともこれは私的な意見であり、フランス人も参加しているインターナショナルの場ではマルクスももっと慎重にふるまった。開戦から10日後の7月23日、マルクスはインターナショナルとしての公式声明を発表し、その中で「ルイ・ボナパルトの戦争策略は1851年のクーデタの修正版であり、第二帝政は始まった時と同じくパロディーで終わるだろう。しかしボナパルトが18年もの間、帝政復古という凶悪な茶番を演じられたのはヨーロッパの諸政府と支配階級のおかげだということを忘れてはならない」「ビスマルクはケーニヒグレーツの戦い以降、ボナパルトと共謀し、奴隷化されたフランスに自由なドイツを対置しようとせず、ドイツの古い体制のあらゆる美点を注意深く保存しながら第二帝政の様々な特徴を取り入れた。だから今やライン川の両岸にボナパルト体制が栄えている状態なのだ。こういう事態から戦争以外の何が起こりえただろうか」、「今度の戦争はドイツにとっては防衛戦争だが、その性格を失ってフランス人民に対する征服戦争に墜落することをドイツ労働者階級は許してはならない。もしそれを許したら、ドイツに何倍もの不幸が跳ね返ってくるであろう」とした。
戦況はプロイセン軍の優位に進み、1870年9月初旬のセダンの戦いでナポレオン3世がプロイセン軍の捕虜となった。第二帝政の権威は地に堕ち、パリで革命が発生して第三共和政が樹立されるに至った。共和政となったフランスとの戦いにはマルクスは消極的であり、「あのドイツの俗物（ビスマルク）が、神にへつらうヴィルヘルムにへつらえばへつらうほど、彼はフランス人に対してますます弱い者いじめになる」「もしプロイセンがアルザス＝ロレーヌを併合するつもりなら、ヨーロッパ、特にドイツに最大の不幸が訪れるだろう」「戦争は不愉快な様相を呈しつつある。フランス人はまだ殴られ方が十分ではないのに、プロイセンの間抜けたちはすでに数多くの勝利を得てしまった」と私的にも不満を述べるようになった。
9月9日にはインターナショナルの第二声明を出させた。その中でドイツの戦争がフランス人民に対する征服戦争に転化しつつあることを指摘した。ドイツは領土的野心で行動すべきではなく、フランス人が共和政を勝ち取れるよう行動すべきとし、ビスマルクやドイツ愛国者たちが主張するアルザス＝ロレーヌ併合に反対した。アルザス＝ロレーヌ割譲要求はドイツの安全保障を理由にしていたが、これに対してマルクスは「もしも軍事的利害によって境界が定められることになれば、割譲要求はきりがなくなるであろう。どんな軍事境界線もどうしたって欠点のあるものであり、それはもっと外側の領土を併合することによって改善される余地があるからだ。境界線というものは公平に決められることはない。それは常に征服者が被征服者に押し付け、結果的にその中に新たな戦争の火種を抱え込むものだからだ」と反駁した。
一方ビスマルクはパリ包囲戦中の1871年1月にもドイツ軍大本営が置かれているヴェルサイユ宮殿で南ドイツ諸国と交渉し、南ドイツ諸国が北ドイツ連邦に参加する形でのドイツ統一を取り決め、ヴィルヘルム1世をドイツ皇帝に戴冠させてドイツ帝国を樹立した。その10日後にはフランス臨時政府にアルザス＝ロレーヌの割譲を盛り込んだ休戦協定を結ばせることにも成功し、普仏戦争は終結した。これを聞いたマルクスは意気消沈したが、「戦争がどのように終わりを告げようとも、それはフランスのプロレタリアートに銃火器の使用方法を教えた。これは将来に対する最良の保障である」と予言した。

#### パリ・コミューン支持をめぐって

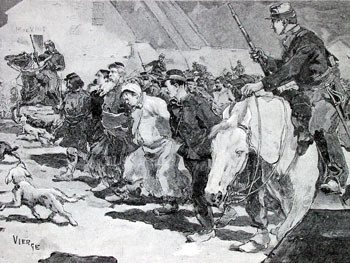
ティエール政府の軍隊により逮捕されるパリ・コミューンのメンバー。

マルクスの予言はすぐにも実現した。休戦協定に反発したパリ市民が武装蜂起し、1871年3月18日にはアドルフ・ティエール政府をパリから追い、プロレタリア独裁政府パリ・コミューンを樹立したのである。3月28日にはコミューン92名が普通選挙で選出されたが、そのうち17人はインターナショナルのフランス人メンバーだった。マルクスはパリは無謀な蜂起するべきではないという立場をとっていたが、いざパリ・コミューン誕生の報に接すると、「なんという回復力、なんという歴史的前衛性、なんという犠牲の許容性をパリジャンは持っていることか！」「歴史上これに類する偉大な実例はかつて存在したことはない！」とクーゲルマンへの手紙で支持を表明した。しかし結局このパリ・コミューンは2カ月強しか持たなかった。ヴェルサイユに移ったティエール政府による激しい攻撃を受けて5月終わり頃には滅亡したのである。
マルクスは5月30日にもインターナショナルからパリ・コミューンに関する声明を出した。この声明を後に公刊したのが『フランスにおける内乱（Der Bürgerkrieg in Frankreich）』である。その中でマルクスは「パリ・コミューンこそが真のプロレタリア政府である。収奪者に対する創造階級の闘争の成果であり、ついに発見された政治形態である」と絶賛した。そしてティエール政府の高官を悪罵してその軍隊によるコミューン戦士2万人の殺害を「蛮行」と批判し、コミューンが報復として行った聖職者人質60数名の殺害を弁護した。またビスマルクがフランス兵捕虜を釈放してティエール政府の軍隊に参加させたことに対しては、自分が以前主張してきたように、「各国の政府はプロレタリアに対する場合には一つ穴の狢」だと弾劾した。
その後もマルクスは「コミューンの名誉の救い主」（これは後に批判者たちからの嘲笑的な渾名になったが）を自称して積極的なコミューン擁護活動を行った。イギリスへ亡命したコミューン残党の生活を支援するための委員会も設置させている。娘婿ポール・ラファルグやジュール・ゲードなど、コミューン派だったために弾圧された人々はこうしたネットワークを拠点にマルクスと緊密に連携するようになり、のちのフランス社会党の一翼を形成することになる。
しかしパリ・コミューンの反乱は全ヨーロッパの保守的なマスコミや世論を震え上がらせており、さまざまな媒体から、マルクスたちが黒幕とするインターナショナル陰謀論、マルクス陰謀論、ユダヤ陰謀論が出回るようになった。この悪評でインターナショナルは沈没寸前の状態に陥ってしまった。
こうした中、オッジャーらイギリス人メンバーはインターナショナルとの関係をブルジョワ新聞からも自分たちの穏健な同志たちからも糾弾され、ついにオッジャーは1871年6月をもってインターナショナルから脱退した。これによりマルクスのイギリス人メンバーに対する求心力は大きく低下した。マルクスの独裁にうんざりしたイギリス人メンバーは自分たちの事柄を処理できるイギリス人専用の組織の設置を要求するようになった。自分の指導下から離脱しようという意図だと察知したマルクスは、当初これに反対したものの、もはや阻止できるだけの影響力はなく、最終的には彼らの主張を認めざるを得なかった。マルクスは少しでも自らの敗北を隠すべく、自分が提起者となって「イギリス連合評議会」をインナーナショナル内部に創設させた。
マルクスの権威が低下していく中、追い打ちをかけるようにバクーニンとの闘争が勃発し、いよいよインターナショナルは崩壊へと向かっていく。

#### バクーニンの分立主義とユダヤ陰謀論との闘争

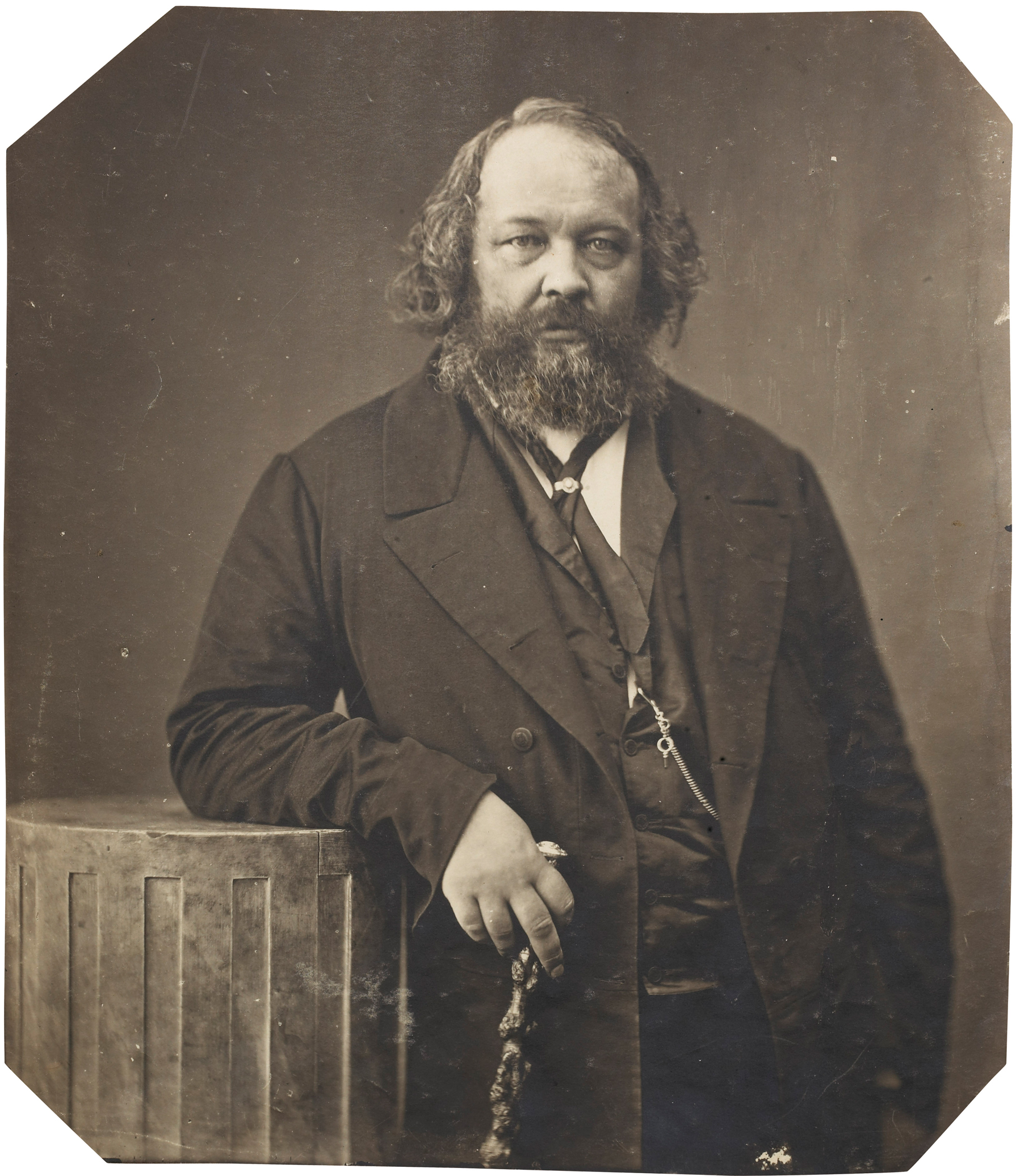
ミハイル・バクーニン
ロシア貴族出の革命家でマルクスの旧友だったが、インターナショナルでは地方団体独立を主張して中央のマルクスと敵対。更にユダヤ陰謀論からマルクスの正体を怪しんだ。

ミハイル・バクーニンはロシア貴族の家に生まれがら共産主義的無政府主義の革命家となった異色の人物だった。1844年にマルクスと初めて知り合い、1848年革命で逮捕され、シベリア流刑となるも脱走して、1864年に亡命先のロンドンでマルクスと再会し、インターナショナルに協力することを約束した。そして1867年以来スイス・ジュネーブでインターナショナルと連携しながら労働運動を行っていたが、1869年夏にはインターナショナル内部で指導的地位に就くことを望んでインターナショナルに参加した人物だった。
バクーニンは、これまでマルクスを称賛してきたものの、マルクスの権威主義的組織運営に対する反感を隠そうとはしなかった。彼はマルクスの中央権力を抑え込むべく、インターナショナルを中央集権組織ではなく、半独立的な地方団体の集合体にすべきと主張するようになった。この主張は、スイスやイタリア、スペインの支部を中心にマルクスの独裁的な組織運営に反発するメンバーの間で着実に支持を広げていった。しかしマルクスの考えるところではインターナショナルは単なる急進派の連絡会であってはならず、各地に本部を持ち統一された目的で行動する組織であるべきだった。だからバクーニンの動きは看過できないものだった。
しかもバクーニンは強烈な反ユダヤ主義者であり、インターナショナル加盟後も「ユダヤ人はあらゆる国で嫌悪されている。だからどの国の民衆革命でもユダヤ人大量虐殺を伴うのであり、これは歴史的必然だ」などと述べてユダヤ人虐殺を公然と容認・推奨していた。だからマルクスとの対立が深まるにつれてバクーニンのマルクス批判の調子もだんだん反ユダヤ主義・ユダヤ陰謀論の色彩を帯びていった。たとえば「マルクスの共産主義は中央集権的権力を欲する。国家の中央集権には中央銀行が欠かせない。このような銀行が存在するところに人民の労働の上に相場を張っている寄生虫民族ユダヤ人は、その存在手段を見出すのである」「この世界の大部分は、片やマルクス、片やロスチャイルド家の意のままになっている。私は知っている。反動主義者であるロスチャイルドが共産主義者であるマルクスの恩恵に大いに浴していることを。他方、共産主義者であるマルクスが本能的に金の天才ロスチャイルドに抗いがたいほどの魅力を感じ、称賛の念を禁じえなくなっていることも。ユダヤの結束、歴史を通じて維持されてきたその強固な結束が、彼らを一つにしているのだ」「独裁者にしてメシアであるマルクスに献身的なロシアとドイツのユダヤ人たちが私に卑劣な陰謀を仕掛けてきている。私はその犠牲となるだろう。ラテン系の人たちだけがユダヤの世界制覇の陰謀を叩き潰すことができる」といった具合である。
ヨーロッパ中でインターナショナルの批判が高まっている時であったからバクーニンのこうした粗暴な反ユダヤ主義はインターナショナル総評議会にとっても看過するわけにはいかないものだった。総評議会は1872年6月にマルクスの書いた『インターナショナルにおける偽装的分裂』を採択し、その中でバクーニンについて人種戦争を示唆し、労働運動を挫折させる無政府主義者の頭目であり、インターナショナル内部に秘密組織を作ったとして批判した。同じころ、バクーニンの友人セルゲイ・ネチャーエフがバクーニンのために送った強請の手紙を入手したマルクスは、1872年9月にオランダ・ハーグで開催された大会においてこれを暴露した。劇的なタイミングでの提出だったのでプルードン派もバクーニン追放に回り、大会は僅差ながらバクーニンをインターナショナルから追放する決議案を可決させた。

#### インターナショナルの終焉
バクーニンを追放することには成功したマルクスだったが、ハーグ大会の段階でインターナショナルにおけるマルクスの権威は失われていた。イギリス人メンバーがマルクスの反対派に転じていたし、親しかったエカリウスとも喧嘩別れしてしまっていた。
ハーグ大会の際、エンゲルスが自分とマルクスの意志として総評議会をアメリカ・ニューヨークに移すことを提起した。エンゲルスはその理由として「アメリカの労働者組織には熱意と能力がある」と説明したが、そうした説明に納得する者は少なかった。インターナショナル・アメリカ支部はあまりに小規模だった。エンゲルスの提案は僅差で可決されたものの、「ニューヨークに移すぐらいなら月に移した方がまだ望みがある」などという意見まで出る始末だった。『ザ・スペクテイター』紙も「もはやコミューンの運気もその絶頂が過ぎたようだ。絶頂期自体さほど高い物でもなかったが。そこがロシアでもない限り、再び運動が盛り上がる事はないだろう」と嘲笑的に報じた。
なぜエンゲルスとマルクスがこのような提案をしたのか、という問題については議論がある。マルクスは大会前に引退をほのめかす個人的心境をルイス・クーゲルマンに打ち明けており、彼が『資本論』の執筆のために総評議員をやめたがっていたことは周知の事実だった。このことから、マルクスはインターナショナルを終わらせるためにこのような提案をしたのだという見解がでてくる。しかしこの説には疑問が残る。というのも、ハーグ大会でマルクスたちはむしろ総評議会の権限を強化しているし、大会後のマルクスとエンゲルスの往復書簡の内容はどのように読んでも彼らがインターナショナルを見限ったと解釈できるものではないからだ。したがってもう一つの説として、マルクスは本部をアメリカに移すことによってインターナショナルを危機から遠ざけ、ハーグ大会での「政治権力獲得のための政党の組織」（規約第7条付則）の決議に沿うようにアメリカで社会主義政党結成を支援していたインターナショナルの幹部フリードリヒ・ゾルゲらアメリカのマルクス主義者を通じてその勢力を保とうとしたのではないか、という解釈も生まれる。
しかし結局のところ、アメリカでのインターナショナルの歴史は長くなかった。最終的には1876年のフィラデルフィア大会において解散決議が出され、その短い歴史を終えることとなった。

#### 『ゴータ綱領批判』

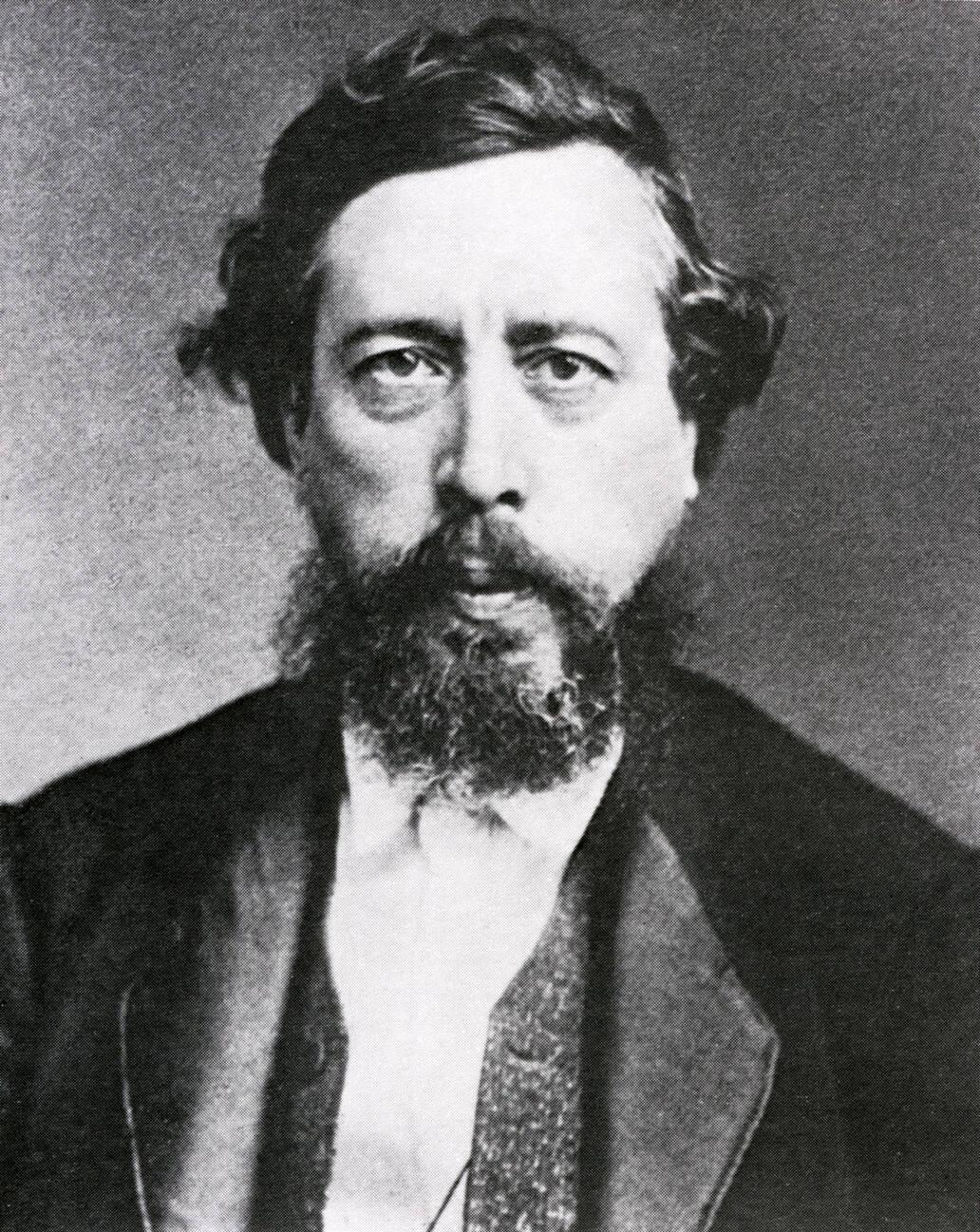
ヴィルヘルム・リープクネヒト
基本的にマルクスに忠実な部下だが、アイゼナハ派とラッサール派の合同はマルクスの意に沿わぬ形で行い、マルクスから『ゴータ綱領批判』で批判を受けた。

ドイツではラッサール派の信望が高まっている時期だった。インターナショナルも衰退した今、アイゼナハ派のリープクネヒトとしては早急にラッサール派と和解し、ドイツ労働運動を一つに統合したがっていた。ドイツの内側にいるリープクネヒトから見ればマルクスやエンゲルスは外国にあってドイツの政治状況も知らずに妥協案を拒否する者たちであり、政治的戦術にかけては自分の方が把握できているという自負心があった。
すでにアイゼナハ派はオーストリアも加えたドイツ統一の計画を断念していたし、ラッサール派も1871年にシュヴァイツァーが党首を辞任して以来ビスマルク寄りの態度を弱めていたから両者が歩み寄るのはそれほど難しくもなかった。ただ対立期間が長かったので冷却期間がしばらく必要なだけだった。だからその冷却期間も過ぎた1875年2月にはゴータで両党代表の会合が持たれ、5月にも同地で大会を開催のうえ両党を合同させることが決まったのである。
この合同に際して両党の統一綱領として作られたのがゴータ綱領だった。ラッサール派は数の上で優位であったにも関わらず、綱領作成に際して主導権を握ることはなかった。彼らはすでにラッサールの民族主義的な立場や労働組合への不信感を放棄していたためである。そのためほぼアイゼナハ派の綱領と同じ綱領となった。リープクネヒトはマルクスにもこの綱領を送って承認を得ようとしたが、マルクスはこれを激しく批判する返事をリープクネヒトに送り、エンゲルスにも同じような手紙を送らせた。
この時の書簡を編纂してマルクスの死後にエンゲルスが出版したものが『ゴータ綱領批判』である。マルクスから見れば、この綱領は最悪の敵である国家の正当性を受け入れて「労働に対する正当な報酬」や「相続法の廃止」といった小さな要求を平和的に宣伝していれば社会主義に到達できるという迷信に立脚したものであり、結局は国家を支え、資本主義社会を支える結果になるとした。
マルクスは、綱領に無意味な語句や曖昧な自由主義的語句が散りばめられていると批判した。とりわけ「公平」という不明瞭な表現に強く反発した。自分の著作の引用部分についてもあらさがしの調子で批判を行った。ラッサール派の影響を受けていると思われる部分はとりわけ強い調子で批判した。綱領の中にある「労働者階級はまず民族国家の中で、その解放のために働く」については「さぞかしビスマルクの口に合うことだろう」と批判し。「賃金の鉄則」はラッサールがリカードから盗んだものであり、そのような言葉を綱領に入れたのはラッサール派への追従の証であると批判した。
また綱領が「プロレタリアート独裁」にも「未来の共産主義社会の国家組織」にも触れず、「自由な国家」を目標と宣言していることもブルジョワ的理想と批判した。
リープクネヒトはマルクスからの手紙をいつも通り敬意をこめて取り扱ったものの、これをつかうことはなく、マルクスやエンゲルスも党の団結を優先してこの批判を公表しなかった。ゴータ綱領は、わずかに「民族国家の中で」という表現について「国際的協力の理想へ向かう予備的段階」であることを確認する訂正がされただけだった。ゴータ綱領のもとにドイツ社会主義労働者党が結成されるに至った。これについてマルクスは口惜しがったし、この政党を「プチブル集団」「民主主義集団」と批判し続けたが、マルクスの活動的な生涯はすでに終わっており、受けた打撃もそれほど大きいものではなかったという。

### 晩年の放浪生活

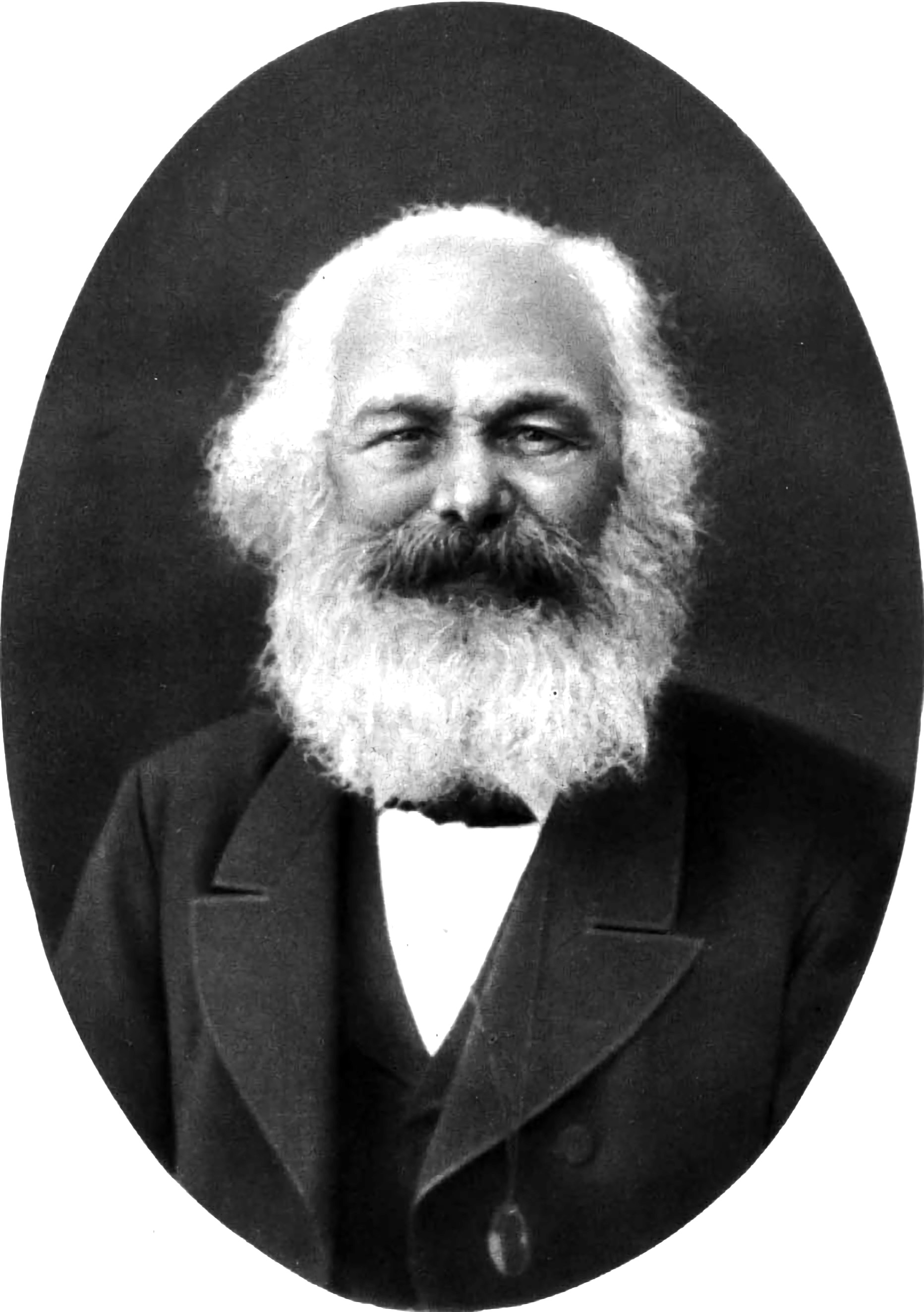
1882年のカール・マルクス

マルクスは不健康生活のせいで以前から病気がちだったが、1873年には肝臓肥大という深刻な診断を受ける。以降鉱泉での湯治を目的にあちこちを巡ることになった。1876年まではオーストリア＝ハンガリー帝国領カールスバートにしばしば通った。1877年にはドイツ・ライン地方のバート・ノイェンアール＝アールヴァイラー(Bad Neuenahr-Ahrweiler)にも行ったが、それを最後にドイツには行かなくなった。マルクスによれば「ビスマルクのせいでドイツに近づけなくなった」という。1878年からはイギリス王室の私領であるチャンネル諸島で湯治を行った。
1880年秋からイギリス人社会主義者ヘンリー・ハインドマンと親しくするようになった。ハインドマンは1881年にイギリスでマルクス主義を標榜する社会民主主義連盟を結成する。この組織にはエリノア・マルクスやウィリアム・モリスも参加していたが、ハインドマンが1881年秋に出版した『万人のためのイギリス』の中で、『資本論』の記述を無断で引用した（マルクスの名前は匂わす程度にしか触れていなかった）ことをきっかけに、日頃ハインドマンを快く思っていなかったマルクスは彼との関係を絶った。彼の社会民主主義連盟はその後もマルクス主義を称したが、エリノアやウィリアム・モリスもマルクスの死後脱退し、社会主義同盟を結成することになる。マルクス自身は死の直前でハインドマンと和解したが、エンゲルスはその後も社会民主主義連合を批判した。結局、イギリス労働運動はケア・ハーディやトム・マンらの独立労働党（のちのイギリス労働党）に収斂することになる。イギリス労働党は第二インターナショナルの議会派の一翼を形成する。
1881年夏には妻イェニーとともにパリで暮らす既婚の長女と次女のところへ訪れた。マルクスは1849年以来、フランスを訪れておらず、パリ・コミューンのこともあるので訪仏したら逮捕されるのではという不安も抱いていたが、長女の娘婿シャルル・ロンゲがジョルジュ・クレマンソーからマルクスの身の安全の保証をもらってきたことで訪仏を決意したのだった。
パリからロンドンへ帰国した後の1881年12月2日に妻イェニーに先立たれた。マルクスの悲しみは深かった。「私は先般来の病気から回復したが、精神的には妻の死によって、肉体的には肋膜と気管支の興奮が増したままであるため、ますます弱ってしまった」 と語った。エンゲルスはイェニーの死によってマルクスもまた死んでしまったとマルクスの娘エリノアに述べている。
独り身となったマルクスだったが、病気の治療のために1882年も活発に各地を放浪した。1月にはイギリス・ヴェントナーを訪れたかと思うと、翌2月にはフランスを経由してフランス植民地アルジェリアのアルジェへ移った。北アフリカの灼熱に耐えかねたマルクスはここでトレードマークの髪と髭を切った。アルジェリアからの帰国途中の6月にはモナコ公国モンテカルロに立ち寄り、さらに7月にはフランスに行って長女カロリーネの娘婿ロンゲのところにも立ち寄ったが、この時長女カロリーネは病んでいた。つづいて次女ラウラとともにスイスのヴェヴェイを訪問したが、その後イギリスへ帰国して再びヴェントナーに滞在した。

### 死去
1883年1月12日に長女カロリーネが病死した。その翌日にロンドンに帰ったマルクスだったが、すぐにも娘の後を追うことになった。3月14日昼頃に椅子に座ったまま死去しているのが発見されたのである。64歳だった。
その3日後にハイゲイト墓地の無宗教墓区域にある妻の眠る質素な墓に葬られた。葬儀には家族のほか、エンゲルスやリープクネヒトなど友人たちが出席したが、大仰な儀式を避けたマルクスの意思もあり、出席者は全員合わせてもせいぜい20人程度の慎ましいものだった。
葬儀でエンゲルスは「この人物の死によって、欧米の戦闘的プロレタリアートが、また歴史科学が被った損失は計り知れない物がある」「ダーウィンが有機界の発展法則を発見したようにマルクスは人間歴史の発展法則を発見した」「マルクスは何よりもまず革命家であった。資本主義社会とそれによって作り出された国家制度を転覆させることに何らかの協力をすること、近代プロレタリアート解放のために協力すること、これが生涯をかけた彼の本当の仕事であった」「彼は幾百万の革命的同志から尊敬され、愛され、悲しまれながら世を去った。同志はシベリアの鉱山からカリフォルニアの海岸まで全欧米に及んでいる。彼の名は、そして彼の仕事もまた数世紀を通じて生き続けるであろう」と弔辞を述べた。
マルクスの死後、イギリスでは労働党が1922年に労働党政権を誕生させる。フランスでは1936年に社会党と共産党による人民戦線内閣が誕生。ドイツではドイツ社会民主党がワイマール共和国で長く政権を担当する。そしてロシアではレーニンの指導するロシア革命を経て、ソヴィエト連邦が誕生した。
マルクスの遺産は250ポンド程度であり、家具と書籍がその大半を占めた。それらやマルクスの膨大な遺稿はすべてエンゲルスに預けられた。エンゲルスはマルクスの遺稿を整理して、1885年7月に『資本論』第2巻、さらに1894年11月に第3巻を出版する。2013年に『共産党宣言』とともに『資本論』初版第1部が国際連合教育科学文化機関（ユネスコ）の世界の記憶に登録された。
マルクスの墓は1954年に墓地内の目立つ場所に移され、1956年には頭像が取り付けられている。その墓には「万国の労働者よ、団結せよ」という彼の最も有名な言葉と『フォイエルバッハに関するテーゼ』から取った「哲学者たちはこれまで世界をさまざまに解釈してきただけである。問題は世界を変革することである」という言葉が刻まれている。1970年1月18日、何者かが墓と胸像に爆弾を仕掛けて破壊する事件が発生した。胸像などは後に修復されている。
2018年4月には生誕200年を記念し、トリーアの観光局がマルクスの肖像が描かれた0ユーロ紙幣を3ユーロで発売したところ購入者が殺到し増刷する事態となった。
- マルクスのもともとの墓（ロンドン、ハイゲイト墓地）
- 1954年に移されたマルクスの新しい墓（ロンドン、ハイゲイト墓地）
- マルクスの肖像画（北朝鮮・平壌・外国貿易省）
- マルクス、エンゲルス、レーニン、スターリンの肖像画を掲げての行進（東ドイツ・ベルリンのマルクス・エンゲルス広場（ドイツ語版））
- 没後100周年記念1ルーブル硬貨（1983年発行）

## 人物

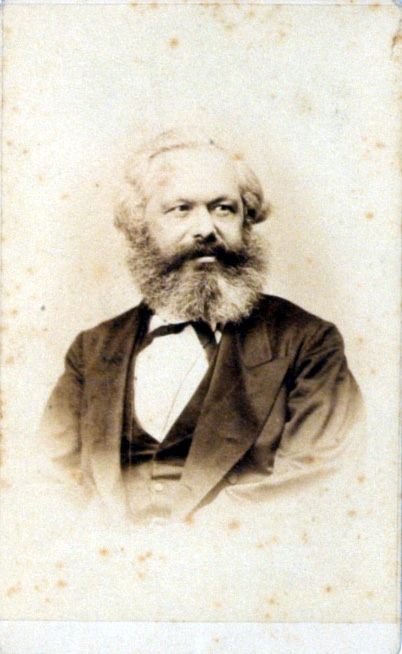
1867年のカール・マルクス

### 健康状態・体格
小柄で肥満体形だった。娘婿のポール・ラファルグは舅マルクスの体格について「背丈は普通以上で肩幅は広く、胸はよく張り、四肢はバランスが良い。もっとも脊柱はユダヤ人種によく見られるように、脚の割に長かった」と評している。要するに短足で座高が高いので座っていると大きく見えたようである。
マルクスは病弱者ではなかったが、生活が不規則で栄養不足なことが多かったので、ロンドンで暮らすようになった頃からしばしば病気になった。肝臓病や脳病、神経病など様々な病気に苦しんだ。『資本論』第1巻を執筆していた頃にはお尻のオデキに苦しみ、しばしば座っていることができず、立ちながら執筆したという。この股間の痛みが著作の中の激しい憎しみの表現に影響を与えているとエンゲルスが手紙でからかうと、マルクスも「滅びる日までブルジョワジーどもが私のお尻のオデキのことを覚えていることを祈りたい。あのむかつく奴らめ！」と返信している。
また新陳代謝機能に障害があり、食欲不振・便秘・痔・胃腸カタルなどに苦しんだ。この食欲不振を打ち払うために塩辛い物をよく口にした。オットー・リュウレは著書『マルクス、生涯と事業』の中でここにマルクスの極端な性格の原因を求め、「マルクスは食事に関する正しい知識を持っておらず、ある時は少なく、ある時は不規則に、ある時は不愉快に食べ、その代わりに食欲を塩っ辛い物で刺激した。」「悪しき飲食者は悪しき労作者であり、悪しき僚友でもある。彼は飲食について何も食わないか、胃袋を満杯にするかの二極だった。同じく執筆について執筆を全く面倒くさがるか、執筆のために倒れるかの二極だった。同じく他者について、人間を避けるか、誰もが利益せぬ全ての人と友になるかの二極だった。彼は常に極端に動く」と述べる。
酒好きであり、またヘビースモーカーだった。マルクスがラファルグに語ったところによると「資本論は私がそれを書く時に吸った葉巻代にすらならなかった」という。家計の節約のために安物で質の悪い葉巻を吸い、体調を壊して医者に止められている。

### 趣味・嗜好
詩や劇文学を愛好した。古代ギリシャの詩人ではアイスキュロスとホメーロスを愛した。とりわけアイスキュロスはお気に入りで、娘婿のラファルグによればマルクスは1年に1回はアイスキュロスをギリシャ語原文で読んだという。ドイツ文学ではゲーテとハイネを愛していたが、ドイツから亡命することになった後はドイツ文学への関心は薄れていったという。亡命後のドイツ文学への唯一の反応はワーグナーを「ドイツ神話を歪曲した」と批判したことだけだった。フランス文学ではディドロの『ラモーの甥』のような啓蒙文学とバルザックの『人間喜劇』のような写実主義文学を愛した。特にバルザックの作品はブルジョワ社会を良く分析したものとして高く評価し、いつかバルザックの研究書を執筆したいという希望を周囲に漏らしていたが、それは実現せずに終わった。逆にシャトーブリアンらロマン主義作家のことは嫌った。ロンドン亡命後にはイギリス文学にも関心を持った。イギリス文学ではやはりなんといってもシェイクスピアが別格だった。マルクス家は一家をあげてシェイクスピアを崇拝していたといっても過言ではない。フィールディングの『トム・ジョウンズ』も愛した。またロマン主義を嫌うマルクスだが、ウォルター・スコットの作品は「ロマン類の傑作」と評していた。バイロンとシェリーについては、前者は長生きしていたら恐らく反動的ブルジョワになっていたので36歳で死んで良かったと評し、後者は真の革命家であるので29歳で死んだことが惜しまれると評している。イタリア文学ではダンテを愛した。
前述したように食欲不振に苦しみ、それを解消するためにハム、薫製の魚料理、キャビア、ピクルスなど塩辛い物を好んで食べたという。
チェスが好きだったが、よくその相手をしたヴィルヘルム・リープクネヒトに勝てた例がなかった。マルクスは彼に負けるのが悔しくてたまらなかったという。気分転換は高等数学を解くことであった。
「告白」というヴィクトリア朝時代に流行った遊びでマルクスの娘たちの20の質問に答えた際、好きな色として赤、好きな花として月桂樹、好きなヒーローとしてスパルタクス、好きなヒロインとしてグレートヒェンをあげた。
他人に渾名を付けるのが好きだった。妻イェニーはメーメ、三人の娘たちはそれぞれキーキ、コーコ、トゥシーだった。エンゲルスのことは「安楽椅子の自称軍人」（彼は軍事研究にはまっていた）という意味で「将軍」と呼んだ。ヴィルヘルム・リープクネヒトは「幼稚」という意味で「ヴィルヘルムヒェン（ヴィルヘルムちゃん）」。ラッサールは色黒なユダヤ系なので「イジー男爵」「ユダヤのニガー」だった。マルクス自身もその色黒と意地悪そうな顔から娘たちやエンゲルスから「ムーア人」や「オールド・ニック（悪魔）」と渾名された。マルクス当人は娘たちには自分のことを「ムーア人」ではなく、「オールド・ニック」あるいは「チャーリー」と呼んでほしがっていたようである。

## 家計・金銭問題
ロバート・L.ハイルブローナーは「もしマルクスが折り目正しく金勘定のできる人物だったなら、家族は体裁を保って生活できたかもしれない。けれどもマルクスは決して会計の帳尻を合わせるような人物ではなかった。たとえば、子供たちが音楽のレッスンを受ける一方で、家族は暖房無しに過ごすということになった。破産との格闘が常となり、金の心配はいつも目前の悩みの種だった」と語っている。
マルクス家の出納帳は収入に対してしばしば支出が上回っていたが、マルクス自身は贅沢にも虚飾にも関心がない人間だった。マルクス家の主な出費は、マルクスの仕事の関係だったり、家族が中流階級の教育や付き合いをするためのものが大半だった。マルクスは極貧のなかでも三人の娘が中流階級として相応しい教養をつけるための出費を惜しまなかったが、そのためにいつも借金取りや大家に追われていた。
マルクスは定職に就くことがなかったため（前述のように一度鉄道の改札係に応募しているが、断られている）、マルクス家の収入はジャーナリストとしてのわずかな収入と、エンゲルスをはじめとする友人知人の資金援助、マルクス家やヴェストファーレン家の遺産相続などが主だった。友人たちからの資金援助はしばしば揉め事の種になった。ルーゲやラッサールが主張したところを信じれば、彼らとマルクスとの関係が断絶した理由は金銭問題だった。1850年にはラッサールとフライリヒラートに資金援助を請うた際、フライリヒラートがそのことを周囲に漏らしたことがあり、マルクスは苛立って「おおっぴらに乞食をするぐらいなら最悪の窮境に陥った方がましだ。だから私は彼に手紙を書いた。この一件で私は口では言い表せないほど腹を立てている」と書いている。エンゲルスの妻メアリーの訃報の返信として、マルクスが家計の窮状を訴えたことで彼らの友情に危機が訪れたこともある。しかしエンゲルスは生涯にわたって常にマルクスを物心両面で支え続けた。『資本論』が完成した時、マルクスはエンゲルスに対して「きみがいなければ、私はこれを完成させることはできなかっただろう」と感謝した。

## 人間関係
マルクスは亡命者だったので、ロンドン、ブリュッセル、パリなどの亡命者コミュニティの中で生活した。
マルクスを支えたのは、イェニー、イェニーヒェン、ラウラ、エリノアなどの家族の他、エンゲルスのような親友、リープクネヒトやベーベルのような部下、ヴォルフやエカリウスのような同志たちだった。マルクスはロンドンで学者コミュニティと接触があったようで、生物学者や化学者といった人たちと交流があった。ドイツの医師であるクーゲルマンとは頻繁に手紙のやり取りをしている。マルクスはダーウィンの仮説を称賛していて、自分の著した『資本論』をダーウィンに送っている。ダーウィンは謝辞の返信をだしているが、『資本論』自体はあまりに専門的すぎて最後まで読んでいなかったらしい。
マルクスは組織運営の問題や思想上の対立でしばしば論敵をつくった。マルクスの批判を免れた人には、ブランキ、ハイネ、オコーナー、ガリバルディなどがいるが、プルードン、フォイエルバッハ、バウアー、デューリング、マッツィーニ、バクーニンなどは厳しい批判にさらされた。
批判者からは以下のような意見が見られる。
1848年8月、当時ボン大学の学生だったカール・シュルツはケルンで開催された民主主義派の集会に出席したが、その時演説台に立ったマルクスの印象を次のように語っている。「彼ほど挑発的で我慢のならない態度の人間を私は見たことがない。自分の意見と相いれない意見には謙虚な思いやりの欠片も示さない。彼と意見の異なる者はみな徹底的に侮蔑される。（略）自分と意見の異なる者は全て『ブルジョワ』と看做され、嫌悪すべき精神的・道徳的退廃のサンプルとされ、糾弾された。」。
アーノルド・ルーゲは「私はこの争いを体裁の悪い物にしたくないと思って極力努力したが、マルクスは手当たり次第、誰に向かっても私の悪口を言う。マルクスは共産主義者を自称するが、実際は狂信的なエゴイストである。彼は私を本屋だとかブルジョワだとか言って迫害してくる。我々は最悪の敵同士になろうとしている。私の側から見れば、その原因は彼の憎悪と狂気としか考えられない」と語る。
ミハイル・バクーニンは「彼は臆病なほど神経質で、たいそう意地が悪く、自惚れ屋で喧嘩好きときており、ユダヤの父祖の神エホバの如く、非寛容で独裁的である。しかもその神に似て病的に執念深い。彼は嫉妬や憎しみを抱いた者に対してはどんな嘘や中傷も平気で用いる。自分の地位や影響力、権力を増大させるために役立つと思った時は、最も下劣な陰謀を巡らせることも厭わない。」と語る。
マルクスの伝記を書いたE・H・カーは「彼（マルクス）は同等の地位の人々とうまくやっていけた試しがなかった。政治的な問題が討議される場合、彼の信条の狂信的性格のために、他の人々を同等の地位にある者として扱うことができなかった。彼の戦術はいつも相手を抑えつけることであった。というのも彼は他人を理解しなかったからである。彼と同じような地位と教育をもっていて政治に没頭していた人々の中では、エンゲルスのように彼の優位を認めて彼の権威に叩頭するような、ごく少数の者だけが彼の友人としてやっていくことができた」と評している。
マルクス主義者のフランツ・メーリングさえも「（マルクスが他人を批判する時の論法は）相手の言葉を文字通りとったり、歪曲したりすることで、考え得る限りのバカバカしい意味を与えて、誇張した無軌道な表現にふけるもの」と批判している。メーリングはラッサールはじめマルクスが批判した他の社会主義者を弁護することが多いが、彼はその理由として「マルクスは超人ではなかったし、彼自身人間以上のものであることを欲しなかった。考えもなく口真似することこそは、まさに彼が一番閉口したことであった。彼が他人に加えた不正を正すことは、彼に加えられた不正を正すことに劣らず、彼の精神を呈して彼を尊敬することなのだ。」と述べている。

## 思想

### エンゲルスとの関係
マルクスとエンゲルスは1844年の再会以降、無二の盟友として緊密な関係を保ち、頻繁に往復書簡を交わして思想交流をしていたために、その思想はつねに一致していたとしばしば捉えられるが、マルクスとエンゲルスの思想の差異を指摘する研究者もいる。
たとえばエンゲルスは『反デューリング論』でマルクス主義が一貫した体系という性格をもっていることを指摘したが、マルクス自身は自分の論稿を常に一貫した体系として提示したわけではなかった。またエンゲルスは『自然弁証法』で弁証法哲学が自然科学の領域にも応用できることを示したが、これについてマルクスは「ぼくは時間をとって、その問題についてじっくり考え『権威たち』の意見を聞くまでは、あえて判断をくださないようにしよう」と返信している。
1869年にロンドンへ移住して以降のエンゲルスの理論活動においては、自然科学や原始社会などの新たな研究をふまえ、マルクス主義を社会のみならず自然をも包括するよう体系化しようとする志向が見受けられる。現在の『資本論』第3巻では、エンゲルスによる大幅な改変がなされている。

### 「決定論」
マルクスの思想体系は「経済決定論」だという批判がしばしばある。その含意は、社会や政治や心理の発展過程はすべて経済に規定されているとマルクスは考えていた、というものである。また、カール・ポパーやアイザイア・バーリンはマルクスがヘーゲル主義的な「歴史決定論」に陥っていると批判している。
マルクスがヘーゲルの言う「理性の狡知」の論理をしばしば用いたのは事実だが、マルクス自身は人間の主体性や歴史の偶然性を度々認めている。たとえばイーグルトンはマルクスが初期の著作で人間の類的存在と歴史に対する能動的な役割を認めていたことを指摘する。またマルクスは『フォイエルバッハ・テーゼ』で「環境の変革と教育に関する唯物論の学説は、環境が人間によって変革され、教育者自身が教育されなければならないことを忘れている」と書いているし、『ルイ・ボナパルトのブリュメール18日』では、マルクス自身がプルードンが歴史的決定論に陥っていると批判している。
E.H.カーは、カール・ポパーやアイザイア・バーリンがマルクス主義を歴史決定論であると批判したことに触れて、マルクスの立場は決定論ではなく、因果関係の重視であると反論している。カーはマルクスの「もし世界史にチャンスの余地がなかったとしたら、世界史は非常に神秘的な性格のものになるであろう。もちろん、このチャンスそのものは発展の一般的傾向の一部になり、他の形態のチャンスによって埋め合わされる。しかし、発展の遅速は、初め運動の先頭に立つ人々の性格の『偶然的』性格を含む、こうした『偶然事』に依存する」という発言を引用して、マルクスが単純な歴史決定論ではないより精緻な態度をとっていることを指摘している。

### ユダヤ人観
マルクスは自分がユダヤ人であることを否定したことも、逆にそれを積極的にアピールしたこともなかった。これはマルクスの娘エリノア・マルクスが自分がユダヤ人であることを誇りを持ってアピールしていたのと対照的であった。マルクスは自由主義的なライン地方に生まれ育ち、6歳のときに親の方針でキリスト教に改宗していたのでハイネやラッサールのようにユダヤ人の出自で苦しむということは少なかった。
しばしば見られる批判として、マルクスはユダヤ人を蔑視していた、というものがある。マルクスがラッサールのことを「ユダヤのニガー」と渾名したことや、マルクスが若い頃に書いた『ユダヤ人問題によせて』でユダヤ人のことを悪徳な貸金業者として描写したことがその根拠となっている。
『ユダヤ人問題によせて』でマルクスは、ブルーノ・バウアーがユダヤ人を解放するには彼らをユダヤ教からキリスト教に改宗させればよいと主張したのに反論して、国家がユダヤ人を排除していることが職業へと向かわせていると指摘し、「実際的ユダヤ教」と「賤業」とを比喩的に同一視しながら、「クリスチャンがユダヤ人となり」、遂には人類全体を「実際的」ユダヤ教から解放する必要があると言っている。また、「他方、ユダヤ人が自分のこの実際的な本質をつまらぬものとみとめてその廃棄にたずさわるならば、彼らは自分のこれまでの発展から抜けでて、人間的解放そのものにたずさわり、そして人間の自己疎外の最高の実際的表現に背をむけることになる。」ともいい、「ユダヤ人がユダヤ人的なやり方で自己を解放したのは、ただたんに彼らが金力をわがものとしたことによってではなく、貨幣が、彼らの手を通じて、また彼らの手をへないでも、世界権力となり、実際的なユダヤ精神がキリスト教諸国民の実際的精神となったことによってなのである。ユダヤ人は、キリスト教徒がユダヤ人になっただけ、それだけ自分を解放したのである。（中略）ユダヤ人の社会的解放はユダヤ教からの社会の解放である。」とも言っている。

### 労働者観
マルクスやエンゲルスは労働者を軽蔑していたという主張がある。
レオポルト・シュワルツシルトは「マルクスとエンゲルスは公にはプロレタリアートを人類の救済者と呼び、その独特の優れた性格を賛美してやまなかった。だが私的にはプロレタリアートについての彼らの言葉はますます尊大に侮蔑的になってきた。エンゲルスはマルクスへの報告の中で、まるでプロイセン軍の軍曹が新兵に向かって用いるような言葉でプロレタリアを語っている。『あいつら』、『あの駄馬たち』、『何でも信じる愚かな労働者』」と主張する。マルクスに批判的なシュロモ・アヴィネリも「プロレタリアートが自らのゴールを設定し、他からの援助なしにそれを実現する能力に関してマルクスが懐疑的であったことは様々な資料からうかがい知れる。このことは革命は決して大衆から起こることはなく、エリート集団から発するものだという彼の見解とも一致する」と主張する。ロバート・ペインも「マルクスは人間を侮蔑していた。とりわけ彼がプロレタリアートと呼んだ人種を」と主張する。
一方フランシス・ウィーンは、アヴィネリの批判について「様々な資料」というが何のことなのか具体的に指摘していないと批判し、そこには「雑魚に対するマルクスの侮辱は世界的に知れているので実証するまでもない」という態度があると批判する。マルクスが労働者を侮辱した例としてアヴィネリが上げるヴィルヘルム・ヴァイトリングについては「マルクスはヴァイトリングに対して実に寛大だった。その信念のために罰せられた哀れな仕立て職人を邪険に扱うべきではないと言ったのは他でもないマルクスであり、二人の関係にひびが入ったのはマルクスが最下層の人間を侮蔑していたからではなく、ヴァイトリングの耐えがたいほど自己中心的な政治的および宗教的な誤謬のせいであった。むしろヴァイトリングが労働者階級ではなく中産階級者だったらもっと激しい攻撃を加えていただろう」と述べている。
またウィーンは、同じくアヴィネリがマルクスから侮辱を受けた労働者の同志として例示するヨハン・ゲオルク・エカリウスについても、マルクスは彼自身悲惨な生活を送っていた1850年代を通じてエカリウスの生活に気をかけていたことを指摘する。ワシントンにいる同志のジャーナリストに依頼してエカリウスの論文が新聞に掲載されるよう取り計らったり、またエカリウスが病気になった時には、エンゲルスに依頼してワインを送ったり、エカリウスの子供たちが死んだ時にも葬儀費用を稼ぐための募金活動を行ったことを指摘した。そして「にもかかわらず、マルクスはただの仕立職人には狭量な軽侮の念を抱いていたなどという旧態依然たる戯言を未だに繰り返す研究者がなんと多いことか」と嘆いている。

### 戦争観
マルクスは戦争を資本主義社会や階級社会に特有の付随現象と見ていた。だが労働者階級が戦争に対して取るべき態度については、戦争の前提と帰結から個別に決めていく必要があると考えていた。とりわけその戦争がプロレタリア革命にとって何を意味しているかを最も重視した。
1848年革命中の『新ライン新聞』時代には、諸国民の春に対してヨーロッパの憲兵として振舞ったロシアと開戦すべきことを盛んに煽ったし、クリミア戦争も反ロシアの立場から歓迎した。イタリア統一戦争では反ナポレオン3世の立場からオーストリアの戦争遂行を支持し、参戦せずに中立の立場をとろうとするプロイセンを批判した。普墺戦争も連邦分立状態が続くよりはプロイセンのもとに強固にまとまる方がプロレタリア闘争に有利と考えて一定の評価をした。
しかし弟子たちの模範になったのは、普仏戦争に対する次のようなマルクスの立場だった。普仏戦争勃発時、マルクスは戦争を仕掛けたナポレオン3世に対してドイツの防衛戦争を支持したが、戦争がフランス人民に対する侵略戦争と化せば、その勝敗にかかわらず両国に大きな不幸をもたらすだろうと警告した。「差し迫った忌まわしい戦争がどのような展開を見せようと、すべての国の労働者階級の団結が最後には戦争の息の根を止めるだろう。公のフランスと公のドイツが兄弟殺しにも似た諍いをしているあいだにも、フランスとドイツの労働者たちは互いに平和と友好のメッセージを交換し合っているという事実。歴史上、類を見ないこの偉大な事実が明るい未来を見晴らす窓を開けてくれる」。
マルクスのこの立場は、職業軍人による十九世紀的な戦争から、二十世紀的な国民総動員へと戦争の性格が変わっていくにつれ、彼の弟子たちにますます重視されるようになった。

### 各国観
プロイセン政府に追われてからのマルクスは、基本的にコスモポリタンで、『共産党宣言』には「プロレタリアは祖国を持たない」という有名な記述がある。しかし、その続きで「ブルジョアの意味とはまったく違うとはいえ、プロレタリア自身やはり民族的である」とも述べている。ヨーロッパ列強に支配されていたポーランドやアイルランドの民族主義については支援する一方で労働貴族が形成されつつあったイギリスの労働者階級や、ナポレオン三世の戴冠を許したフランスの労働者階級のナショナリズムにはしばしば厳しい批判を行っている。他方、イギリスのチャーチスト運動やフランスのパリコミューンを遂行した労働者の階級意識は評価するなど、マルクスの各国観は民族的偏見というよりはむしろ階級意識が評価の基準だった。またマルクス自身はドイツ人だったが、自分をほとんどドイツ人とは認識していなかったようである。プロイセン政府は専制体制と評価し、これを批判していた。
十九世紀、ヨーロッパの憲兵として反革命の砦だったロシアには非常に当初厳しい評価を下している。E.H.カーはこれをスラブ人に対するドイツ的偏見と解釈していた。マルクス自身はロシアの将来について、「もし農民が決起するなら、ロシアの一七九三年は遠くないであろう。この半アジア的な農奴のテロル支配は史上比類ないものとなろう。しかしそれはピョートル大帝のにせの改革につぐ、ロシア史上第二の転換点となり、次はほんとうの普遍的な文明を打ち立てるだろう」と予測している（『マルクスエンゲルス全集』12巻648頁）。1861年の農奴解放令によって近代化の道を歩み始めて以降のロシアに対しては積極的に評価し、フロレンスキーの『ロシアにおける労働者階級の状態』を読み、「きわめてすさまじい社会革命が-もちろんモスクワの現在の発展段階に対応した劣ったかたちにおいてではあれ-ロシアでは避けがたく、まぢかに迫っていることを、痛切に確信するだろう。これはよい知らせだ。ロシアとイギリスは現在のヨーロッパの体制の二大支柱である。それ以外は二次的な意義しかもたない。美しい国フランスや学問の国ドイツでさえも例外ではない」と書いている（『マルクス・コレクション７』p. 340-342）。更に死の2、3年前には「ロシアの村落的共同体はもし適当に指導されるなら、未来の社会主義的秩序の萌芽を含んでいるかもしれぬ」とロシアの革命家ヴェラ・ザスーリッチに通信している。

### 植民地観
マルクスは、『共産党宣言』では、ポーランド独立運動において「農業革命こそ国民解放の条件と考える政党」を支持し、1867年のフェニアンによるアイルランド反乱の際には、植民地問題をイギリスの社会革命の一環として捉えるようになる。マルクスによれば、当時イギリスに隷属していたアイルランドはイギリスの地主制度の要塞になっている。イギリスで社会革命を推し進めるためには、アイルランドで大きな打撃を与えなければならない。「他の民族を隷属させる民族は、自分自身の鉄鎖を鍛えるのである。」「現在の強制された合併（すなわちアイルランドの隷属）を、できるなら自由で平等な連邦に、必要なら完全な分離に変えることが、イギリス労働者階級の解放の前提条件である」。
他方、マルクスのインド・中国論にはオリエンタリズムという批判がある（たとえばエドワード・サイードのマルクス論）。しかし一方でマルクスのインド・中国論はヘーゲル的な歴史観によるものだという解釈もある。マルクスによれば、イギリスのインド支配や中国侵略は低劣な欲得づくで行われ、利益追求の手段もまた愚かだった。しかしイギリスは、無意識的にインドや中国の伝統的社会を解体するという歴史的役割を果たした。マルクスによれば、この事実を甘いヒューマニズムではなく冷厳なリアリズムで確認するべきである。「ブルジョワジーがひとつの進歩をもたらすときには、個人や人民を血と涙のなかで、悲惨と堕落のなかでひきずりまわさずにはこなかったではないか」。
ヨーロッパによって植民地、半植民地状態におかれたインドと中国の将来については、マルクスは次のように予測した。
「大ブリテンそのもので産業プロレタリアートが現在の支配階級にとってかわるか、あるいはインド人自身が強くなってイギリスのくびきをすっかりなげすてるか、このどちらかになるまでは、インド人は、イギリスのブルジョワジーが彼らのあいだに播いてくれた新しい社会の諸要素の果実を、取り入れることはないであろう。それはどうなるにしても、いくらか遠い将来に、この偉大で興味深い国が再生するのを見ると、期待してまちがいないようである」。
「完全な孤立こそが、古い中国を維持するための第一の条件であった。こうした孤立状態がイギリスの介入によってむりやりに終わらされたので、ちょうど封印された棺に注意ぶかく保管されたミイラが外気に触れると崩壊するように、崩壊が確実にやってくるに違いない」。

## 評価・批判
マルクスのことをフェルディナント・ラッサールは「経済学者になったヘーゲルであり、社会主義者になったリカード」と表現した。
マルクスの伝記作家フランシス・ウィーンは「20世紀の歴史はマルクスの遺産のようなものだ。スターリンも毛沢東もチェ・ゲバラもカストロも ―現代の偶像も、あるいは怪物も、みな自らをマルクスの後継者と宣言して憚らなかった。マルクスが生きていたら彼らをその通りに認めたかどうか、それはまた別問題だ。実際、彼の弟子を自称する道化たちは、彼の存命中からしばしば彼を絶望の淵に追いやることが少なくなかった。たとえば、フランスの新しい政党が自分たちはマルキシストであると宣言した時、マルクスはそれを聞いて『少なくとも私はマルキシストではない』と答えたという。それでも彼の死後、百年のうちに世界の人口の半数がマルキシズムを教義と公言する政府によって統治されるようになった。さらに彼の理念は経済学、歴史学、地理学、社会学、文学を大きく変えた。微賎の貧者がこれほどまでに世界的な信仰を呼び起こしながら、悲惨なまでに今なお誤解され続けているのは、それこそイエス・キリスト以来ではないだろうか」と評する。
歴史学者E.H.カーは「マルクスは破壊の天才ではあったが、建設の天才ではなかった。彼は何を取り去るべきかの認識においては、極めて見通しがきいた。その代わりに何を据えるべきかに関する彼の構想は、漠然としていて不確実だった。」「彼の全体系の驚くべき自己矛盾が露呈せられるのはまさにこの点である」と述べつつ、「彼の事業の最も良い弁護は結局バクーニンの『破壊の情熱は建設の情熱である』という金言の中に発見されるかもしれない。」「彼の当面の目標は階級憎悪であり、彼の究極の目的は普遍的愛情であった。一階級の独裁、―これが彼の建設的政治学への唯一の堅固で成功した貢献であるが― は階級憎悪の実現であり延長であった。それがマルクスによってその究極の目的として指定された普遍的愛情の体制へ到達する可能性があるか否かは、まだ証明されていない」「しかしマルクスの重要性は彼の政治思想の狭い枠を超えて広がっている。ある意味でマルクスは20世紀の思想革命全体の主唱者であり、先駆者であった」と評している。
政治哲学者アイザイア・バーリンは「マルクスが発展させた何らかの理論について、その直接の源流をたどってみることは比較的に簡単なことである。だがマルクスの多くの批判者はこのことにあまりにも気を遣いすぎているように思える。彼の諸見解の中で、その萌芽が彼以前や同時代の著作家たちの中にないようなものは、恐らく何一つないといっていい」として、例えば唯物論はスピノザやドルバック、フォイエルバッハに負うところが大きいこと、「人類の歴史は全て階級闘争」とする歴史観はシモン＝ニコラ＝アンリ・ランゲやサン＝シモンが主張していたこと、「恐慌の周期的発生の不可避」という科学的理論はシスモンディの発見であること、「第四階級の勃興」は初期フランス共産主義者によって主張されたこと、「プロレタリアの疎外」はマックス・シュティルナーがマルクスより1年早く主張していること、プロレタリア独裁はバブーフが設計したものであること、労働価値説はジョン・ロックやアダム・スミス、リカードら古典経済学者に依拠していること、搾取と剰余価値説もシャルル・フーリエがすでに主張していたこと、それへの対策の国家統制策もジョン・フランシス・ブレイ、ウィリアム・トンプソン、トーマス・ホジスキンらがすでに論じていたことなどをバーリンはあげる。「社会観察の上に立って研究を行っている全ての人は必然的にその影響を受けている。あらゆる国の相争う階級、集団、運動、その指導者のみならず、歴史家、社会学者、心理学者、政治学者、批評家、創造的芸術家は、社会生活の質的変化を分析しようと試みる限り、彼らの発想形態の大部分はカール・マルクスの業績に負うことになる」「その主要原理の誇張と単純化した適用は、その意味を大いに曖昧化し、理論と実践の両面にわたる多くの愚劣な失策は、マルクスの理論の名によって犯されてきた。それにも関わらず、その影響力は革命的であったし、革命的であり続けている」と評する。
城塚登はマルクスは元々経済学の人ではなく、哲学の人であり、「人間解放」という哲学的結論に達してから経済学に入ったがゆえに、それまでの国民経済学者と異なる結論に達したと主張する。
2005年のイギリスBBCのラジオ番組の視聴者投票でマルクスは偉大な哲学者第1位に選ばれた。2位はヒューム、3位はウィトゲンシュタイン、4位はニーチェ、5位はプラトン、6位はカント、7位はアクィナス、8位はソクラテス、9位はアリストテレス、10位はポパーだった。

## 家族

### 妻

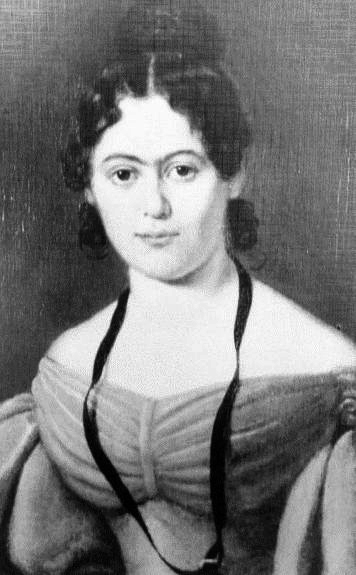
妻のジェニー

1836年にトリーア在住の貴族ルートヴィヒ・フォン・ヴェストファーレンの娘であるイェニー（ジェニー、1814-1881）と婚約し、1843年に結婚した。マルクスは反貴族主義者だが、妻が貴族であることは非常に誇りにし、妻には「マダム・イェニー・マルクス。旧姓バロネッセ（男爵令嬢）・フォン・ヴェストファーレン」という名刺を作らせて、商人や保守派相手にはしばしばそれを見せびらかした。また困窮の時でもドイツの男爵令嬢にみすぼらしい恰好をさせるわけにはいかないとイェニーの衣服には金を使い、債権者を怒らせた。
マルクスの伝記作家は概してヴェストファーレン家の貴族としての家格を誇張しがちであるが、実際にはヴェストファーレン家は由緒ある貴族というわけではなく、ルートヴィヒの父であるフィリップの代に戦功で貴族に列したに過ぎない。同家はスコットランド王室に連なるなどという噂もあるが、ヨーロッパでは多くの家がどこかで王室と繋がっているため、それは名門であることを意味しない。ルートヴィヒはトリーアの統治を任せられていたわけではなく、一介の役人としてトリーアに赴任していただけである。プロイセン封建秩序の中にあってヴェストファーレン家など取るに足らない末席貴族であることは明らかであり、実質的な生活状態は平民と大差なかったと考えられる。ただ末席貴族ほど気位が高いというのは一般によくある傾向であり、その末席貴族の娘がユダヤ人に「降嫁」するのは異例と言えなくもない。
イェニーの兄でルートヴィヒの跡を継いでヴェストファーレン家の当主となったフェルディナントは、マルクスとは対極に位置するような徹底した保守主義者であり、妹を「国際的に悪名高いユダヤ人」から引き離したがっていた。また彼は1850年代の保守派の反転攻勢期にプロイセン内務大臣となり、時の宰相オットー・フォン・マントイフェルの方針に背いてまでユンカーのための保守政治を推し進めた人物でもある。一方イェニーの弟エドガーはマルクス夫妻の良き理解者であった。初期のマルクスの声明にはよく彼も署名していたが最後までマルクスと行動を共にしたわけではなく、後に渡米し、帰国後には自堕落に過ごしていた。

### 子供

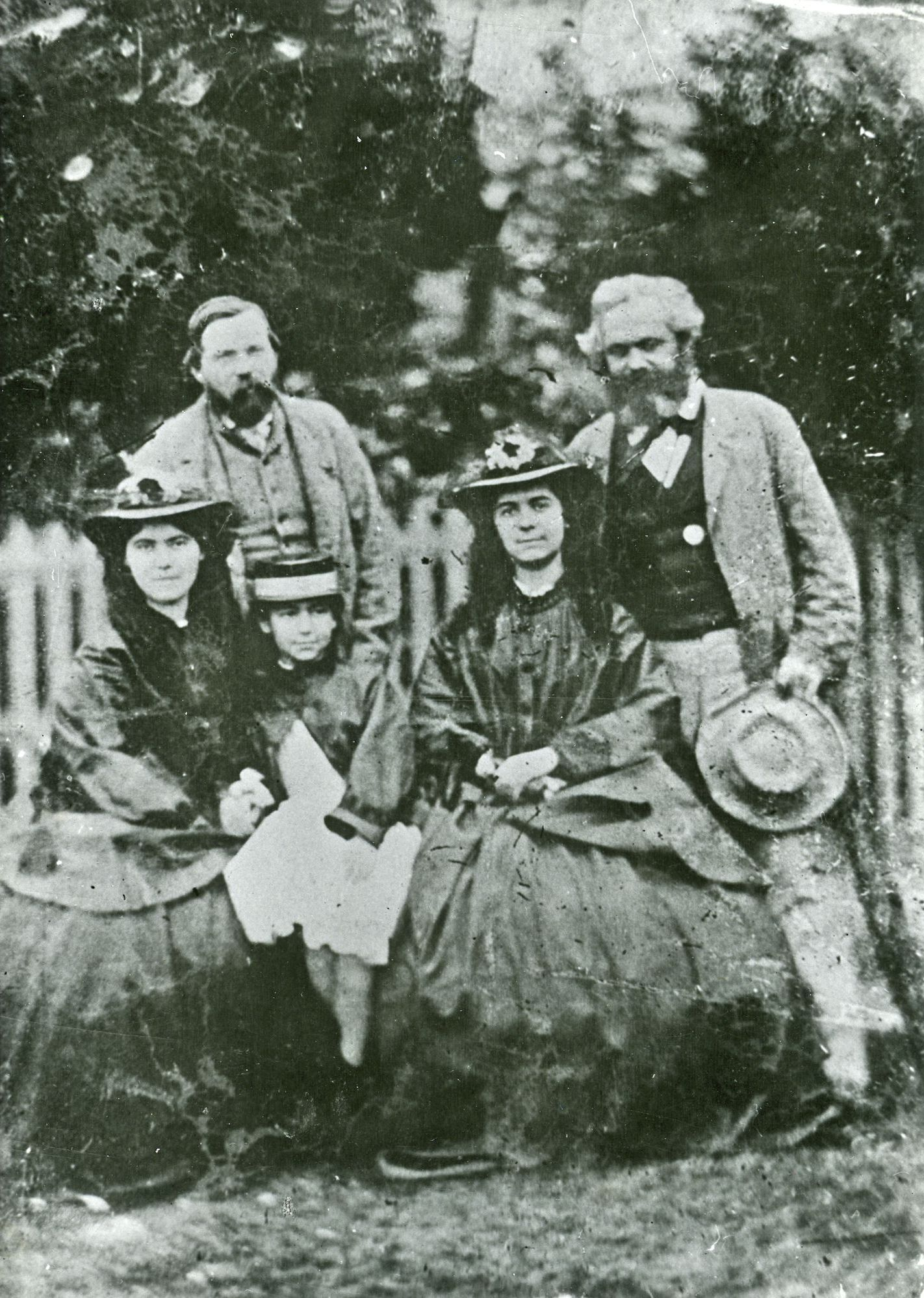
マルクス（左上）と娘たち（前列左より長女ジェニー・キャロライン、四女エリノア、次女ラウラ）。右上はフリードリヒ・エンゲルス。1864年頃

マルクスとイェニーは二男四女に恵まれた。マルクスは政治的生活では独裁的だったが、家庭ではおおらかな父親であり、「子供が親を育てねばならない」とよく語っていた。晩年にも孫たちの訪問をなによりも喜び、孫たちの方からも愛される祖父だった。
1. 長女ジェニー・カロリーナ（ドイツ語版）（1844年-1883年）は、パリ・コミューンに参加してロンドンに亡命したフランス人社会主義者シャルル・ロンゲ（フランス語版）と結婚した[646][647]。彼女は父マルクスに先立って1883年1月に死去している[648]。
2. 次女ジェニー・ラウラ（ドイツ語版）（1845年-1911年）は、インターナショナル参加のために訪英したフランス人社会主義者ポール・ラファルグと結婚したが、子供はできなかった。ポールとラウラは、社会主義者は老年になってプロレタリアのために働けなくなったら潔く去るべきだ、という意見をもっていて、1911年にポールとともに自殺した[649]。彼らの自殺は当時ヨーロッパの社会主義者たちの間でセンセーションを巻き起こした。
3. 長男エドガー（エトガル[650]）（1847年-1855年4月6日）は義弟エドガー・フォン・ヴェストファーレンに因んで名づけられた[651]。マルクスはこの長男エドガーをとりわけ可愛がっていた。娘に冷たいわけではなかったが、息子の方により愛着を持っていた[652]。8歳でなくなったエドガーの死にあたってマルクスは絶望し、この3カ月後にラッサールに送った手紙の中で「真に偉大な人々は、自然の世界との多くの関係、興味の対象を数多く持っているので、どんな損失も克服できるという。その伝でいけば、私はそのような偉大な人間ではないようだ。我が子の死は私を芯まで打ち砕いた」と書いている[653]。妻の子6人のほかに、メイドとの間に男児がいたとされる。
4. 次男ヘンリー・エドワード・ガイ（ハインリヒ・グイード[654])（1849年-1850年11月19日）はイギリス議会爆破未遂犯ガイ・フォークスに因んで名付けたが[586]、ディーン通りに引っ越す直前に幼くして突然死した[655]。
5. 三女ジェニー・エヴェリン・フランセス（フランツィスカ[656]）（1851年-1852年4月14日）もディーン通りの住居で気管支炎により幼い命を落としている[657]。
6. 四女ジェニー・エリノア（1855年-1898年）は、三人の娘たちの中でも一番のおてんばであり、マルクスも可愛がっていた娘だった。とりわけ晩年のマルクスは彼女が側にいないと、いつも寂しそうにしたという[658]。エレノアの生涯は『ミス・マルクス』（日本公開2021年）として映画化された[659]。1898年3月31日に遺書を残して服毒自殺[660]。

### 婚外子

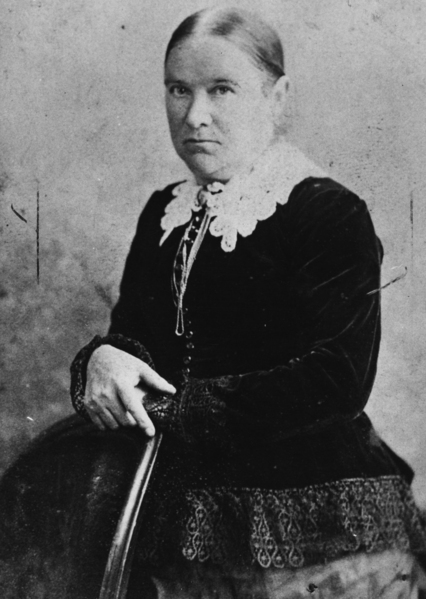
マルクスの非嫡出子を儲けたマルクス家のメイドのヘレーネ・デムート

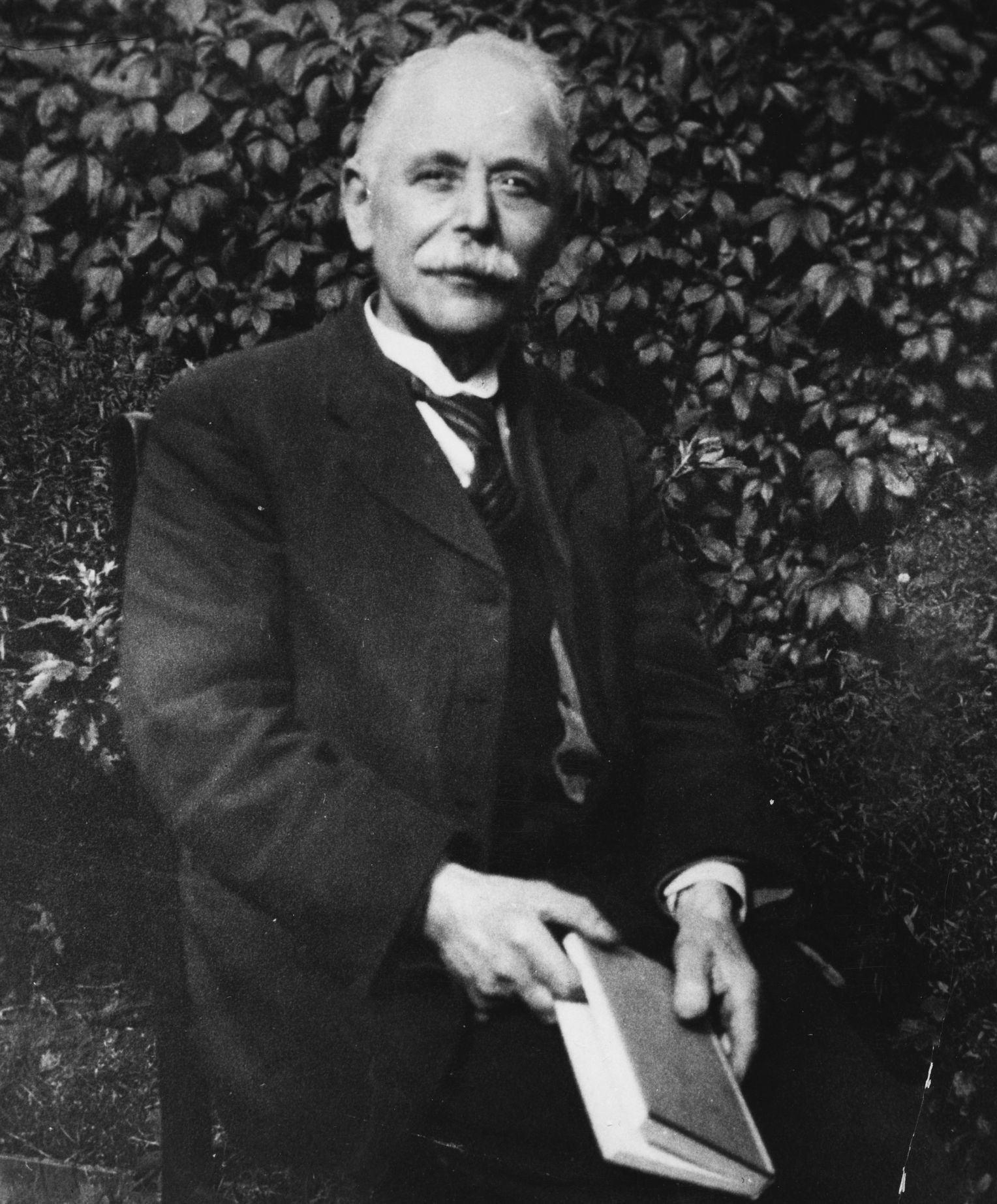
マルクスとヘレーネの子とされるフレデリック。1921年

ヴェストファーレン家でイェニーのメイドをしていたヘレーネ・デムート（1820-1870、愛称レンヒェン）は、イェニーの母がイェニーのためにマルクス家に派遣し、以降マルクス一家と一生を共にすることになった。彼女は幼い頃から仕えてきたイェニーを崇拝しており、40年もマルクス家に献身的に仕え、マルクス家の困窮の時にはしばしば給料ももらわず無料奉仕してくれていた。彼女は1851年にディーン通りのマルクス家の住居においてフレデリック（フレディ）・デムート（1851-1929）を儲けた。フレディの出生証明の父親欄は空欄になっており、里子に出されたが、1962年に発見されたアムステルダムの「社会史国際研究所」の資料と1989年に発見されたヘレーネ・デムートの友人のエンゲルス家の女中の手紙からフレディの父親はマルクスであるという説が有力となった。
このエンゲルス家の女中の手紙や娘のエリノアの手紙から、マルクスの娘たちはフレディをエンゲルスの私生児だと思っていて、エリノアはエンゲルスが父親としてフレディを認知しないことを批判していた事が分かる。エンゲルス家の女中の手紙によれば、エンゲルスは死の直前に人を介してエリノアにフレディはマルクスの子だと伝えたが、エリノアは嘘であるといって認めなかった。それに対してエンゲルスは「トゥッシー（エリノア）は父親を偶像にしておきたいのだろう」と語ったという。
ちなみにフレディ当人は自分がマルクスの子であるとは最後まで知らなかった。彼はマルクスの子供たちの悲惨な運命からただ一人逃れ、ロンドンで旋盤工として働き、1929年に77歳で生涯を終えている。ロンドンの労働者階級の家庭の養子となって英国籍となり、機械工として修業後、機械工合同組合員となり、ハックニー労働党の創設メンバーと言われる

## マルクスの著作

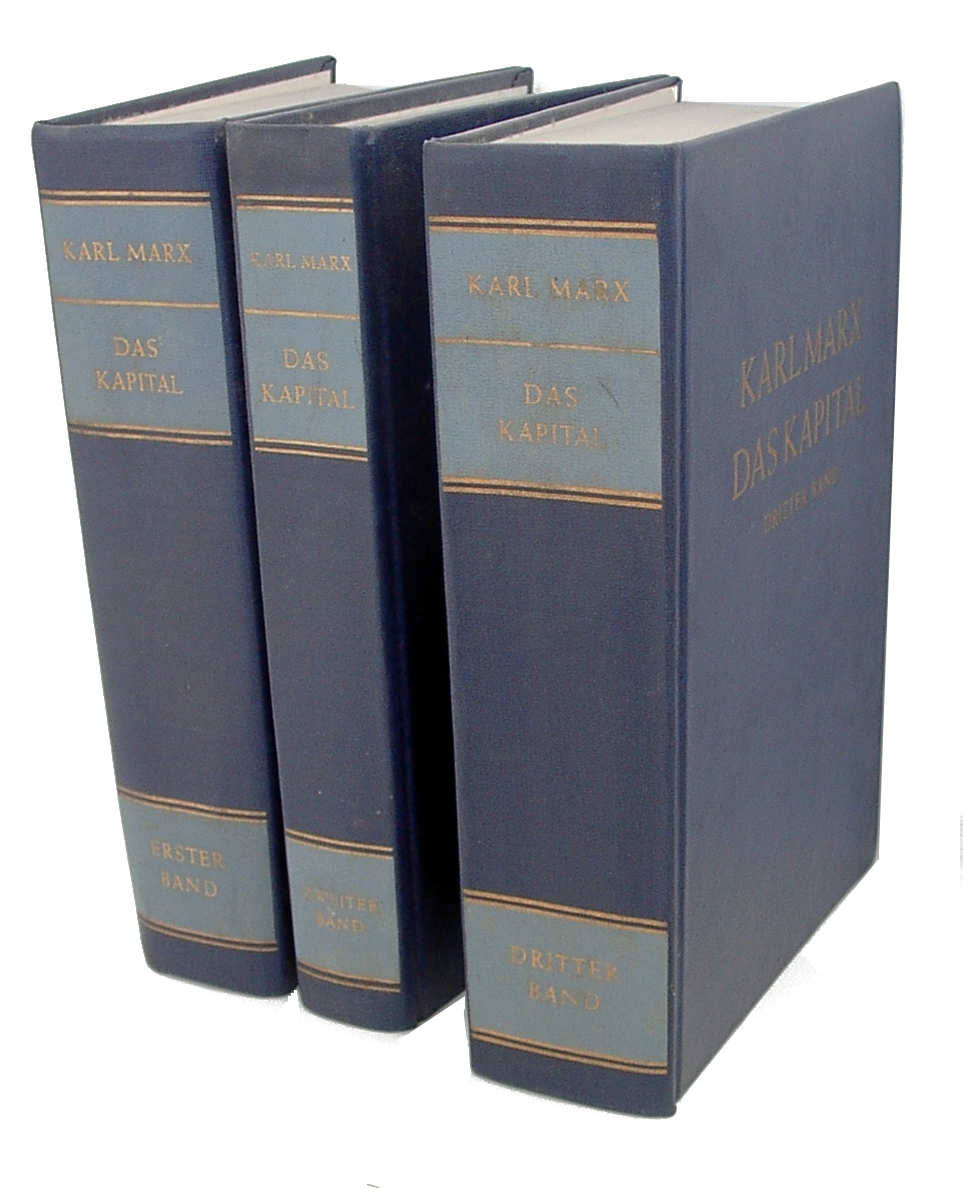
1973年に東ドイツで出版された『資本論』

- 『デモクリトスの自然哲学とエピクロスの自然哲学の差異（英語版）』（1840年）
- 『ヘーゲル国法論批判（Kritik des Hegelschen Staatsrechts）』（1842年）
- 『ヘーゲル法哲学批判序説（ドイツ語版）』（1843年）
- 『ユダヤ人問題によせて』（1843年）
- 『経済学・哲学草稿』（1844年）
- 『聖家族』（1844年、エンゲルスとの共著）
- 『フォイエルバッハに関するテーゼ』（1845年）
- 『ドイツ・イデオロギー』（1845年、エンゲルスとの共著）
- 『哲学の貧困』(La misère de la philosophie)（1847年）
- 『共産党宣言』（1848年、エンゲルスとの共著）
- 『賃労働と資本（ドイツ語版）』（1849年）
- 『フランスにおける階級闘争（Die Klassenkämpfe in Frankreich 1848 bis 1850）』（1850年）
- 『ルイ・ボナパルトのブリュメール18日』（1852年）
- 『経済学批判要綱』（1858年）
- 『経済学批判』（1859年）
- 『フォークト君よ（ドイツ語版）』（1860年）
- 『剰余価値理論（ドイツ語版）』（1863年）
- 『賃金、価格、利潤』（1865年）
- 『資本論』（1巻1867年、2巻1885年、3巻1894年。2巻と3巻はマルクスの遺稿をエンゲルスが編纂・出版）
- 『フランスにおける内乱（Der Bürgerkrieg in Frankreich）』（1871年）
- 『ゴータ綱領批判』（1875年）
- 『労働者へのアンケート（ドイツ語版）』（1880年）
- 『ザスーリチへの手紙（ドイツ語版）』（1881年）

## マルクス像
東欧諸国には共産主義政党独裁時代に建てられた複数のマルクス像が現在まで残っている。また近年の2018年にも依然として中国共産党の独裁体制下にある中華人民共和国からマルクス生誕200年を記念して生誕地であるドイツのトリーアに対して高さ5.5m、重さ2.3tの彫像が寄贈され、除幕式には欧州委員会のジャン＝クロード・ユンケル委員長やドイツ社会民主党のアンドレア・ナーレス党首などが出席したが、かつてドイツ共産党の台頭によってナチスの独裁と東西分断といった負の影響もあったドイツではマルクスに対して否定的な見方が根強くあって彫像設置には批判も出ていた。
- ロシア・ウリヤノフスクにあるマルクス像
- 東ドイツ時代に建てられたマルクスとエンゲルスの銅像（ドイツ・ベルリンのマルクス・エンゲルス・フォーラム（ドイツ語版））
- 東ドイツ時代に建てられたマルクスの巨大頭像（ドイツ・ケムニッツ）
- マルクスとエンゲルスの像（中華人民共和国・上海）
- 2018年に中華人民共和国からマルクス生誕200年を記念してドイツ・トリーア市に贈呈されたマルクス像。